# トリコ
『トリコ』は、島袋光年による日本の漫画作品とその主人公の名前。『週刊少年ジャンプ』（集英社）にて2008年25号から2016年51号まで連載された。

## 概要
話数の単位は「グルメ○○」。「食」をテーマとした異色のバトル漫画。美食屋トリコと料理人小松が様々な食材を求めて世界中を冒険する。
「ガララワニ」「虹の実」「フグ鯨」等、登場する食材は殆ど架空の食材であるのが特徴だが、時折語られる科学知識等は実在のものもある。
2023年8月時点で全43巻のシリーズ累計発行部数は3000万部を突破している。第2回マンガ大賞ノミネート作品。
初出は、『世紀末リーダー伝たけし!』連載中の『週刊少年ジャンプ』2002年6・7合併号に発表した同タイトルの読切作品。2007年52号に続編の読切が掲載された後、連載に至る。読切版は1作目が『グルメハンティングブック』に、2作目が短編集『トリコ外伝』に収録されている。読切と連載版では、主人公であるトリコの設定や世界観はさほど変わりはないが、小松の顔や設定が異なる等違いも見受けられ、読切時は「美食屋」の用語はまだ無く、トリコは「ハンター」と呼ばれていた。2008年25号にて連載開始、2014年6・7号にて第1章「人間界編」が終了し、休載期間を経て、同年10号から2016年51号にかけて第2章「グルメ界編」が連載され、「グルメ界編」の最終回にて連載終了となった。
本作品の読者参加企画として、作中に登場させる新しい食材や猛獣のアイデアを募集し、作中に登場させていた。また、本作品は、しばしば『たけし』および島袋の短編漫画のキャラクターが、モブキャラクターとして描かれている。
2011年3月、テレビアニメ（以下、テレビシリーズ）放送開始に先駆け3D映画『トリコ 3D 開幕!グルメアドベンチャー!!』が公開。同年4月から2014年3月まで、日曜朝9時にフジテレビ系でテレビシリーズが放送された。2013年7月27日、2作目の映画『劇場版 トリコ 美食神の超食宝』が公開された。
また、スピンオフ作品『グルメ学園トリコ』が『最強ジャンプ』2012年1月号から2017年1月号まで連載されていた。作者は水元あきつぐ。

## あらすじ
世は「美食」が世界的流行となっている「グルメ時代」。世界中に未知の食材が溢れ、一つの食材に億単位の大金が動く事も珍しくない。国際グルメ機関IGOを通し、ホテルグルメの若き料理長・小松は、未開の味を探求し、自分の「人生のフルコース」の完成を夢とする美食屋・トリコにガララワニの捕獲を依頼する。トリコの狩りに同行した小松はその姿に感動し、以降はトリコとその仲間、美食屋四天王の狩りに同伴する事に。しかし、そんな彼らに危険な秘境に生息する凶暴な猛獣や世界中の食材の独占を狙いIGOと対立する組織・美食會が襲い掛かり、目的の食材を巡って激しい戦いが繰り広げられる。
IGO会長一龍は、グルメ界に眠る伝説の食材GODをはじめとする美食神アカシアのフルコースの目覚めが近付き、GODの奪い合いで起こる戦争を阻止すべく、トリコにグルメ界の過酷な環境に適応する修行として七つの食材の捕獲を依頼。トリコは四天王、小松たちと共にこれらの食材を捕獲し、グルメ界に適応する実力を付けていく。
IGOと美食會の争いは激化の一途を辿り、死闘の果てにトリコは戦闘不能に陥り、小松は美食會に拉致され、一龍は美食會のボス・三虎に敗れ命を落とす。三虎の放ったメテオスパイスによって人間界は壊滅。グルメ時代は終わりを告げ、IGO、美食會も第三勢力NEOの登場で大打撃を受ける。
戦いが終わり、復活したトリコは単身グルメ界に乗り込み、1年半掛けて美食會から小松を連れ戻す。そして一龍が遺した無限に食べられる食材ビリオンバードを復活させ、グルメ時代を復興させるべくトリコ達はアカシアのフルコースを求めて本格的にグルメ界へと旅立つ。

## 作中年表
作中ではグルメ時代の到来以前に1世紀以上続いたグルメ戦争終結までをBGA（ビフォアグルメエイジ）、グルメ戦争終結以降をGA（グルメエイジ）と表す。

## 用語

### 美食関連
美食屋
未知の味を求めて世界中を渡り歩き、様々な食材を捕獲・採取する事を生業とする探検家でありハンター。見つけた食材はまず自らが口にし、味を確かめる。高級グルメ料理店からの彼等に対する「依頼」が後を絶たず、腕利きの美食屋は雇われた企業の株価をも左右する程の存在。主人公であるトリコは、IGOに所属する美食屋の中でも「四天王」と呼ばれる実力者の一人である。腕の良い美食屋は腕の良い料理人とコンビを組んで活動する事も多く、次郎と節乃の様に捕獲と調理で役割を分担して様々な食材を追いかける事もある。一応美食屋も調理はするが、大抵は焼くだけといった調味料も使わないシンプルなもので、単に食材を「食べられる状態」にする傾向が強い。
料理人
世界中に存在する、食材を調理して客の求める料理を提供する者。扱う料理は現実世界と同じものから架空のものまで、料理人によって様々な分野がある。IGOによってランクが付けられ、100位圏内の殆どは腕利きの美食屋顔負けの実力を持つ（力也曰く「元美食屋も多い」との事）。ココ曰く「グルメ時代で最も影響力のある者で、軍事力や資源以上の価値がある食材と同等の価値がある」存在。かつての「グルメ戦争」でも料理人の奪い合いがあったらしい。
食の再生屋（グルメリバイバー）
希少な食材の保護・絶滅危惧種の繁殖・枯れた土壌の回復・密猟者の逮捕等の仕事に携わり、世界中の食を枯渇から守る食の救助隊。自然物を用いて人間の怪我を治療したりもする。殆どは国やIGOの雇用だが、企業や個人等の依頼を直接受けるフリーの再生屋も存在し、本作品に登場する鉄平もその一人。グルメ時代に於いてその時勢による乱獲を防ぐ意味でも美食屋と並ぶ重要な存在であるが、IGOの許可無しに流通の禁止された劇物食材や捕獲レベルの高い隔離生物等を復活させるルール違反の再生屋が後を絶たない（殆どは鉄平である）。
美食人間国宝
世界に4人しか称号を持つ者が居ない人間国宝。現在称号を持つ者は節乃（料理人）・珍鎮々（食林寺師範兼IGO第0ビオトープ職員）・メリスマン（グルメ文豪兼IGO第0ビオトープ職員）・モーヤンシャイシャイ（再生屋）。

### 組織
IGO
「国際グルメ機構」の略。野生の獣の捕獲レベルを定めたり、食材の市場価格を決める等して、世界中の食材の流通を適正にコントロールしている。
元々は国連の一機関に過ぎなかったが、グルメ食材の需要増加に伴い国連から独立した。今や加盟国数は国連を上回り、現在のIGO加盟国は360ヶ国にも及ぶ。運営資金は加盟国から徴収した莫大な「グルメ税」で賄なわれており、加盟国は税金を納める代わりに安定的なグルメ食材の流通を保障されている。IGO直属のホテルに各国首脳を集めてのグルメパーティーを開く等、かなりの財力と政治力を持っている。開発局・事務局・法務局・管理局・防衛局・財政局・広報局といった部署が存在している。
美食屋四天王
IGO専属の美食屋の中でも味覚を除く人間の五大感覚（嗅覚・視覚・触覚・聴覚）のどれか一つが特化した「超感覚」を持ち、非常に高い戦闘能力を持つ4人の超人たち。トリコ・ココ・サニー・ゼブラを指す。全員が貧しい国の出身で、一龍の下で幼少期から生活を共にしており、4人の関係は修行仲間よりも悪友に近い。
美食會（びしょくかい）
IGOと敵対している闇の組織。ボスと呼ばれる支配者・三虎の下、この世にある全ての食材を独占する為に各地で暗躍している。
メンバーはそれぞれの役割に応じて6つの支部に配属されており、グルメ界では総料理長と総料理長補佐が指揮を執り、人間界では本部に居る料理長と3人の副料理長がこれを統率している。ソーンウッドに本部を、ダストゾーン上空にダイニングキッチンを、グルメ界に総本部を置いている。目的の為なら手段を選ばず（スタージュンを除く）、無益に生物を殺す事も厭わない。クッキングフェス編の終盤で組織に潜伏していたNEOの謀反によって総本部が襲撃されたが、組織自体は健在で、第二部では海山を拠点にアカシアのフルコースを狙い暗躍している。
グルメヤクザ
ネルグ街を拠点に、非合法食材の取引を生業とする美食屋集団。マッチ達が所属する組織の構成員は約3000人で主に数人単位でチームを組み、世界各地で食材の捕獲を行っている。活動目的はネルグ街の貧しい子供達に食材を持ち帰る事である。時には他の美食屋と食材を巡って争う事もあるが、その最中にも仁義を通すのが美学。強気を挫き弱きを助ける姿勢は貧困に喘ぐ子供達のヒーローでもあるが、トリコがマッチ達を「過激派ではなく比較的真っ当な奴ら」と述べていた事から、過激派のグルメヤクザも存在する模様。使用する武器は、主にネルグの闇ルートで流通している物を入手している。
アニメでの名称は「グルメマフィア」になり、マッチの肩書きはグルメマフィアNo2→ボスになっている。
グルメ騎士（ナイト）
食の幸福「グルメ教」の教えを忠実に守る美食屋集団。設立はAG300年（グルメ時代開始から300年後）。少人数だが強く崇高な精神を持ったメンバーで構成されている。己の肉体と技を極限まで鍛錬している為、メンバー全員が高い実力を誇る。メンバーは施しの精神を始めとする多くの戒律を重んじ、その身を捧げる求道者で、常に自然を尊び感謝を注いでいる。過酷な「三大行経想」を乗り越え、波が頬に一本の筋として残って一人前になれる。粗食の丘に拠点を置く。
NEO（ネオ）
「新たなる食の理想郷（ユートピア）」を目標とする「第三勢力」。
メンバーはIGOや美食會を始めとする世界中の主要機関に潜伏しており、IGOや美食會をも上回る情報網を持つ。組織図や構成員数は共に不明で、全てが謎に包まれている。第二部に於いて、主要メンバーは約500年前にアカシアがGODを与えた権力者や大富豪の子孫達である事が明かされた。クッキングフェスでは裏で暗躍し、IGOと美食會の両陣営の潰し合いを目論んでおり、それを機に「GOD」を手に入れようとしているが、ザウスによると「その先」に更に大きな目的がある模様。クッキングフェスの時点で最果ての地へと向かう方舟を建造していたが、第二部では既に完成しており、永住できる程の設備まで備わっている事が栗坊から語られた。

### 技術
捕獲技術
ノッキング
最も代表的な美食屋の捕獲技術。小さい針等を獲物の運動神経に突き刺し麻痺させるもの。これによって獲物の動きを封じつつ、鮮度を保ったまま捕獲する事が出来る。通常は「ノッキングガン」が用いられるが、技術が伴えば素手による打撃等で行う事も可能。ノッキングの箇所や方法は獲物によって大きく異なる為、引退した美食屋には独自のノッキング方法を開発し、その特許収入のみで生計を立てる者もいる。治療の一環や筋肉の膨張等の身体強化にも使われている。
グルメ界編以降では、ダメージや物理現象等を含め、ありとあらゆるものを「停止」させる技術となっており、初期とは大きく意味合いが異なっている。
消命
自らの意識を消す事で、警戒心の強い動物に接近し接触する。
食義
食に対する礼儀作法で「万物への感謝と敬意を片時も忘れずに常に心の中心に据えておく」事。グルメ時代では小学校から食義の授業があり習得は厳しい修行を要するが、食義を極める事で無駄の無い動きが出来る様になり、戦闘や料理の腕が飛躍的に向上する。上級者ともなると、泳いでいる「フグ鯨」からノッキング無しで毒袋を取り除く事も可能である。食義を使い捌かれた生き物は切られた事にすら気付かずに体の一部が捌かれた状態、若しくは骨だけの状態で生き続ける事もある。事実、作中では小松が「フグ鯨」を捌いた際に毒袋を抜き取っても「フグ鯨」自体が捌かれた事に気付かなかった為、体が金色に輝かなかった。
食没
「食事に完全に没頭する」食義の奥義。食べる前や食べている最中だけではなく、体内に入った食材の動向をも敬い感謝し続ける事で体の許容を超えて食糧を受け入れる様になり、食べた分だけ食糧をエネルギーとして充電する事ができる。
食圧
食材に感謝する食義とは違い、食材を脅して力で制圧する事で力を発揮する技術。
猿武（えんぶ）
エリア7の猿が習得している野生の格闘術。別名「モンキーダンス」。下位から新入り、10 - 6級、5 - 1級、初段 - 五段、六段 - 九段、師範代、師範とピラミッド状に階級分けされており、頂点に猿王バンビーナが存在する。新入りはいずれも捕獲レベル600を超え、四獣の本体の様に瞬間的に捕獲レベルを上げる事で受けたダメージを流動させて体外に放出する事ができるなど並みの猛獣を遥かに上回る実力を持つが、上の許可無しでは自由な捕食が出来ず、師範となって初めて猿王より自由な捕食・交尾が許されるとされていたが、実際は四匹の師範達が勝手に定めたルールであり、猿王本人は全く関わっていない。その為、師範の一角であり北マウンテンエリアを牛耳るゴリタウロスがトリコ達によって倒されるとルールは崩壊し、エリア7全域で北マウンテンエリアと同じ様に自由な捕食が行われる様になった。
猿武の基礎は力の受け流しであり、60兆を超えるグルメ細胞の意志を全て統一する事から修行は始まり、修行にビービーダンゴムシが用いられる。全細胞の意志を全て攻撃に転化すると莫大な力を生む奥義となり、昔、猿王の祖先はたった一撃のパンチで巨大な大陸を粉々にしたと言われるが、基本の数十倍もの体力と精神力を要する。
その正体は格闘術ではなく、猿王がかつて恋人と共に踊ったダンスである。最後まで踊り切るのに要する時間は僅か10秒だが、壁画1000枚分の膨大な過程が存在する。最後は猿王とキスをする事で完了される。
裏の世界（うらのチャンネル）
「アナザ」が光速を超えた影響で時空が歪み、通常では認識出来ない特殊な空間。まるで時間が止まっているかの様で、時間の進みが遅い分、自分がまるでワープした様な感覚に陥るが、人工的に作ったものは時空の歪みが弱く、生身でも平気。カカ曰くいわゆる死後の世界で、死者の魂が漂い続けており、認識する為に「ペア」を飲む必要がある。時間が止まっていると感じる程遅く流れており「アナザ」等、普通に調理したら長い年月が掛かる食材を調理に必要とされる。
ワープキッチン
アカシアのフルコース「ペア」と「アナザ」により発動する（後に「アナザ」を食べた者が「ニュース」を食べる事で使える事になっている）新たな「感覚（味覚）」の概念。「裏の世界」を人工的に発動させる。
ワープロード
「裏の世界」を発生させ、遠くの場所に瞬間移動する。

### 道具・アイテム
グルメ細胞
伝説の美食屋・アカシアが発見した、深海に生息する幻のクラゲ「グルメクラゲ」のみに存在する特殊な細胞。作中では赤、青、緑、白、黒の5色が存在する。137億年前に誕生したグルメエネルギーから形成され、数億年前に地球に飛来してから地殻変動によって地球を調理している。ニトロやグルメ細胞の悪魔の根源であり、ニトロや人間を乗り物とし食の記憶の赴くままに永遠に美味い食材を食べ尽くそうとする。乗り物が死ぬと食霊となり、新たな乗り物を見つけて憑依し、隔世的に何度でも蘇る。「細胞を取り込んだ生物はその特有の旨みが増し、またその生物が『旨い物』を食すれば細胞自体が進化する」特徴がある事から、IGOは他の動植物の細胞と同化させて品種改良や新種の創造等に使用している。
持ち主毎に60兆を超える細胞を持ち、性格や能力はそれぞれ個性がありバラバラで細胞全員が脳の命令に従順ではないが、唯一旺盛な食欲だけは統一されている。
この細胞は人間にも移植可能で、移植に成功した者はその特性が飛躍的に強化され、超人的な能力を得る事が出来、美味しい食材や好みの食材を食べれば食べる程成長し、能力が上昇するが、その反面、移植に失敗すれば拒絶反応で死亡してしまう危険性が高い、リスクの大きな賭けでもある。人体に注入する場合は、細胞を少しずつ食べ続け、適合するのを待つ「摂食注入」と細胞を直接体内に注入する「直接注入」の2つの方法がある。摂食注入は安全だが時間が掛かり、結果適合しない事が多く、直接注入は適合までの時間が圧倒的に早いが、適合しなかった場合、細胞の力に負け、化け物化したり、最悪の場合死に至る。妖食界の住民達の先祖は主に直接注入され、美食會のメンバーもこれに当たるらしい。
細胞を移植された者はある程度成長すると「壁」にぶつかり、成長が止まるが、その「壁」を打ち破った時、細胞は更なる進化を遂げて飛躍的にパワーアップする。寿命が延びる効果もある。「宝石の肉」等の特定の食材や特にその個人の嗜好に合ったものを摂取する事により壁を打ち破り、グルメ細胞を更に成長させる事が可能で、美食會はその食材を捜し求めている。
元々は再生機能に特化した万能細胞であり、適合する食材を食せば大概の傷は治る上、腹部に開いた巨大な風穴をも瞬時に塞ぐ程の再生能力を持つ。適当な腕や足を体に引っ付けて自由自在に動かす事も一応可能ではある。作中でも、美食會のグリンパーチやアルファロ、再生屋のプキンが自分の腕の他に別の腕を脇腹に引っ付け、トミーロッドはトリコとの戦いで失った右腕を別の腕で代用している。エルグは自分の体を「ヘラク」の胴体と結合してケンタウロスの様な風貌となっている。優れたグルメ細胞程時に利己的で他の組織に馴染み難く、移植等の治療に不都合を及ぼす場合もある。持つ者の精神とも密接に関わり、圧倒的な力で負わされた際の傷はグルメ細胞が自ら受け入れた傷として一生残ってしまう。
極稀に隔世遺伝によりグルメ細胞を持った状態で生まれる事もあり、現在作中ではトリコ、スタージュン、三虎の3人が確認されている。生来のグルメ細胞所持者は生まれながら「傷」を持っていることが示唆されており、トリコは左目の下から左耳に掛けて三本の傷、スタージュンは顔の左側に大きな痣があり、三虎は目の下に三本の傷を持って生まれている。
技や能力を使用する際に消費するエネルギーは「カロリー」で表現されており、体内に蓄えられるエネルギー量はグルメ細胞が「壁」を超えて進化しない限り上がる事はない。
自食作用（オートファジー）
栄養飢餓状態に陥った生物が自らの細胞の蛋白質をアミノ酸に分解し、一時的にエネルギーを得る事。グルメ細胞保持者はほんの僅かな絶食でこの状態に陥り、グルメ細胞が自らを食す事で生命の危機を回避するために肉体に超人的なパワーを発揮させる。しかしその状態が長く続けば自分で自分の細胞を食べ尽くして死亡してしまう。
シバリング
寒さで体温が下がった際に身震いで熱を発生させ、体温を保とうとする生理現象。トリコやトミーロッドが発動したシバリングは大気を震わせる程の熱を放出している。しかしその分大量のエネルギーを消費し、持続時間を過ぎると筋肉の震えは停止して体温は下がり始めやがて死に至る。
「食欲」のエネルギー
食物連鎖の頂点に立つ「最強の捕食者」のみが強い「食欲」でグルメ細胞から体外に取り出せる唯一無二の細胞エネルギー。あらゆる食材を薙ぎ倒し、喰い散らかす程の強力な力を持つ。並の食欲ではまず出てくる事はなく、トリコたち四天王も4人掛かりでやっと出す事が出来た。これを技に応用したのが奥義「王食晩餐」であり、トリコのナイフやフォークといった技もグルメ細胞内のエネルギーが食欲によって体外に飛び出したものと推測している。
グルメ細胞の「悪魔」
グルメ細胞は細胞の食欲が具現化した悪魔と呼ばれる強大な力を持った存在が潜んでいる。具現化した姿はデビル、オーガ、サタン、トロル（ニトロ）等の種族が存在する。普段は何らかの方法で抑制されているが、獲物を威嚇する際は威嚇をする人間の背後に悪魔の姿が現れる事もある。旨い食材さえ尽きなければ永遠に生き続けられ、例え死んでも隔世的に何度でも蘇るが、悪魔を生きたまま調理し、封印すれば復活しなくなる。グルメ細胞は利己的な為、一つの細胞に二人以上の悪魔が入り込むと、例え同じ悪魔であってもお互い潰しあって死ぬ。
作中でこの悪魔が確認されたのはトリコ、ココ、サニー、ゼブラ、小松、マンサム、愛丸、スタージュン、三虎、ジョア、フローゼの11名。その中で、トリコ、ココ、サニー、ジョアのグルメ細胞は意思を持っており、彼らと会話をする描写がある。トリコは三匹の「悪魔」を宿している。
アカシアのフルコースを食べていく事で徐々に悪魔を制御出来る様になり、アカシアのフルコースを全て食べた後に宿主を食べれば悪魔は完全復活できるが、宿主が自分で決めたフルコースを食べていれば悪魔に身体を乗っ取られない。悪魔は好みの食材の色がある。
食霊
この世の食材に未練を残し、美味なる食材の周りに居着き続ける生物の魂。時に料理人に食材の正しい調理法を囁く。魂の世界に住んでおり、二度死ぬ事は無い。
グルメ粘菌
美味なグルメ食材に反応し、餌から餌へ効率的で最適のルートを導く。作中では愛丸が使用。
GTロボ（グルメ・テレイグジスタンス・ロボット）
遠隔操作により運用される人型ロボット。火山地帯や深海等といった、普通の人間が立ち入る事の出来ない危険な場所に於ける食材の探索・収集を目的として開発された。その目的故にボディは非常に頑丈なカーボンファイバー配合のチタン合金、関節は超高分子特殊ポリエチレンで作られており、当初のトリコやマンサムの腕力でも破壊する事は困難。医療界で世界的名医が僻地に赴かずに手術が行える等、他の分野でもその性能を認められている。
操縦者の動作を1/1000秒以下の誤差で正確に模倣して動くと同時に、五感全てを体内の「核（コア）アンテナ」を通じて信号化し、忠実に操縦者に伝える事が可能。それ故、ロボットでありながらも、まるで操縦者本人がそこに実在するかの様な雰囲気を醸し出す。但し、生命に関わる程の過剰な痛みや衝撃については操縦者に直接伝わらない「圧覚超過」の機能を備える等、高い安全性も施されている。ロボをコントロールしている核アンテナは単独での移動も可能で、非常時は核アンテナだけ本体から分離して脱出できる。
美食會が所有するGTロボ
チタン合金で出来たボディの上に強化アラミド繊維で出来た体毛で覆っている。様々な型が存在するが、いずれもニトロの様な表情の無いアリクイの様な形の顔をしているのが共通の特徴。顔の内部に強力なレーザー砲が装備されている。
通常タイプ
普通の人間と同じ大きさの個体。緑や黒、青といった様々なカラーリングが存在する。
重装甲高火力タイプ
大きさは通常タイプと同じであるがレーザー等、様々な武装を装備した個体。作中でのカラーリングは紫で、ザイパーが操縦していた。
巨大タイプ
対大型猛獣用に開発された個体。体感重力の影響で操縦はミクロタイプに次いで難しいとされている。毒に対する耐久性も強く、人間界とグルメ界の海の境界線上に流れる毒潮の遊泳テストもクリアしている。巨大であるが、リーガルマンモス等の超大型の猛獣に対応出来ない場合がある。美食會で操縦できたのはギドのみ。
触手タイプ
大きさは通常タイプと同じであるが、頭部に伸縮自在の触手を仕込んだ個体。対象の身体を奪う事が目的で、食材捕獲で多用される。作中でのカラーリングは水色で、セドルが操縦していた。
ミクロタイプ
巨大タイプとは対照的な小型の個体。GTロボの中でも操縦が難しいとされている。作中では移動の際に小型の蠅に乗っている。美食會ではユーしか操縦できない。
ステルスタイプ
大きさは通常タイプと同じであるが、全身が毛で覆われておらず、三虎の様に長くうねった頭髪が生えている。カメレオンの様に体表を周囲の景色と同化でき、操作できるのは実力者のみ。作中ではスタージュンが操縦していた。
超大型タイプ
巨大タイプよりも更に巨大な個体。ジョージョーによれば擬態機能も兼ね備えているらしい。当初は開発中であったが、クッキングフェスで大量に投入された。
新型
アニメオリジナル。他のタイプと違い全身が毛で覆われていないのが特徴。光学迷彩による擬態機能を持つ他、触覚センサーも強化されている。更にチタン合金とグルメ界でも特に硬いとされている「オリハル貝」の殻を合わせた新合金を使用しており、非常に高い強度を持つ。緊急時は損傷した部位のみを切り離して自爆させる事も可能。
一般人向けのGTロボ
普通の人間の姿をしているが、ロボットの様な形状のものから、本物の人間と見分けが付かないものが存在する。
カーネル・モッコイが所有するタイプ
カーネルと全く区別が付かない程そっくりな姿をした個体。カーネルは同様のロボを大量に所有している。
メリアのタイプ
人間に近い姿をしているが、顔は口が無いなどアンドロイドに近い形状をしている。
ダーニル・カーンが所有するタイプ
カーネルの個体と同様、本物と区別が付かない程そっくりな姿をしており、実際に食事を取る事も可能。
国連軍のタイプ
対四獣用に国連軍が大量に投入した個体。作中ではヘルメットを装着していた為素顔は不明。
ノッキングガン
生分解性ポリマーで出来た特殊な針を直接打ち付ける銃。打つ箇所によって全身を麻痺させノッキングする効果がある。サイズや型等は様々な種類があり、作中では以下の様なものが登場している。
ノーマルタイプ
通常のタイプ。二箇所の射出口がある。定価は18万9000円。
デリケートタイプ
刺激に弱い動物や一瞬の緊張・痛み（ストレス）ですぐに肉質が劣化するデリケートな獲物に使用するタイプ。射出口は一箇所だけある。細く柔らかい針を打ちつける為、「ツボ」に命中させる高い技術が必要。生体内ですぐに分解されて麻痺効果は長くない。定価は27万6000円。
ノッキングライフル
針を飛ばして遠距離の獣に打ちこむ。ノーマルタイプと同じく二箇所の射出口がある。使用難易度は高く動き回る獣の箇所を的確に打ち込む必要があるが、次郎は使いこなした。
グルメケース
保温・保冷はもちろん真空パックなど、最大数万種類のグルメ食材の最良保存データが入ったケース。食材を入れるだけで最も適した保存状態を保ってくれる。様々な種類やサイズがあり、別売のメモリカードで保存データの更新も可能。自分で調べて保存プログラムを入力する事も可能。別売りのメモリカードは食材に応じて値段も異なるらしく、非常に高額な物から1円で販売される物まで存在する。
巨大型
名称のみ登場。小松によるとかなり高額な様子。
グルメリュック
主に液体類の食材を持ち帰るのに使うグルメケースの一種。特殊な天然ゴム素材で作られており、量に合わせてゴムが伸縮する。強度は高いが入れ過ぎると傷付いて破れやすくなる。定価は45万円。
グルメID
IGOが保有する国民のグルメデータ。個人が生まれてからこれまでに食べた食材やその量・時間までもが詳細に記録された個人データ（3年に一度の更新義務がある）。脳内に記憶された潜在的な食情報を読み取ったデータは食べた時の咀嚼の回数まで記録されている為、個人を完璧に識別し、その認証制度はDNA認証に匹敵する。食文化の調査データであるが、グルメタウン等特定個所の本人認証システムや美食屋の捕獲履歴の確認と証明、グルメ犯罪の調査、医療機関等で使われる場合もある。
グルメ時代はグルメIDは最高機密の個人情報で、特別な場合を除きIGOの幹部クラスも閲覧は禁止され、データの持ち出しや書き換えは不可能に近い状態で管理されている。有名な美食屋のグルメデータ等は闇ルートで高価な値で取引される事もある。自らのグルメ履歴を誇示する為にわざとデータを流出させるグルメ家もおり、3年に一度の更新検査すら拒む者も多い。
ライタースーツ
耐寒性の高いゴム状の素材が何層にも重なって出来たスーツ。重なった素材が擦り合う事で摩擦熱を起こしスーツ全体を高温に保ち、その保温性は永久凍土に生息する「ブリザードベアー」の毛皮に匹敵する。値段は一着で700万円。
化けの羽衣
化ノコの羽根から作られた羽衣で、防御力は妖食界随一。
メルク包丁
初代・二代目メルクが作ったオリジナル包丁。様々な形や種類があり、使用するには免許が必要な程危険な切れ味を誇る。値段は非常に高い。
千徳包丁
メルク包丁の一種。数千種類の食材を自在に切れる包丁界のオールラウンダー。メルクの代表作で1本500万はすると言われる。
一刀柳刃
メルク包丁の一種。世界一の鋭さを誇る。
羽衣薄刃
メルク包丁の一種。二代目メルク曰く「包丁の芸術」。
八色出刃、パワー菜切り包丁、蘇生牛刀
メルク包丁の一種。
黒小出刃包丁
メルク包丁の一種。二代目メルクオリジナルの包丁。料理の特殊な仕込みで使用する。
乱中華包丁
メルク包丁の一種。二代目メルクオリジナルの力作。
無限ペティナイフ
メルク包丁の一種。二代目メルクオリジナルの包丁。
小松のメルク包丁
小松によって研ぎ師としての自信を得た二代目メルクが彼の為に最初に作った包丁。「デロウス」の牙と小松の折れた包丁から作られた。非常に鋭い切っ先が特徴で、柄には二代目メルクが初めて彫った小松と彼女自身の刻印がある。高い希少価値と共にサニーの触覚を易々と切断する切れ味と一振りで山を割る程の威力があり、蘇生包丁と同じ再生機能を持つ。小松は自身の包丁が材料に使われた事で比較的すぐに扱える様になった。
エアを捌く包丁
初代メルクが一龍から依頼を受け、6年もの間メルクの星屑を使って作り出したアカシアのフルコースメニューのサラダ「エア」を捌くための非常に巨大な包丁。
ブランチはこの包丁を使って、「エア」の周りにある密度の濃い「空気」を捌いて、エアの熟成を促進させた。
クリスタルペティナイフ
アニメオリジナルのメルク包丁。イチジクリスタルの身の繊維を傷つけない様にするのに最適な包丁。
ポケットフードプロセッサー
入れた食材を何でも振り掛けにしてくれる道具。アニメでは代わりにグルメスパイザーが使用された。
栗坊鍋（くりぼうなべ）
栗坊が作った鍋。数千度の熱で半年間煮込み続けても1ミリも変形しないと言われる。
栗坊のブランドは今や高級食材の調理には欠かせず、料理人に取ってのカリスマ的存在であるが、値段は目が飛び出る程高価である。
蘇生包丁
遥か昔、グルメケースなどの無い大昔に生まれた包丁で、食材の鮮度や味の鮮度を保つ目的で作られた。多くの蘇生包丁は自己再生機能を持つ生物やそれを促す鉱物から造られ、これで切られた食材は細胞が一気に活性化し、その切り口からまるで生き返る様に分裂を繰り返し蘇生する。
細胞を傷つけない様に細胞同士の隙間から包丁を通すという神技に近い技術が必要だが、自在に使えれば一個の食材を少量ずつならほぼ無限に食べられる為、IGOは食の流通が乱れる事の懸念から使用を制限。倫理的な観点からもその技術を闇の技術として禁じた。
グルメマテリアル
旨みで出来た朽ちる事の無い金色の素材。アッポロが宇宙料理をやっていた頃に宇宙でこれを見つけ、ジョアは最果ての地へ向かう準備の為、基地の主要機関や調理器具にグルメマテリアルを使用した。
金の調理器具
エリア6のブラックトライアングルに生息する七獣の身体の一部から作れる七つの調理器具。霊食やアナザを含むこの世の全ての食材を捌くと言われ、ジジも愛用していた。
メジャートング
特殊な舌を当てる事でその生物が持つ細胞エネルギーを感知する「マーキングカメレオン」の舌を使い猛獣の捕獲レベルを測る計測器。単純な強さしか測れないが、捕獲レベル100以上の猛獣をも一瞬で数値を測定可能。舌の射程距離は50m。測れる捕獲レベルの最高値は999で、それ以上は「E（エラー）」と出る。通信機能も備えている。
イカサマコンタクトレンズ
ライブベアラーがグルメテイスティングで目に仕込んでいたコンタクトレンズ。特殊な加工がされたグルメカジノのカードをこのイカサマコンタクトレンズを通して見る事でカードの内容が3D画像で浮かび上がる。
グルメクレジット
現金の代わりとして飲食店等の支払いに使用するカード。トリコが持っているのは限度額無制限のブラックカードだが、紛失する事も多いらしい。
フードタブレット
三虎のメテオスパイスで食材が枯渇した人間界の為にIGOが苦肉の策で生産した錠剤型の食品。元の食材の栄養価を含む。
リドルチャプター
IGOの開発したおぼん兼用のタブレット端末。専用のリストバンドから出るレーザーポインターを食材に当てると、おぼんに食材データが送信され、捕獲レベルなどの詳細が表示される。
差出人不明のグルメIDカードを元に製造されており、人間界の約30万種の食材はもちろん、グルメ界の多くの食材データ併せて数百万種を網羅している。グルメIDの差出人はブルーニトロ「ペア」のものでネオのデータもある。
リアル地球儀
IGOが開発した地球儀。衛星から捉えた画像を元に地形等を細かく再現しており、引力装置も仕える。1個15億。
命球（ライフ）
ジョアが生産している小さな球体。持ち主が死んだ際、身代わりとなって砕け散る（正確には、玉に宿る食霊が身代わりになる）。
金の缶詰
地球外の素材で出来た缶詰。朽ちる事の無い素材で食材を永久保存出来、殺しても何度でも蘇るグルメ細胞の悪魔を、記憶ごと完全に封印する為の道具。

### その他
人生のフルコース
美食屋がそれぞれ人生の目標とするメニュー。単に「フルコース」と省略される場合もあり、内訳は「オードブル（前菜）」「スープ」「魚料理」「肉料理」「メインディッシュ（主菜）」「サラダ」「デザート」「ドリンク」の8種類からなる。そのリストには、基本的に美食屋本人が捕獲した経験のある食材が記される為、リストに記されている食材の捕獲レベルによって、その美食屋の実力がある程度判定できる。リストに記される食材には、その美食屋の個人的な嗜好やこだわりが反映される場合も少なくない。
だが、近年では他の美食屋が捕獲し市場に出回った物をリストに載せる美食屋も多くなっているらしく、実力を測る意味合いでは無くなり始めているらしい。料理人もそれぞれ独自のフルコースを持つが美食屋と違い殆どが調理されたものである。
ビオトープガーデン
通称「庭」。IGOが動植物の生態調査や繁殖などを目的として世界各地に建造したビオトープ兼超巨大養殖場兼実験場で、それぞれが島1つ分の広大な敷地面積である。中でも第1ビオトープに当たるリーガル島は50万km2（北海道の約6倍）もの面積を誇っている。周囲を分厚い壁と堀で取り囲む等、猛獣が逃げ出さない為の措置を取っている。トリコ達四天王のかつての修行場でもある。ここの食材を無許可で庭の外に持ち出すことは重罪とされている。
様々な動植物の繁殖に成功してはいるものの、その中には危険な種類も多く、それらの採取・捕獲の手段は確立されていないのが現状の様で、庭の中の食材の捕獲の為に美食屋に声が掛かる事もある。
一般には知られていないが、人間界に存在する第1〜8ビオトープの他にグルメ界には第0ビオトープが存在している。第0ビオトープはIGOの職員ではなく、民間から集められた20名足らずの少数精鋭から構成されており、グルメ界に存在する特性上全員がかなりの実力者である。
危険区域
凶暴な猛獣が生息する危険な地域。危険区域に入る事自体が自殺行為と見なされ、危険区域で死んでも生命保険が適用されない。
グルメテイスティング
ジダル王国にあるグルメカジノの裏VIPエリアで行われている、記憶を賭けたギャンブル。カードには表に食材とポイント、裏に番号が記されており、使用するカードの枚数は56枚で、全28種類の食材により構成されている。カードのレベルは賭ける記憶によって異なり、レベルが高い程高級且つ希少な食材が揃っているが、その分食べる難度の高い食材も多くなる。しかし中には、得点が高い割に完食が容易なアタリカードや逆にポイントが低い割には捕獲又は調理が難しいハズレカードが複数枚ある。
基本的なルールは神経衰弱と同じであるが、揃えたカードに記された食材をポイント×1分の制限時間内に調理・完食しなければならない。完食する事で記されたポイントを獲得でき、1ターンに最大3回までカードを捲れるが、完食出来なかった場合はポイントが相手に移り、手番の相手に移る。2回連続で完食出来なかった場合はその時点で負けとなり、10回連続でカードが揃えられなかった場合も負けとなるシビアなルールで、捕獲レベルの高い猛獣を仕留める美食屋としての実力の他、調理や実食が難しい食材を如何に食べられる様に調理するかという料理人の腕も問われる。ジョーカー食材が2種類あり、それをヒットさせ完食出来れば1枚だけ自分と相手の食材を交換する事が出来る。交換した食材も完食しなければポイントは入らないが、完食出来なかった場合にアウトになるかどうかは不明。
クッキングフェスティバル
四年に一度開催される世界一の料理人を決める食の祭典。200年の歴史を持ち、作中で50回の節目を迎えた。世界料理人ランクトップ100に入る料理人のみが出場できる。テレビでも生中継で放映されており平均視聴率は95%を誇り、決勝等が放送されるゴールデンタイムともなると瞬間最高視聴率は99%を超え、世界総人口312億人の殆どが視る（フェスの開催日は「クッキングホリデー」と呼ばれ、国民の「食日」（祝日）となっており、この日にはフェス視る為に世界中の殆どの街から人々が消える）。4000兆円から5000兆円もの経済効果があると言われており、フェスの決勝が行われるゴールデンタイムで流れたCMのコマーシャルソングが一日で5000万枚売れた、書籍に10億冊の予約が入った、ある会社が一気に1000万台の車を売った等の伝説がある（しかしこれらは一時的な経済効果に過ぎない）。
このフェスで優勝した料理人に贈られるのは「クッキングフェスティバル優勝」の称号のみだが、フェスの優勝者は「スーパーコック」と呼ばれ、地位や名声はもちろん何十世代に渡っても決して使い切れない程の財が湯水の様に入ってくる。過去49回に行われたフェスでスーパーコックの称号を得た料理人はザウス・節乃・ブランチ・ユダ・千代のみである。
アニメでは原作で省略された予選第2回戦の天秤デスクッキングと3回戦の一島丸ごとクッキングが描写された他、決勝トーナメントに出場する料理人の人数が原作の32名から半分の16名に変更されている。そのため、わぶとらやマミ、ムハンなど原作で決勝トーナメントに進出している一部の料理人が予選で脱落しており、決勝トーナメントの組合せも原作と若干異なる。
グルメ戦争
500年前に世界で100年以上行なわれていた、核兵器を用いた大規模な戦争。原因は政治や宗教等とは一切関係ない非常に原始的な「食材の奪い合い」であり、当時アカシアは世界中の首脳達に「GOD」を食べさせた事で「食を分かち合う喜び」を本能的に悟らせ、この戦争を終結させた。しかし、グルメ日食によって「GOD」が再び現れた時、再びグルメ戦争が起こる事が危惧されている。
エンペラーリング
劣悪な環境下にあるグルメ界に於いて、王者と呼ばれる猛獣が相見える時に大気が震える事で起こる渦。グルメ界の屈強な猛獣ですら手が出す事も近付く事も出来ず、渦に引き込まれた者の運命は死あるのみ。
グルメ警備員
主に食材の警備等を担当する集団。警備の際には指に制約の腕輪を着ける事が義務化されており、仕事中に契約に違反した行動を取ると指輪が爆発し、指を吹き飛ばされてしまう細工が施されている。指輪は仕事が終わるまでは抜き取れない為に信頼の証となっている。三虎のメテオスパイスで人間界が壊滅状態になってからは生の食材の値段が高騰し、頑丈なショーケースに入れられた食材の警備も行うようになるが、一部では飢えに耐え切れずに指を失いながらも略奪行為を行う者が出始めている。
グルメ界の休憩室（レストルーム）
全ての場所が危険区域に当たる程のグルメ界で、独特な気候と特殊な生態が極稀に作り出す外部からは見えない安全な空間。猛獣から死角となり、一時的だが環境も穏やかだが、時間が経てば周囲の環境に押し潰される。
美食街道
八王や厳しい環境を避けながらグルメ界を開拓していった多くの生物たちの旅の経路。グルメ界でも数少ない安全な道で、グルメ界にかつて存在した七つの文明を結ぶが、グルメ界の全ては網羅しておらず、十分危険な場所も多い。
水切り山
グルメ界の名物。高さ1500mを超える山がマッハ1のスピードで海を跳ね、地球1周22万kmもの距離をスピードを落とす事無く跳ね進み、その間様々な要因で山は削られ小さくなり、約1週間掛けて地球を1周する頃には小さな小石となる。原因不明の天候と思われているが実際はバンビーナの暇潰しである。
モンキーフェスティバル
エリア7で数百年に一度、猿武の師範が猿王バンビーナに挑むお祭り。競技種目は毎回変わる。通称「モンフェス」。猿王に勝てば実力者が八王の座に君臨できる唯一のチャンス。当初は猿王に対し猿武の腕を披露する為の祭りだったが、八王の座の欲望から次第に猿王を倒す為の真剣勝負へと変わり、50億頭が注目する大陸最大の祭りとなった。
マザートルネード
グルメ界の上空をメチャクチャな起動で動く竜巻の道で、エリア4の八王マザースネークが通った跡。
グルメインフレーション
宇宙にグルメ細胞が誕生してから膨張する旨みと共に、生物の生命力と共に食欲も増す現象。八王等の強い生物が生まれたのもこのインフレによるもの。
美食王決定戦
アニメオリジナル。グルメ実業家のボーノのパートナー、食欲不振のクリスが食べそうな食材を見つけるもので、優勝賞金は10億円。
トリコ、ココ、サニーがそれぞれ捕獲した食材を小松がパフェに調理し、クリスが食べた事でトリコ一行が優勝した。
グルメサービス大会
アニメオリジナル。イチジクリスタルの実を使用し、華麗なサービスを見せる大会。審査員は節乃、アポロン、ウーメン梅田の三人で、それぞれが出した点数の合計を競う。
優勝賞品はIGOの庭で実ったダイヤモンドイチジクリスタルで、ポチコが優勝した。

## グルメ食材・動植物
作中には食材を始め、様々な架空の動植物が登場する。本項ではそれらの内、トリコの捕獲対象になったもの等、主要なものを記述する。
IGOが対象の強さ・生態・生息環境等から総合的に導き出した捕獲の困難さを示す「捕獲レベル」を定めており、数値が大きい程捕獲が困難である事を示す。捕獲レベルが高ければ個体戦闘力が高い訳ではなく、捕獲する為の条件が過酷な場合や調理が非常に難しい時には、虹の実・BBコーン・オゾン草等ただ生えているだけの植物であっても捕獲レベルが高くなる場合がある。捕獲レベルの高いものが美味い訳でもない。
捕獲レベルの基準として、レベル1が「猟銃を持つプロのハンターが10人掛かりでやっと捕獲出来る」であり、捕獲レベルを設定されている事自体が捕獲が困難である事を示す。「レベル1以下」と表現する様に誰でも安易に捕獲・栽培出来る毒化したフグ鯨やアーモンドキャベツ等や、長命により大型に成長し強力化した等種で定められたレベル以上にレベルが上がった場合等がある為、ものによっては目安として捕らえられている。その他に「口に入る物なら全て食材」としての定義が存在する。当初人間界で計測できる捕獲レベルの最高値は100とされており、グルメ界の動植物も当初は全て不明か測定不能とされていたが、後半では捕獲レベルが100を超えている猛獣が多数登場している。グルメ界の猛獣は捕獲レベルを変化させる種が多いらしい。
グルメ食材は、捕獲・仕込みから調理に至るまで、非常に繊細さを要する「特殊調理食材」、調理が難しい「超特殊調理食材」が存在する。食すに非常に手間がかかる「特殊賞味食材」も存在している。

### 人間界

#### メニュー食材
トリコたちが捕獲・食べる目的で、冒険に繰り出す切っ掛けとなる食材（漫画の題材に、Menu.○○と書かれる食材）。
ガララワニ（捕獲レベル5）【爬虫獣類】
「バロン諸島」の生態系の頂点に君臨する真紅の鱗を持つ巨大なワニ。世界最高級のワニ肉として有名。
8本の脚を持ち、それらを駆使して跳躍することで巨体に似合わない敏捷な動作を見せる。口中に吸血性のヒル「バロンヒル」を飼っており、撒き散らしたヒルが吸った血の匂いを辿って獲物を捕食する。繁殖力が弱い反面、個体の寿命が長く、平均寿命は150年近い。歳を重ねる程食欲や獰猛さが増す特徴がある。最近は個体の寿命が延びており、トリコが遭遇した個体は300歳以上の長命であった。この個体の推定捕獲レベルは8。近年、IGOの庭で養殖が成功した。
亜種
・ガララブル
トリコ グルメサバイバル!2から登場。牛のような角と蹄を持つガララワニの変異種。光速で突進を仕掛け、前に立つ敵を全てなぎ払う。
・グランドガララ
トリコ グルメサバイバル!2から登場。長い年月をかけて独自の進化を遂げたガララワニ。身体を覆うウロコは通常種以上の強度を誇る。
・ポイズンガララ
トリコ グルメサバイバル!2から登場。体内に毒を持ったガララワニの変異種。噛みついた相手を毒で弱らせて捕食するため、かすり傷でさえ致命傷になる。
・アーマーガララ
トリコ グルメサバイバル!2から登場。体が頑丈な鎧で覆われているため打たれ強く、凶暴で攻撃的な性格をしている。その強固な鎧の下には極上の肉が詰まっている。
・ガララワニ亜種
トリコ 爆食グルメバトル!に登場。体色は金色。
・ガララワニ500歳
トリコ 爆食グルメバトル!に登場。体色は灰色。ボスラッシュに登場した。
虹の実（単体の捕獲レベル6）【果実】
虹の樹と呼ばれる樹木に生る巨大な果実。気温や湿度によって七色に味を変え、25mプールの水に果汁をほんの一滴たらすだけでプール内の水全てが濃厚で芳醇なジュースに変化する程果汁濃度が高い。口に含むと胃に到達するまで7つの味が味わえる。芳醇な香りはあらゆる動物の食欲を刺激し、野生動物にさえ身の危険よりも食欲を優先させる。果肉はプリンの様に軟らかく、金の様に重みがある。重さは1個900kgは下らない。
自然界ではここ数年発見情報が無く絶滅したかと思われていたが、IGOが「第8ビオトープ」にて栽培に成功した。トリコに収穫の依頼が舞い込み、「トリコのフルコースのデザート」に決定された。上記の捕獲レベルは人工栽培されたものの数値で、天然で育った虹の実の捕獲レベルは12。後にアルコール度数85%の「虹の実ワイン」が登場した。
フグ鯨（捕獲レベル29）【魚乳類】
「深海の珍味」と称される鯨。「ミジンコ鯨」とも呼ばれ、大きさは通常のフグに近い。成魚になるまでの数年間を浅瀬で過ごし、一度体長6mにまで成長するが、その後は深海へと潜り水圧で体長50cmほどにまで縮む。それによって体の各部の旨みが凝縮されて最高の味を持つさ様になるが、同時に老廃物が凝縮された「毒袋」をも持つ様になる。毒袋の毒は強力な神経毒で、一度毒袋が破れてしまうとフグ鯨の体全体が「毒化」してしまい、食べられなくなってしまう。毒袋を完全に取り除いた個体は一瞬で黄金色に輝くが、フグ鯨に「包丁を入れたことに気付かせない」程高い技量で毒袋が取り除かれた個体は色が変わらない。末端相場は、毒化しているものは売買禁止で価値はゼロ（但し闇ルートでは約800万の値が付く）、毒袋が破れていない状態だと1億、毒袋を完全に取り除いた状態だと3億になる。
非常に神経質な性格で、特に産卵期のフグ鯨は僅かな刺激（触れるだけ）で毒袋が破れ毒化してしまう。毒袋を破かずに捕獲出来たとしても、毒袋の位置が個体により異なっており、個体毎に毒袋の位置に合った捌きの順序立てをしないといけない為、破かずに除去するのは至難の業。その二つの困難がある為「特殊調理食材」に指定されており、フグ鯨の毒袋を除去できる料理人は世界に10人も居ないと言われている。食義の上級者は泳いでいるフグ鯨からノッキング無しで毒袋を取り除く事が可能であると言う。
毒化したフグ鯨は原則として流通が禁止されているが、毒化しても味は変わらない為、「死んでも構わないから食べてみたい」と言う人間も多く、ジダル王国などの闇ルートで密かに取り引きされる。29という捕獲レベルは毒袋を破かずに捕獲する際の数値で、毒化の是非を問わなければ捕獲レベルは1以下と、非常に容易である。
亜種
・  ニセフグ鯨
トリコ グルメサバイバル!から登場。フグ鯨固有種とも。毒化したフグ鯨と似た体色をしているため、一見すると見分けがつかない。
・ チョウチンフグ鯨
トリコ グルメサバイバル!から登場。フグ鯨希少種とも。通常種よりも深い水中に生息し、旨味が凝縮された種。
・センボンフグ鯨
トリコ グルメサバイバル!2から登場。極めて大人しい性格で、外敵から身を守るために体中に無数の棘が生える。
・ヌメリフグ鯨
トリコ グルメサバイバル!2から登場。フグクジラの一種だが、体内だけではなく体表のヌメリにまで猛毒を持っている。
・ フグ鯨亜種
トリコ 爆食グルメバトル!に登場。体色は黄色。
・トラフグ鯨
トリコ 爆食グルメバトル!に登場。虎皮のフグ鯨。
・ 黄金のフグ鯨
トリコ 爆食グルメバトル!に登場。体色は金色
・原種
本編に名前のみ登場。ブルーグリルの市場で売られていた。
宝石の肉（ジュエルミート）
リーガルマンモスの最高級部位。太古の時代では結婚指輪の代わりとして用いられていた。「宝石」という名前の通り、周囲が明るくなるほどの眩しい輝きを放っている。リーガルマンモスの個体によって存在する場所が異なる。グルメ細胞の「壁を打ち破る食材」の一つで、これを食べたトリコは爆発的なパワーアップした。これを食べると全身が発光する。トリコとサニーは2人ともこの食材をフルコースに入れようとしたが、互いに食材が被るのは嫌だと引かない為、取っ組み合いの喧嘩までした挙げ句、最終的にはジャンケンで「サニーのフルコースのメインディッシュ」に決定された。後にBar メリアにて「乾燥 宝石の肉」が登場した。
BB（ブルーブラッド）コーン（捕獲レベル35、グルメ界の物は測定不能）【穀物】
「グルメ界」に存在する穀物だが、太古の昔グルメ界から渡ってきた怪鳥を通じて種が運ばれ、「人間界」の「ウージャングル」にも生息している。「バトルウルフ」等の肉食の猛獣達も大好物であり、古代のグルメ貴族達にもおやつとして親しまれていたという（「ブルーブラッド（Blue Blood）」とは、英語で貴族を指す俗語）。圧倒的な香ばしさとコクを持ち、粒の大きさによって出来る量は大きく変化するが、たった1粒でも強い火力で炒れば100人前のポップコーンが取れるという。取引も一粒数10万単位で行われ、一本丸々なら末端相場で10億は下らないとされている。ただし根が「ウージャングル」全体と繋がっている為、トリコの腕力でも引き抜けない程頑丈で、小型サイズでも収穫は非常に困難。成長したコーンは全体の高さが20階建てのビルにも匹敵し、実は1粒だけでもバスケットボールより大きい上、実際にポップコーンを作る為には実をこまめにひっくり返しながら低温で徐々に加熱し、最終的には1200度という超高温で加熱しなければならない為凄まじい忍耐力が必要。
ポップコーンは味も去る事ながら「食欲増進効果」が非常に高く、これをフルコースの最初に出せばその後の料理も全て美味しく食べられるという理由から、「トリコのフルコースのオードブル（前菜）」に決定された。BBコーンから作られたポップコーンはテリーの主食になっている。
センチュリースープ（捕獲レベル60、但し天然物の数値）【スープ】
「アイスヘル」にある幻のスープで、その名の通り100年に一度しか出現しない。数多の食材が保存された「グルメショーウインドー」がメタンハイドレートの大量発生により解凍され流れ出たもの。スープには無数の具材の旨みが凝縮されており、極めて濃厚な味わいでありながら喉越しはしつこくなく、器に入っているものを目視できない程に透明度が高い。完全なスープは美しいオーロラが立ち昇る。
過去に飲んだ事がある節乃によって味の再現が試みられたが、彼女が30年掛かりで取り組んでも未完成であった。現在では強力な抽出が幾度となく繰り返された事により、既に資源として枯渇状態に陥っており、「アイスヘル」で最後の一口分を口にした小松の手により、半年余という異例の早さで完成を果たし、「トリコのフルコースのスープ」に決定された。完成には「ウォールペンギン」の唾液が必要だが、絶滅危惧種である「ウォールペンギン」の乱獲を防ぐため、小松は敢えてレシピを公開していないが、使用した食材は百種類以上だというこれを口にした者は、至福のあまり笑いが止まらなくなり、「みだらな顔」と呼ばれる程のだらしない顔つきになってしまう為、サニーだけは「あの顔になりたくない」と飲むのを拒否した（但し、三虎だけは満足しなかった為か表情を崩さなかった）。多忙で笑顔を忘れたスマイルもこれを飲んで笑いが止まらなくなるがあくまでスープによる一時的なものであった為、トリコたちがスウィーツハウスを食い尽くした後、笑顔を失った。
ビックリアップル（捕獲レベル1 - 88）【果実】
声 - 高橋伸也
読者投稿食材。人の様な顔があり、別名「人面林檎」。元々は「バトルアイランド」に実る固有のリンゴだったが、近年IGOが人工栽培に成功した。ビックリさせればさせる程美味しくなる特殊なリンゴであり、ビックリアップルが栽培されている「ビックリ島」では、毎年ビックリアップルをビビらせる「仰天祭」が行われる。
驚きの度合いによって「ビックリLV」が決められ、LV100ともなるとその価値は時価にまで跳ね上がるとされ、トリコとリンの結婚披露宴でも登場した。仰天祭当時のトリコは推定LV50前後。最高LVは一龍が95、次郎が92で、非公式だが美食會の誰かもLV90台を出したとされている。通常は銃火器を使って驚かせる人が多いが思わぬ事でビックリする事もあり、ゾンゲの屁の臭さはLV80を叩き出した。
ニワトラ（捕獲レベル50）【鳥獣類】
読者投稿猛獣。虎の様な風貌をしている四足歩行のニワトリ。凶暴な性格で捕獲レベル50は下らないが、雛の時から愛情を込めて育てれば人間にも懐く。まろやかな中に強いコシがあって美味い超高級食材「ニワトラの卵」を産む。自分の気に入った土地にしか卵を産まず、産卵場所に選ばれた土地は「巨万の一坪」と呼ばれている。
アニメでは翼が生えており、空を飛べる他外敵からのストレスを受けると産卵に響く為、無理矢理捕獲しない方が良いとトリコの口から語られている。

#### グルメモンスター
トリコ達が冒険の道すがらに出会って阻んでくる猛獣。グルメモンスターという総称はアニメ版のグッズ展開のみで使用されている。

#### バロン諸島
フライデーモンキー（捕獲レベル2）【哺乳類】
一生を洞窟で過ごす臆病な猿。しかしトリコたちがバロン諸島へ来た時は、ガララワニに生息地を追われて岩礁にたむろしていた。名前の由来は、発見されたのがたまたま金曜日だったことから。 食用にはならないが、一部のペットマニアには愛玩動物として人気がある。 ゲームでは全作に登場。ヘビガエルと並ぶ最弱の猛獣として登場している。トリコ グルメサバイバル!シリーズでは1から登場しており、ちょこまかと動きまわり、たまに爪で攻撃してくるがステータスが低いので全く大したことはない。トリコ グルメモンスターズ!やトリコ グルメガバトル!では、バロン諸島をウロウロしている
バロンタイガー（捕獲レベル3）【哺乳獣類】
バロン諸島に生息する巨大な虎。普段は湿原の奥地に生息している。バロン諸島では上位の戦闘力を誇るが、危機管理能力に優れているため自分より強い生物に遭遇するとすぐに逃亡する。 肉は硬くてまずいため食用にはされないが、牙や体毛が装飾品として高額で取引されている。バロン諸島に上陸したトリコと小松の前に現れたが、トリコの威嚇を受けてすぐに逃亡した。 ゲームでは全作品に登場する。 トリコ グルメサバイバル!シリーズでは、全作品序盤から登場する。体が大きく動作に隙が大きいため倒しやすい。 トリコ グルメモンスターズ!では、バロン諸島に出現。 属性は「森」。 トリコ グルメガバトル!でも、バロン諸島に生息している
ヘビガエル（捕獲レベル1）【両生獣類】
バロン諸島などに生息している、蛇とカエルをかけあわせたような青緑色の猛獣。味は珍味とされていり、ゾンゲのフルコースにも選ばれている。 また、ヘビガエルを焼酎に漬け込んだヘビガエル酒も人気がある。ガララワニ編で登場し、草むらの中から突然飛び出して小松を驚かせた。 アニメでは、登場時点ですでにトリコに仕留められて調理されていた。
沼蛇 (ぬまへび)（捕獲レベル5）【爬虫獣類】
沼のようなにごった水域を好む大蛇。捕獲レベルは警戒心が強く水上にあまり出てこないことによる発見の困難さに起因し、沼の中ではガララワニさえもうかつに手が出せないという。 脂の乗った部位はウナギの味に似ているため、蒲焼にするとうまいと評判。バロン諸島でトリコと小松の前に姿を現すも、ガララワニの攻撃を受けておりすぐに絶命した。
バロンヒル（捕獲レベル不明）【分類不明】
バロン諸島に生息している蛭の仲間。寄生性の蛭で、ガララワニなど大型の猛獣に寄生して共生する。血を吸われると半日近く血が止まらなくなる。
バロンシャーク（捕獲レベル1）【分類不明】
アニメオジリナルの猛獣。バロン諸島の入り口「鬼の口」に大量に生息している鮫。大きな目が特徴。

#### 虹の実編 (第8ビオトープ)
ゾンビタイパン（捕獲レベル1）【爬虫類】
噛まれると、血清を打たない限り数時間で死に至るほどの猛毒を持っている蛇。葉巻樹の煙などの酢酸臭の煙を苦手としている。毒抜きすれば食用にもなり、その生き血は精力剤として高値で取引されている。
第8ビオトープに侵入したトリコに向かってトロルコングが投げつけてきたが、葉巻樹の煙によって追い払われた。
アニメでは登場していない。
トロルコング（捕獲レベル9）【哺乳獣類】
緑の毛皮と4本の腕を持つ最強のゴリラ。完全な肉食性。40tの戦車を簡単にひっくり返し、握力は1tを超える怪力の持ち主で、胸を叩いて相手を威嚇するドラミングは数十km先まで届く爆音。4本腕の特性から、腕と脚で歩くナックルウォーキングの姿勢からでも攻撃を繰り出せる。獲物を捕らえる為に罠を張るなど、知能もチンパンジー並みには高い。「シルバーバック」捕獲レベル10と呼ばれる危機管理能力の高い年長のゴリラを中心とした群れを形成し、その群れは完全な縦社会。肉は筋っぽくて不味い為食肉には適さないが、脳は珍味として重宝されているらしい。
IGOによって品種改良され、「第8ビオトープ」で繁殖。虹の樹を中心に縄張りを形成し、虹の実に近付く動物を捕食していた。彼らは結果として虹の実をガードし、並のハンターでは虹の樹に近付く事さえ出来ない為、虹の実収穫の依頼がトリコに舞い込んだ。最終話では次期八王の争奪戦に参戦した事がトリコの口から明かされた。
シルバーバック（捕獲レベル10）【哺乳獣類】
歳をとって体毛が白く変色したトロルコングのボス。普通のトロルコングよりも一回り大きく、その強靭な腕力と長年培った経験による知力にて群れを統率する。 しかしあまりに知能が高すぎるため、危機管理に過敏すぎて自分よりも強い相手に遭遇してしまうとすぐに戦意喪失してしまう。
虹の実編ではトロルコングたちのボスとして登場する。しかし、戦うことも無くトリコの威嚇にあっさり屈し、虹の実を明け渡した。
宝石の肉編ではエレファントサウルス、ガウチ、ゲロルド、バトルウルフ、デビル大蛇との試合に出場する。普段はかなり人気の猛獣らしいが、今回のメインであるバトルウルフにはビビって一歩も動くことができなかった。 その後、鈴のバトルフレグランスにより興奮してバトルウルフに襲い掛かろうとするも、コロシアムに乱入したトリコに一撃を食らって倒れる。 そして最期は哀れにもデビル大蛇に食べられてしまった。
ゲームでは4作品に登場している。
トリコ イタダキマスターでは第1弾から参戦。技は「回転ラリアット」、「超岩石投げ」。
トリコ グルメサバイバル!では、第2層のボスとして登場し、その後は通常の雑魚としても出現する。
トリコ グルメモンスターズ!では、第8ビオトープに生息。属性は「大地」。
トリコ グルメガバトル!では、グルメコロシアムや第8ビオトープに現れる。
ベーコンの葉（捕獲レベル2）【植物類】
牛肉並の高い脂肪分を含む塩分が高めの緑黄色野菜。そのまま食べてもおいしいが、他の食材に巻きつけて食べてもアクセントがついておいしく食べられる。
第8ビオトープに生っていたのをトリコが捕獲し、バナナきゅうりにこれを巻いて食べた。
バナナきゅうり（捕獲レベル1以下）【植物類】
バナナのような房になって生育する、きゅうりに似た食感を持つ野菜。栄養価が高く、エネルギー吸収に優れている。特に「一房まるごとチョコバナナきゅうり」は祭の露天での定番人気食品として有名。
第8ビオトープに生っていたのをトリコが捕獲し、ベーコンの葉を巻いて食べた。
バジュルコッコ（捕獲レベル74）【鳥獣類】
74話に登場。読者投稿の猛獣で、二対の頭と尾を持つ巨大ニワトリ。IGOの第8ビオトープに棲む猛獣の中では格段に強く、ミリオンの入った宝箱を自分の産んだ卵のように守っている。
少年期のトリコたちでは歯が立たなかったが、成長したココにあっけなく倒された。

#### フグ鯨編
巨大ヤスデ（捕獲レベル1）【昆虫獣類】
倍脚類に属する節足動物の一種。
鋭い牙や毒などは持たないが、外部から攻撃を受けると渦状に丸まり、強烈な悪臭を放つ。その外見から食材としては敬遠されているが、味はシャコに似ており、一部のゲテモノ愛好家からは好まれているようだ。
洞窟の砂浜へと続く洞窟の入り口近くに巣を作っており、ゾンゲたちはこの猛獣の群れに襲われてリタイアした(一応2匹は倒している)。しかしトリコは嗅覚で巣があることを感知したため、遭遇することなくフグ鯨のもとに辿りつけた。
ポキポキキノコ（捕獲レベル1以下）【キノコ類】
毒々しい色のキノコ。生で食べるとポキポキと音がするほど硬いが、湯通しすることでその硬さを和らげられる。しかし、その歯ごたえが人気で生でポキポキ食べるほうが好まれている。
洞窟の砂浜に生えているのを小松が発見し、トリコがつまんで食べた。
サソリゴキブリ（捕獲レベル7）【昆虫獣類】
猛毒を持つ巨大なゴキブリ。
見た目のグロテスクさに加え、繁殖能力が高く群れで行動するため、集団だと更にキモさが倍増する。事実IGOが発表する「捕獲したくない生物ランキング」では常に上位にランクインするくらい嫌われている。食用としての価値はゼロだが、一部のゲテモノ好きの間では高額で取引されることもある。
洞窟の砂浜に巣を作っており、巣に落ちた美食屋に群がって一瞬で食いつくした。しかしココに対しては危険を察知し、一斉に道を開けた。
海蛍 (うみほたる)（捕獲レベル1）【昆虫類】
水の綺麗な場所に生息する蛍。普段は海中で過ごすが、稀に地上にも現れる。
お尻から発光する特殊なタンパク質は普通のホタルの約10倍もの明るさで、数多くいると暗い水中がまるで昼間のように見えるという。
食用にはならないが観賞用としては人気があり、1匹2万円という価格も観賞用としての価格である。
　作中では洞窟の砂浜に生息しており、フグ鯨の産卵する砂浜を照らしていた。
アゲハコウモリ（捕獲レベル2）【哺乳獣類】
アゲハ蝶のような模様の羽を持つ臆病なコウモリ。集団で群れをなして行動する。
羽に付着している鱗粉はスパイシーな味で、香辛料として使用されている。
洞窟の砂浜でトリコたちに襲いかかるが、トリコには生のまま食われ、ココにはポイズンドレッシングで倒された。しかし、実は襲いかかっていたのではなくデビル大蛇から逃げていただけであった。
イカマグロ（捕獲レベル不明）【分類不明】
イカの足とマグロの体を持つ奇妙な魚。
他にも煮て良し焼いて良しの優良食材で、食用となる部位が多いため寿司ネタとしても不動の人気を誇る。
原作では洞窟の砂浜の海中を、アニメでは第2ビオトープの水槽を泳いでいた。
デビル大蛇（おろち）（捕獲レベル21　原種の捕獲レベル5100）【爬虫獣類】
遥か昔「バトルウルフ」と肩を並べたと言われる伝説の怪物。3つの目・複数のピット器官・髪の毛・多数の脚を持つ紫色の大蛇。骨格を持たない軟体動物。
凄まじい怪力を持ち、身体を縮める事で皮膚の密度を高めあらゆる攻撃を跳ね返す程に硬化する。腕は胴内に縮めた後スプリングの要領で勢い良く伸ばし敵に掴み掛かる事が出来、切断されても万能細胞により驚異的な速度で再生出来る。口から岩肌をも溶かす消化液を吐き、自在に動く頭髪の針状の毛先から毒液を放つ等多彩な攻撃手段を持つ。3つの目は各々カメレオンの様に独立して動く（散眼）事から視野範囲が広い上に、ピット器官は0.0001度の熱をも的確に感知する為、暗所でも獲物を見失う事は無い。洞窟でトリコ達が遭遇した個体は捕獲レベル21だが、グルメ界の鹿王の角の森には八王と遜色無い実力を持つデビル大蛇原種が生息している。アニメでは亜種のデーモンデビル大蛇（捕獲レベル24）も登場した。最終話では次期八王の争奪戦に参戦した事がトリコの口から明かされた。

#### 宝石の肉編
ロックドラム（捕獲レベル27）【巨大甲殻獣類】
岩の様な甲殻に身を包む人型の巨大猛獣。時に自らの甲殻を剥がして投げ付けてくる。元々は海岸に生息しているが、あまりの大食漢故に大量の食料を求め、陸地に進出してきた。肉の殆どは脂肪だが、甲殻は超硬タンパク質の表皮に美炭酸カルシウムが付着して出来た物で、加工すれば世界一硬くて美しい「完美大理石」へと生まれ変わる。
作中では第1ビオトープのブラックカーペットで3体登場しトリコたちと対峙。うち一体はサニーにノッキングされたものの、別の個体がトリコ達を蹴飛ばして離れ離れにした。しかし後からやって来たスタージュンのGTロボに全滅させられる。
亜種
・ヒートロックドラム
トリコ グルメサバイバル!から登場。ロックドラム固有種 とも。体内から湧き出たマグマが流れている種。常に熱せられた殻は調理の際の火種として利用できるほどの熱を帯びている。
・アイスロックドラム
トリコ グルメサバイバル!から登場。ロックドラム希少種とも。永久凍土の氷山で生まれ、全身を氷で覆ったロックドラムの一種。透き通るような美しさだが、凶暴さにも磨きがかかっている。
・プラントロックドラム
トリコ グルメサバイバル!2から登場。植物に覆われた体を持つ。その栄養価の高い草につられて近寄る獲物を手当たり次第に喰らう。
・メタルロックドラム
トリコ グルメサバイバル!2から登場。体表の殻が硬質の鉱物に変わった個体。その殻は一流の職人の手で作られる調理器具の材料として高い価値がある。
・ロックドラム亜種
トリコ 爆食グルメバトル!に登場。体色は濃い灰色
怪鳥ルバンダ（捕獲レベル30）【鳥獣類】
「第1ビオトープ」の「デビルアスレチック」の5面に生息する人面怪鳥。8本の指が生えた足と人間の様な不気味な顔を持つ。戦闘能力は低いが、幻覚作用のある息と残像を残す動き、アイソレーションによって獲物を巧みに惑わす。先の猛獣との戦いで疲弊したトリコを翻弄するが、突如テリーの奇襲で幻覚を破られ戦意喪失し、後からやって来たスタージュンのGTロボに倒された。
リーガルマンモス（捕獲レベル48）【哺乳獣類】
「第1ビオトープ」の「リーガル高原」の食物連鎖の頂点に君臨する「古代の食宝」と呼ばれる超巨大マンモス。2本の鼻と6本の足に長く太い尾、虎模様の毛皮を持つ。食性は肉食であらゆる猛獣を一踏みで踏み潰し、片方の長い鼻の強力な吸引で数十匹もの獲物を一度に呑み込み、口の辺りで肉のみを剥ぎ取り、もう片方の鼻から骨を吐き出す。体内には内臓を含めた全ての部位の旨味を持つ部位「宝石の肉」があり、この部位の小売価格は、100g当たり500万の値が付く（普通の部位でも充分旨い）。「宝石の肉」は、体内から取り出された後でもマンモス本体が生きていれば数十年後には元に戻る。近年では生きたままでも「宝石の肉」を取り出す事が可能になり、大型であれば体内に酸素が通っている為、体内に入って直接取りに行く事が出来る様になった。しかし、体内には捕獲レベルが高い他の生物が多く生息している（この為、リーガルマンモスの体内に独自の生態系がある）。背中には小さな翼も生えているが、太古の生態系の名残りであり、退化していて空は飛べない。捕獲レベル48はトリコ達が侵入したマンモス（体長1500m）の数値で、捕獲レベルは体が大きい程上昇する。最終話では次期八王の争奪戦に参戦した事がトリコの口から明かされた。
亜種
・リーガルマンモス亜種
トリコ 爆食グルメバトル!に登場。体色はピンク色。
・ 片牙のリーガルマンモス
トリコ 爆食グルメバトル!に登場。体色は白色。

#### BBコーン編 (ウージャングル)
シードロップ（捕獲レベル2）【分類不明】
ウージャングルを飛び回る不気味な怪鳥。
糞の中にはグルメ界から来た食獣植物の種が混じっており、人体にかかると瞬く間に発芽して養分を吸いつくしてしまう。
グルメハンティングブックで名前が明らかになった。
ゴブリンプラント（捕獲レベル33）【植物獣類】
読者投稿の猛獣。エメラルド色の眼を持つ無数に根を生やす樹の様な姿をしており、凄まじいスピードで気根を生やす事で移動。付着性のある根を他の動植物に張り付かせ、寄生する様に養分を吸い取る。幹を少し削り取っただけではダメージにならず、そこから新しい根を生やして増殖するのみで、倒すには炎で燃やす必要があるが、燃えた灰をバクテリアが分解し、養分を吸ってすぐに再生する。アニメでは名前が「ゾンビウッド」に改名され、外見も大きく変更された。
二鉤鳥 (ふたかぎどり)（捕獲レベル6）【鳥獣類】
ウージャングル上空を徘徊している巨大な怪鳥。
グルメハンティングブックで名前が明らかになった。
アロエリマキトカゲ（捕獲レベル10）【植物獣類】
アニメ20話にて登場。アニメオリジナルの猛獣。襟がアロエの葉のようになっている巨大なエリマキトカゲで、そのアロエは保湿効果がよく美容に効く。
ウージャングルにて小松たちを追いまわし、遂には小松を飲み込む。しかし、小松がグルメスパイザーで作った明太子麦のスパイスを体の中から浴びせられ、余りの辛さに小松を吐きだした。その後、桃ンガとともにゾンゲ一行を追いまわした。

#### センチュリースープ編
グレイトレッグ（捕獲レベル6）【魚獣類】
読者投稿の猛獣。脚がついた凶暴な鮫で、陸上でも約1時間程度なら素早く行動することが出来る。その身は脂のりも良く、刺身にして食べると絶品のため、極寒の世界では貴重な栄養源となる。アイスヘルに向かう砕氷船に大量に出現し、多くの美食屋たちを蹴散らした。雑誌掲載当時はグランドシャークという名前だったが、ドラゴンクエストに同名で同じ姿のモンスターが存在したため、単行本ではこの名前に変更された。アニメでは更にシャークロコダイルという猛獣に変更されている。
氷河ウツボ (ひょうがウツボ)（捕獲レベル不明）【魚獣類】
アイスヘル付近の海に棲む巨大ウツボ。トリコたちの乗る砕氷船を襲ったが、トリコの釘パンチで撃退される。トリコ 爆食グルメバトル!で名前が明らかになった
ツンドラドラゴン（捕獲レベル55）【翼竜獣類】
アイスヘルに生息する巨大ドラゴン。
大量の水分を含んだ息はアイスヘルの冷気で一瞬で吹雪と化し、あたり一面を凍りつかせる。その冷気はいかに優れた防寒具を身に付けていても防ぎようがなく、まさに出会ったが最後、遭遇者をあの世まで誘う地獄の番人である。
センチュリースープ編にて、アイスヘルに上陸したトリコたちの前に立ちはだかる。しかし、すでにトミーロッドに殺されていたため、凍りついて絶命していた。
ゲームでは4作品に登場している。
トリコ イタダキマスター!では第3弾から登場。技は「ツンドラブレス」と「ハリケーンフォール」。
トリコ グルメサバイバル!2では、フリーザー氷原のボスとして登場する。四天王全員で挑む巨大ボスの一種で、飛ばしてくる氷塊を弾き返すことでダメージを与えることができる。
トリコ グルメモンスターズ!では、アイスヘルに一匹だけ出現。属性は「冷気」で、技は「アイスファング」、「ブリザード」、「アブソリュートゼロ」。
トリコ グルメガバトル!ではアイスヘルの氷原に現れ、氷の息でプレイヤーに攻撃を仕掛けてくる。
ガウチ（捕獲レベル13）【哺乳獣類】
「水陸両用の悪魔」の異名を持つ、セイウチの突然変異種。体内に十分な脂肪を蓄えているため、極寒地帯でも生息可能で、分厚い脂肪に敵からの攻撃を軽減する効果がある。獲物を見つけると群れで逃げ道を防いで四方から強烈な体当たりを喰らわし、動きが落ちたところを長い牙で襲う。組織力を活かした戦闘を得意とするため、群れのガウチと闘うことは自殺行為であり、群れからはぐれて単独行動をしている個体を狩るのが得策。グルメコロシアムのビギナーたちには人気の猛獣で、「迷った時のガウチ頼み」なる名言まであるという。
フリーザバイソン（捕獲レベル11）【哺乳獣類】
アイスヘルに生息する野牛。集団で行動して、複数による突撃攻撃を得意とする。本種の肉はアイスヘルでは貴重なエネルギー源として重宝され、寒さに耐えるための豊潤な脂を蓄えた肉は高級食材に引けを取らない高値で取引される。また、毛皮は抜群の保温性があり、防寒服としても使用できる。
センチュリースープ編でアイスヘルに上陸したトリコ一行に仕留められ、肉は食料に、毛皮は防寒服代わりに利用された。
白銀グリズリー (はくぎんグリズリー)（捕獲レベル22）【哺乳獣類】
アイスヘルに生息するクマ科の猛獣。肉は極寒のアイスヘルにおいては貴重なたんぱく質となり、生でも塩を振りかけるだけで十分に食べられる。一部の愛好家には手のひらも珍重されており、白銀グリズリーの手のひら料理は極寒の珍味として知られている。
原作では登場時には倒されていたが、アニメでは生前の姿で登場してトリコと戦闘を繰り広げた。
ウォールペンギン (15～30(子供は1以下))【鳥獣類】
読者投稿の猛獣。最大で30メートルまで成長する巨大ペンギン。小松のパートナーアニマルであるユンもこの種類である。
普段は臆病かつ温厚な性格だが、怒ると極めて凶暴になり、特に子育て中の個体は子供を守ろうと気が立って凶暴になりがちである。捕獲レベルが低い幼少時はどんな猛獣にも近づいてしまうほど警戒心が薄いため、肉食の猛獣に捕食されることも多く、現在は絶滅危惧種となっている。
ヘルボロス（捕獲レベル72）【爬虫獣類】
読者投稿の猛獣。「アイスヘルの支配者」と呼ばれる「アイスヘル」最強の巨大な爬虫獣類で、頭が何又にも分かれている。「食べる」という目的の為に進化した生物で、視覚ではなく爬虫類特有のピット器官で獲物を探し出し、その貪欲なる獰猛さでいかなるものをも破壊しどんなものでも捕食し尽くす、正に極寒地獄の悪魔というべき猛獣。
100年前、次郎によってノッキングされて以来氷漬けになって眠っていたが、鉄平によって再生されて復活。100年間何も食べていなかった為、目に付いたパラサイトエンペラーに襲いかかり、そのまま上空へ移動して闘いを繰り広げるも、アルファロの皿手裏剣で細切れにされて絶命した。

#### オゾン草編
スカイプラント
トドバード（捕獲レベル18）【哺乳類】
読者投稿の猛獣。背中から羽が生えたトドの仲間で、頭にはイッカクのような立派な角がある。狙った獲物の隙を見て空中から襲いかかる。腹の肉はプリプリで、脂のりがよく美味。個体によって色が異なる背中の羽根も、団扇や飾りなどの装飾品にも使用されている。スカイプラントへと向かうトリコたちの飛行機を襲おうとするも、捕獲網で動きを封じられて振り切られた。
ルバンダもどき（捕獲レベル2）【鳥獣類】
ルバンダそっくりの見た目をした鳥獣類。恐ろしい見た目に反して実は大人しく、凶暴そうな外見で外敵に警戒心を抱かせて自らの身を守る専守防衛型。こちらから攻撃しない限り襲ってくることはないため、もし出くわしたらそのままやりすごすのが賢明である。スカイプラント周辺に大量に生息しており、凶悪な見た目で小松を驚かせた。
ゲゴン（捕獲レベル11）【鳥獣類】
4枚の翼を持つ黄色の怪鳥。飛翔能力は高く、風を上手く使って上空から一気に獲物に襲いかかる戦法を得意とする。スカイプラントを登るトリコに倒され、丸焼きにして食べられる。
アニメで名前が明らかになった。
エアゴリラ（捕獲レベル40）【哺乳獣類】
スカイプラントに棲むショウジョウ科の猛獣。類人猿では最大級の体長を誇る。一頭のオスを中心とした家族社会を構成し、群れで行動する。手足を器用に使うため、地上よりも樹の上での戦闘が得意で、足場が悪い状況下で出くわすとその捕獲レベル以上に厄介な猛獣である。
ベジタブルスカイでトリコたちの前に現れる。しかし、直後に邪悪な豆の木に食べられたり、積乱雲による強風に煽られて落下後、雷に打たれたりと散々な役回りであった。
邪悪な豆の木 (じゃあくなまめのき)（捕獲レベル40）【植物獣類】
読者投稿の猛獣。巨大な豆の木に擬態して獲物を待ち構える狡猾な植物獣類で、頭上につけた豆を目指して登ってくる者を狙う。豆の捕獲は困難なため、営利目的よりもむしろ邪悪な豆の木を攻略した証として、自らの力量を誇示する目的で捕獲に挑む美食屋が多いという。豆は通常のえんどう豆より濃厚で栄養価が高く、すり潰してスープやソースに用いられたりと多岐にわたって使われる。
スカイプラントでトリコたちやエアゴリラを襲った。
ドリルバード（捕獲レベル13）【鳥獣類】
読者投稿の猛獣。体ごと回転させて高速で飛行できる鳥獣類で、弾丸のようなスピードで頭上から突進して襲ってくる。嘴はとても頑丈でドリル状になっているため、コンクリート壁を軽く突き破るほどの威力を誇る。肉は脂肪が少なく高タンパク低カロリーで、良質の筋肉を作ったりダイエットをするにはもってこいの食材である。特製ムササビスーツで滑空するトリコを集団で襲ったが、フライングナイフで羽をもぎ取られて倒される。
ライトニングフェニックス（捕獲レベル75）【鳥獣類】
読者投稿の猛獣。雷雲の中に棲む伝説の雷鳥で、捕獲レベルの高さは戦闘力というよりむしろ発見の難しさに由来する。肉は電気が走るようにおいしく、羽には稲妻を弾く効果がある。美しく光り輝く体毛で作られたウェディングドレスを纏った花嫁は、永遠の幸せを手に入れられるという。トリコと小松がスカイプラントを登っている時に積乱雲の中で偶然遭遇し、羽を数枚むしって雷避けに用いた。
ゲームでは4作品に登場している。
トリコ グルメサバイバル!では、エリア4「天空の野菜かご」のボスとして登場し、倒すとライトニングフェニックスの羽根を落として逃走する。空を飛んでいるため、攻撃を当て辛い。
トリコ グルメモンスターズ!では、ボス級の猛獣としてベジタブルスカイに出現する。属性は「空」で、技は「サンダーフェザー」、「ライトニングビル」、「エレクトリッガー」。
トリコ グルメバガトル!では、ベジタブルスカイのスカイプラント上層に出現。倒すとライトニングフェニックスの羽根が手に入る。
トリコ アルティメットサバイバルでは、サブオーダーのボスで鍋雪原に出現する。
亜種
ダークフェニックス
トリコ グルメガバトル!、トリコ アルティメットサバイバルに登場。闇夜を舞う、漆黒の羽を持つ巨大な怪鳥。闇に紛れて音を立てずに滑空し、頭上から獲物に襲いかかる。
サンダーフェニックス
トリコ アルティメットサバイバルに登場。ライトニングフェニックス以上の電撃を体内に蓄えた雷鳥で、羽根も同様にスパイスとなる。
ライトニングフェニックス亜種
トリコ 爆食グルメバトル!に登場。通常種と少し体色が異なる。
バーニングフェニックス
トリコ 爆食グルメバトル!に登場。体色は赤色。
ベジタブルスカイ
ミネラルミミズ（捕獲レベル1以下）【昆虫類】
読者投稿の猛獣。体の99%が水分で構成され、食事をとらずに水だけ飲んで生活しているミミズ。ミネラルミミズの飲んだ水はどんなに汚れていても体内で浄化することが可能。本種の生息する畑は良質な水分が豊富となるため土壌を再生させるありがたい存在であり、「小さな畑の主」という別名を持つ。
作中ではベジタブルスカイに生息していた。
マシュマロカボチャ（捕獲レベル34）【野菜】
読者投稿の食材。ベジタブルスカイに生育している野菜で、実は一般的なカボチャより小ぶり。果肉はプリプリでマシュマロのように柔らかく、通常のマシュマロよりも高い糖度を持つ。そのまま生で食べても、高級スイーツ店で売られているカボチャのスイーツに引けを取らない美味しさである。
ブロッコツリー（捕獲レベル33）【野菜】
読者投稿の食材。キャベツの変種で、一本の樹まるまるが巨大なブロッコリー。樹液がサウザンドレッシング味で、そのままかぶりついてもブロッコリーのサラダを食べているような感触が味わえる。
ポテトの泉（捕獲レベル、地上では3ベジタブルスカイでは30）【野菜】
読者投稿の食材。細長く細かい形で成長する珍しいジャガイモ。その密集地の付近に生育している菜種の油が地中熱によって加熱され、ジャガイモを油で揚げたような状態になるため、ポテトの泉と呼ばれる。そのため、特別に味付けをしなくても天然の塩気が効いている。

#### ハニープリズン編
ハニープリズン
コンボイサウルス（捕獲レベル61）【哺乳獣類】
黄泉の門からハニープリズンに続く危険な道程において、粛々と囚人たちを護送するために調教された護送獣。1頭で200人以上の囚人を収容可能。また、護送中に猛獣に襲われても屈強な体で体当たりを喰らわせる、人間界でも指折りのタフネスを誇る猛獣である。
リザードサウルス（捕獲レベル不明）【爬虫獣類】
グルメ刑務所「ハニープリズン」で従えられている処刑獣。体色は赤色で、全身に棘のようなものが生えている。他の処刑獣とともに鎖を引っ張ってゼブラを処刑しようとしたが、サウンドバズーカで吹っ飛ばされてしまった。
トリコ 爆食グルメバトル!で名前が明らかになった。
クロコサウルス（捕獲レベル不明）【爬虫獣類】
グルメ刑務所「ハニープリズン」で従えられている処刑獣。青色のワニのような姿をしている。他の処刑獣とともに鎖を引っ張ってゼブラを処刑しようとしたが、サウンドバズーカで吹っ飛ばされてしまった。
トリコ 爆食グルメバトル!で名前が明らかになった。
バットサウルス（捕獲レベル不明）【哺乳獣類】
グルメ刑務所「ハニープリズン」で従えられている処刑獣。巨大な羽を持つ、コウモリのような猛獣。他の処刑獣と鎖を引っ張ってゼブラを処刑しようとしたが、サウンドバズーカで吹っ飛ばされてしまった。
トリコ 爆食グルメバトル!で名前が明らかになった。　
鉱鎧キバブタ (こうがいきばぶた)（捕獲レベル45）【哺乳獣類】
読者投稿の猛獣。ダイヤモンドのような硬い鎧の表皮に覆われた紫の豚で、ハニープリズンではBランク処刑獣として手なずけられている。
凶暴な性格のため捕獲は困難だが、引き締まった体は脂肪が少なく、高タンパク低カロリーの食材として肉体増強を目指す美食屋やアスリートに人気がある。また、表皮の鎧は高価な金属として取引され装飾品に加工される。
グローサウルス（捕獲レベル57）【哺乳獣類】
ハニープリズンでAランク処刑獣に指定されている哺乳獣類。ラブ所長のフェロモンで従順なる処刑獣として操られているが、野生種は10万人規模の街なら半日程度で崩壊させるほどの獰猛さと戦闘能力を持つ。
他の処刑獣と鎖を引っ張ってゼブラを処刑しようとしたが、サウンドバズーカで吹っ飛ばされてしまった。
死季の森
溶岩大亀(マグマトータス)（捕獲レベル70）【分類不明】
読者投稿の猛獣。「森の魔物」と呼ばれる巨大亀で、数百万頭の猛獣が目覚める死季の森のモンスターシーズンの主として君臨する、甲羅にあるマグマは旨味がたっぷりで、滋養強壮に抜群。しかし、その捕獲レベルの高さ故に捕獲は非常に困難で、森に入ったきり消息を絶つ美食屋が毎年多くいる。ゼブラのサンダーノイズとボイスミサイルを受けて他の猛獣もろとも倒された。作中でも単行本おまけの猛獣・食材図鑑でも、何故か分類が記載されていない。
ゲームでは1作品に登場している。
トリコ イタダキマスター!では第8弾から登場する。技は「ボルケーノクラッシュ」。
バイソンガエル（捕獲レベル35）【両生獣類】
アニメ86話に登場したアニメオリジナルの猛獣。バイソンの顔を持つ巨大なカエル。死季の森を訪れたトリコたちを集団で襲った。
ソードホーン（捕獲レベル70）【哺乳獣類】
アニメ86話にて登場したアニメオリジナルの猛獣。白いトナカイのような姿をした哺乳獣類。死季の森では、森の魔物マグマトータスさえも避けて通る「森の魔獣」と呼ばれて恐れられている。群れで行動し、氷のつぶてを飛ばしたり、氷点下の息を吐いたり、角で攻撃するなどの多彩な攻撃手段で四天王をも苦戦させるほどの実力を持つ。死季の森を訪れたトリコたちを襲うが、飾り付けられた甘露の木を見て大人しくなる。
甘露の木 (あまつゆのき)（捕獲レベル不明）【分類不明】
アニメ86話にて登場したアニメオリジナルの食材。幹に葉、全てが食べられる伝説の木。マイナス100度以下の地域でしか育たないため、捕獲は困難を極める。甘い樹液に、幹はしっとりとしていてまるで上質のスポンジケーキのように柔らかく、葉は飴細工のように美しく舌の上ですっと溶ける。休寒日の死季の森にこの食材をテイスティングしに来たパッチが行方不明になったことで、トリコたち四天王に依頼が入る。何かが足りないと言うパッチに対し、小松がクリスマスツリーのように種々の食材を飾り付けることを提案した結果、マカロックとこの食材が適合した。その後は細かく切り分けたデザートツリーとして、IGO非加盟国の貧しい子供たちへのクリスマスプレゼントとなった。

#### メロウコーラ編
デザートラビリンス
ヤマタノサソリ（捕獲レベル28、アニメでは23）【甲殻獣類】
読者投稿の猛獣。八本の尾を持つ、紫色の巨大サソリ。赤色の歯と白い顎、巨大なハサミが特徴。あらゆる生物を殺戮し、生態系をめちゃくちゃにするという理由で隔離指定生物にして第2級の危険生物に指定されている。それぞれの尾が違う属性の毒を持っているため刺されると助かる可能性は極めて低く、生物兵器として軍事行動に用いられることもある。捕獲するにはかなりの危険が伴うが、甲殻の下の肉は美味で毒抜きした尻尾の肉はそれ以上の味だと言われている。
紛争中に敵国から送り込まれ、紛争が終わった今でも砂漠の資源を貪り続けていた。
メロウコーラ編では、サンドガーデンふもとの村に現れて村人を襲おうとしたところを、ゼブラに粉砕された。
貯水ラクダ（捕獲レベル2）【哺乳類】
読者投稿の猛獣。砂漠地方に生息する褐色のラクダ。足と首が長く、背中には2000リットルもの水を蓄えられる2つの大きなコブがある。その水を脇腹の蛇口からいつでも飲めるという便利な希少種で、水源の乏しい砂漠においては非常に重宝する。サンドガーデンを旅するトリコたちに町の人が貸してくれたが、デザートラビリンスのあまりの暑さにダウンしてしまった。
アニメではその後、自力で町まで戻っている。
ワインキャメル（捕獲レベル17）【哺乳類】
読者投稿の猛獣。コブのくぼみにワインを蓄えており、お腹にある乳房からワインを絞り出せるサンドガーデンの希少種。種類・性別によって蓄えられているワインの品質は様々で、最高級のものになると市場に出回っている果実ワインの一級品と同等の高値で取引されている。サンドガーデンを旅するゼブラに町の人が貸してくれたが、デザートラビリンスのあまりの暑さにダウンしてしまった。
アニメではその後、自力で町まで戻っている。
砂漠鮫 (デザートシャーク)（捕獲レベル8）【魚獣類】
読者投稿の猛獣。サンドガーデンの地中を自由自在に回遊する鮫の希少種。牙には今まで餌にしてきたサソリの毒が付着しており、頭上の角は岩盤を切り裂くほど鋭利。肉は固くて食用には適さないが、背中のフカヒレは砂漠の珍味として知られ、極稀に市場に出回ると愛好家の間で取り合いになるほど病み付きになる味である。サンドガーデンを旅していたトリコたちの前に集団で現れるも、食用にならないという理由で追い払われた。
蛇口サボテン (じゃぐちサボテン)（捕獲レベル4）【植物獣類】
読者投稿の植物。砂漠の猛暑の中で水分を求めてやってくる動物に毒の水を飲ませて殺し、その死骸から養分を吸い取って成長する植物獣類。蛇口サボテン自身には攻撃性はなく移動もできないため、ある程度の距離を保ち、毒水を飲まなければ問題は無い。小松はサンドガーデンでこのサボテンから水を汲もうとしたが、トリコに正体を教えられて青ざめた。あたりには骨が多く転がっており、犠牲になった動物が多くいたようだ。
グルメピラミッド
サラマンダースフィンクス（捕獲レベル92）【哺乳獣類】
蛇の頭の付いた尾を持ち、サラマンダーとスフィンクスが合わさった様な巨大な猛獣。「サンドガーデン」にそびえ立つ「グルメピラミッド」の猛獣達の頂点に君臨し、その最下層に生息している。高い捕獲レベルに違わぬ実力を誇り、トリコとゼブラの四天王2人がかりでも苦戦する程。「特殊調理食材」の一種でこの猛獣が流す涙が「メロウコーラ」となり、適切な手順で攻撃を加えて涙腺を刺激する事で部屋全体をコーラの海にする程の大量の涙を流させる事が出来る。初代メルクによると「年に一度、最も旨味が増す時期」があると言うが、それはこの猛獣が1年間体内に溜めていたグリコーゲンを涙として体外へ流し出す時である。
ゲームでは4作品に当時している。
トリコ グルメサバイバル!では、エリア5「コナモン砂漠」のボスとして登場し、倒すとメロウコーラを落として逃走する。
トリコ グルメモンスターズ!では、ボス級の猛獣として、グルメピラミッドの壁画部屋に鎮座する。属性は「大地」で、技は「パニッシュメント」、「タッチダウン」、「ジャッジメント」。
トリコ グルメバガトル!では、グルメピラミッドの棺の間に出現。攻撃を加え続けるとメロウコーラが手に入る。
トリコ アルティメットサバイバルでは、エリア1「もてなしの草原」のボスとして序盤から出現する。前作と同じく、倒すとメロウコーラを落として逃走する。
亜種
ベヘモススフィンクス
トリコ グルメモンスターズ!、トリコ アルティメットサバイバルに登場した、青色のサラマンダースフィンクス。グルモンでは、最終ダンジョンで中ボスとして登場する。仲間にすることも可能で、クリア後にウール火山に出現する。属性は「闇」で、技は原種と同じ。アルサバでは、もてなしの草原の奥地に出現。倒すとメロウサイダーを落として逃走し、エリア内にはシャボンフルーツが出現する。
ユニコーンスフィンクス
トリコ アルティメットサバイバルに登場した水色サラマンダースフィンクス。白色の毛と羽根に水色の体を持つ希少種。地下大空洞に生息しており、体内でメロウラムネを作る。　
アクアスフィンクス
トリコ 爆食グルメバトル!に登場。体色は水色。
獅子舞ダースフィンクス
トリコ 爆食グルメバトル!に登場。正月仕様のサラマンダースフィンクス。

#### メテオガーリック編
般若パンダ（捕獲レベル80）【哺乳獣類】
読者投稿の猛獣。腹部に般若の顔の模様を持つ肉食性のパンダ（アニメでは模様がパンダに似ており、僅か半日で周囲の動植物を食い尽くす鬼の様な所業が由来とされる）で、肩に角が生えている。凶暴なだけでなく、大柄な図体に似合わず身のこなしが軽く、トリコの18連釘パンチが当たる瞬間に自ら後ろに飛び、威力を流す程。グルメテイスティングで250ポイントのジョーカー食材として登場し、トリコを苦戦させるが、最終的に36連ツイン釘パンチで倒され、その肉は小松によって蒸し焼き(アニメでは生春巻き)にされトリコに食された。

#### 一龍の依頼食材
IGO会長・一龍が、グルメ界に入る為の環境適応の修行としてトリコたち四天王に課した7つの食材。いずれも四天王の「レベルを上げる食材」であると同時に、そのどれもが人間界指折りの過酷な環境下に存在する。
オゾン草（捕獲レベル68）【野菜】
一口食べるだけで天にも昇る爽快さが得られる事から、別名「天空草」と呼ばれる野菜。一口食べれば地上の野菜が全て賞味期限切れに感じる程の瑞々しさと新鮮な旨みが味わえる事から、「野菜の王様」とも呼ばれる。「ベジタブルスカイ」に存在する。
オゾン草は幾重にも重なる葉っぱに包まれており、その葉はオゾン草の可食部分を太陽の紫外線等有毒な要素から守っており、非常に強い刺激臭を放つが、苦味が病みつきになるオゾン茶を淹れられる。実際に取り出して食べる為には「臭いが強烈な葉から順に2枚同時に剥いでいく」必要があるが、臭いの判別は嗅覚が鋭いトリコですら苦労する程であり、食べる時も2人同時に齧るか、オゾン草が気付かない程の高速度で2ヶ所同時に齧らなければならない。2か所同時に齧るには相当な技術を必要とするらしく、作中では一龍とブルーニトロのペア、アニメでは次郎と節乃が、この方法でオゾン草を食している。ペアはすぐに吐き出した。そのルールを破るとすぐに腐ってしまい、食べられなくなる。アニメでは葉を剥くのに失敗すると種に戻る。これらの困難がある為「特殊調理食材」「特殊賞味食材」に指定されている。トリコのグルメ細胞の「レベルを上げる食材」の一つだが、2人同時に食べないといけないという難点から、トリコのフルコースには入れられなかった。
メルクの星屑（捕獲レベル不明）【鉱石】
「ヘビーホール」の奥に存在する、あらゆる物質を研ぐ事が出来るとてつもない硬度を持った金色の鉱石で、硬度の高い素材を研ぐ際に出る粉末は新種のアミノ酸で構成されている極上の調味料となる。だがその強烈な旨み故に食べるのが止められなくなってしまう程の中毒性を持ち、並の食材に振り掛けても食材の味が殺されてしまう。その為「宝石の肉」や「サンサングラミー」の様にメルクの星屑に負けない美味さを持つ食材にしか使用出来ない。初代メルクが発見した為にこの名が付いた。
メロウコーラ（捕獲レベル92）【飲料水】
世界一美味いと言われるコーラ。その正体はサラマンダースフィンクスが食べ続けてきた餌の栄養源の一部をグリコーゲンにして、涙腺に溜めたものである。そこに特殊な工程を踏んだ調理法を行い、体内の二酸化炭素と混ぜ合わさる事でこのコーラとなる。だがその手順をした時、まず最初に出るのは涙腺の表面に溜まっていて酸化した灰汁である（それでも立派なコーラであり、ニトロが飲んだ所、筋力が倍増した）。本物は灰汁が出て暫くすると滝の様な勢いで流れ出す。1年間熟成されたそのコーラはメープルシロップの数百倍の糖度があり、炭酸の量はシャンパンやソーダ水とは比較にならない程。仮にコップに注いでも気泡は1年間止まらないという。
ゼブラのグルメ細胞に適合しており、彼の細胞を進化させた。元々「人生のフルコース」に興味を持っていなかったゼブラが、小松の「より優れたフルコースを作った人のコンビになる」という提案を呑み、「ゼブラのフルコースメニューのドリンク」に入れる事を決定した。
島袋曰く元々はトリコのフルコースにする予定だったが、描いている途中でネームが行き詰まったため、ゼブラのフルコースに入れたという。
サンサングラミー【魚類】
美しく透き通り黄金色に光輝く、銀身の魚。別名「クリスタルフィッシュ」。「モルス山脈」の麓にある「デスフォール」の滝の裏の洞窟に生息している。
「デスフォール」を越える場合捕獲レベルは実に80を超えるが、本体自体の捕獲レベルは1以下である。天敵の殆ど居ない環境で生息している為、脅威に対する耐性が全くと言って良い程無く、少しでも力のある存在が近づくとすぐにショック死して鮮度が失われてしまう。山の栄養分を凝縮した「モルス油」の中で育った身は弾力があって濃厚な味わいだが、過度に手を加えると味が劣化する恐れがある為、特殊調理食材に指定されている。トリコとサニーの力を合わせて滝の壁を突破した後、洞窟の奥へは非力な小松が進入する事で、サンサングラミーにショックを与える事無く生きたまま捕獲に成功した。メルクの星屑と組み合わせた状態でサニーのグルメ細胞と適合しており、彼の細胞を進化させた。
メテオガーリック（捕獲レベル93）【球根類】
読者投稿の食材。別名「ドーピングガーリック」と呼ばれる巨大なニンニク。特殊調理食材。
隕石の落ちた土地に稀に生育する。土壌の栄養を吸い尽くして育つため、滋養強壮成分が半端ではなく、これを食べると普通の人間でも一時的に常識を超えた筋肉質の巨体になり、約一ヶ月間は不眠不休で活動が出来るという。その為グルメ八法でも食用制限がある。ライブベアラーが現物を保管しており、小松がその調理に挑んだ。その巨大な実の殆どは食べる事が出来ず、複雑な工程を経た上で最終的に一気に高温で炙る事で、周辺の実が花火の様に弾け飛び、非常に小さな可食部分が落ちてくる。ココのグルメ細胞に適合した食材。
シャボンフルーツ（捕獲レベル98）【寺宝】
「食林寺」に代々伝わる寺宝。シャボン玉で出来た果実で、扱いが非常に難しく、この世で最も繊細だと言われる食材。千代が最も得意だった料理でもある。寺の庭の池から発生しており、食義を極めていない者が近付くと消えてしまうが、それは珍が作ったレプリカ。本物は「バブルウェイ」に存在するが、食義の奥義「食没」を極めた者にしか手にする事が出来ない上、顔見知りの珍を除いては一人しか受け入れず、他の食材の持ち込みも拒否している。その栄養価は素晴らしく、瀕死の状態にある人間の体力を短時間で回復させる効果がある。これを実食したトリコによると「噛む度ホロホロと砕けながらシュワっとした炭酸が溢れ出てくる」「まるで蜜の様に甘いシャンパンのゼリー」という食感らしい。
薄皮を剥いて茹でると味が深まりさらに旨みが増し、後に食義を習得した小松が調理して、四天王全員の適合食材となった。
四獣（しじゅう）
グルメ界から出現した四匹の超巨大な猛獣。数十万年前に大量の人間を一気に捕獲する為、ニトロが作った。グルメ界の生物としては異例の「偏食家」。通常、グルメ界の食材は人間界のものより遥かに美味である為、グルメ界の生物は人間界の食材に興味を示さない。しかし、四獣は人間を好んで食す為に、グルメ界に於いても雑魚ではない猛獣であるにも関わらず人間界へと侵攻してくる。数百年に一度、人間が増えたのを見計らった様に目覚める。人類の英知の結晶である近代兵器さえも全く意に介さず、人間界の終末をも危惧させる程の存在だが、実は人間界に送り込まれる四匹の獣は「本体」の一匹が放つ手足に過ぎない。さらに一龍や鉄平によると、本体を「再生」させ、裏で操っている「黒幕」が居るという。作中初めて捕獲レベル100以上の数値が測定された猛獣達である。
マウントタートル（捕獲レベル150）【火山甲殻獣類】
読者投稿の猛獣。火山の甲羅を持つ巨大な亀。背中の火山からは絶えずマグマを噴き出し、口からも恐るべき破壊力のマグマのミサイルを発射する。国際連合軍の総攻撃を受けても全く無傷な程の防御力と、全長100メートルの巨大戦車群を跡形もなく消し飛ばす程の攻撃力を持つ。
南から「アイスヘル」を粉砕して人間界に進入し、ゼブラと対峙する。マグマのミサイルもゼブラにはさほどダメージを与えられず、ゼブラのビートパンチを受けて殴り倒され敗北。その後、すぐに四獣本体の元に帰還し、取り込まれた。
インバイトデス（捕獲レベル140）【軟体哺乳獣類】
読者投稿の猛獣。馬とイノシシを合わせた様な体格の不気味な紫色の獣。鼻からは長い髭が生え、そこから溶解性の毒を高速で弾の様に連射する。足の先端が蛸の様な触手になっており、あらゆる物体をドロドロに溶かす猛毒の液体を出す。数え切れない程の多種多様な毒の抗体を持ち、ココの毒攻撃もなかなか通用しない。
北から「デスフォール」を泳いで人間界に進入し、ココと対峙する。足の先端を地中深くに突き刺して大量の毒を注ぎ込み、大陸丸ごと毒で汚染するという大規模な攻撃を行うが、最後はココの毒弓とモウルドスピアを受けて敗れる。その後、すぐに四獣本体の元に帰還し取り込まれた。
牙王（ガオウ）（捕獲レベル127）【哺乳獣王類】
読者投稿の猛獣。傷だらけのライオンのような姿をしている橙色の猛獣。その名の通り長大な牙を持ち、国際連合軍の誇る人工衛星兵器のレーザー砲も全く当たらない程動きが素早い。
東から「バロン諸島」「第8ビオトープ」「洞窟の砂浜」「第1ビオトープ」を壊滅させ、リーガルマンモスをも一撃で瞬殺し、人間界へ進入してトリコと対峙する。テリーの余所見を余裕の表れとみなした為に怒り狂い、地面を大きく抉り取る猛攻を掛けるが全て避けられ、トリコのレッグブーメランとキャノンフォークの直撃を受け、敗れる。その後、すぐに四獣本体の元に帰還し、取り込まれた。
キングオクトパスコング（捕獲レベル132）【軟体哺乳魚獣類】
読者投稿の猛獣。5つの目を持ち、全身から蛸の様な触手が無数に生えている毛の無いゴリラの様な姿をした桃色のグロテスクな生物（サニーからも「キショい（気色悪い）」と言われている）。その触手は国際連合軍の巨大戦車群を軽く叩き潰す程の威力がある。
西から「ウージャングル」「グルメピラミッド」を壊滅させて人間界に進入し、サニーと対峙する。30万本スーパーフライ返しをものともしないタフネスを見せつけるが、クインの締め付けとサニーのヘアマリオネットで動きを封じられ、スーパーヘアショットで吹き飛ばされ、敗北。その後、すぐに四獣本体の元に帰還し、取り込まれた。
本体（捕獲レベル310→320→350）【特殊混合類】
上記の四体の猛獣を手足の様に操っている生物。本来はグルメ界の生物だが、人間の味を覚えてしまった「偏食家」であり、数百年に一度のペースで人間を食べる為だけに人間界に侵入する。太古の昔、バトルウルフ、エンペラークロウ、マザースネークなどグルメ界屈指の猛獣と幾千に渡り戦った。
植物の地下茎のような形に巨大な口のついた緑色の奇怪な姿をしている。手足に四獣の命の種を育てており、数百年の年を経て成獣まで育った獣を人間界に送り込んで人間を食べさせ、戻ってきた所を取り込んで人間を吸収する。外部からダメージを受けると体内で流動させて体外へ排出する能力を持っており、物理的な攻撃が殆ど通用しないが、その際筋肉でアミノ酸を生成し、肉の旨み成分を増幅させるため、ダメージを与えれば与える程格段に旨くなる。
前回人間界に現れた際に一龍の手で四体の猛獣を退散させられ、次郎によってノッキングで封印されたが、今回は本体自身が直接人間を食らう為に四体の猛獣に外から追い込み漁のように人間達を人間界の中心部「フードパーク広場」に集めさせ、集まったのを見計らってその地下から姿を現した。直後に召集した四体の猛獣を吸収し、人型になり「人間達へのドレッシング」として普通の人間が浴びると一時間以内に死ぬ猛毒の「緑の雨（グリーンレイン）」（通称「患いの雨」）を集まった人間達に降らせ駆け付けた四天王と闘うが、帰還した四獣を取り込んだ事で彼らの能力を学習しており、尽く対抗策を放って四天王をまるで寄せ付けない強さを見せる。しかし、四天王が力を合わせて放った合体技・王食晩餐には敵わず、跡形も無く食い尽くされ、その肉は人類に分け与えられた。

#### 恵方巻きの具材
「ロストフォレスト」内にある「食林寺」の場所をモンチーに占ってもらう為、トリコが集めた食材。
マダムフィッシュ（捕獲レベル83）【魚獣類】
読者投稿の食材。「鍋池」の主として君臨する巨大魚。その桃色の鮮麗な見た目と味は「淡水魚界の貴婦人」と評される。
その高い捕獲レベルは戦闘力から来るものではなく、かなり神経質且つ臆病な為、滅多に巣から出て来ない（最長で数十年）事が理由。通常の釣りや投網、船を出してもすぐに警戒されるのでまずは池を凍らせる必要がある。以上により捕獲は非常に困難を極めるが、一龍の命令により、四天王と小松の連携プレイで釣り上げられた。
アニメでは釣られたマダムフィッシュをかっ拐う「ジャッカルトンビ」（通称マダムキラー）という天敵が存在している。
王酢（捕獲レベル57）【調味料】
「酒乱島」にある超高級酢。トリコ達が確保に向かうも、偶然島で出会った次郎との宴会の所為で、手に入れるのは1週間も後回しにされてしまった。
ドドリアンボム（捕獲レベル68）【果実】
「臭いの爆弾」とも呼ばれる世界一臭い食材。その悪臭は三百年経っても消えずIGOが流通を制限する程で、実のある場所に近付くだけで持参した食料が全部腐る他ズボン以外の服まで朽ちてしまい、かつては兵器として使用されたりしていた。そのままでも十分に臭いが、実が熟して地面に落ちた時にはとんでもなく強烈な悪臭を撒き散らし、世界中の人間（ゾンゲを除く）が同時に顔をしかめる（サニーに至っては泡を噴いて気絶する）程広範囲に広がる。ただし、実は熟した分だけ旨み成分をたっぷりと蓄え、臭ければ臭い程美味くなるという。しかも、過去にある人物が防護服を着て捕獲に向かった際には実は溶けて無くなったという記録があり、捕獲には生身で向かわなければならない特殊調理食材でもある。
鉄平が間違って再生してしまった事でトリコと小松が捕獲に向かったが、あまりの臭さに気絶→暫くして臭さで復活→またもや気絶…という無限ループを繰り返し、1ヶ月掛けて匂いを克服し、漸く実を獲得した（匂いは一度染み付くと中々取れないが、実を食べると消える。
この食材が掲載された「グルメ177：ドドリアンボム！！」は内容の凄まじさから作中一のギャグ回となっている。
エコのり（捕獲レベル15）【表皮】
「粗食の丘」にある絶品の海苔。甲羅に天然のソーラーパネルを備えた亀「ソーラータートル」の充電が切れた時に、甲羅の表皮が薄く剥がれたもの。

#### その他
レオドラゴン（捕獲レベル68）【水竜獣類】
「海に棲む竜の王」と呼ばれる竜。完全に気配を消した状態から相手を狩る瞬発力を持ち、その牙でクラッシュタートルの頑強な甲羅さえも破壊して捕食するという。マッチの持つ名刀「竜王」はこの竜の牙から作られている。原作では名前のみの登場であったが、アニメでは分類・捕獲レベル等の詳細が判明している。
モルス油
トリコ命名の小松が発見した金色に輝く天然食用油。「モルス山脈」の山中にある「滝の中の洞窟」の栄養が溜まる池の上澄み部分であり、そこにサンサングラミーが生息している。天ぷらを揚げても全く汚れず小松に「無限に使えそう」と評される上質な油である。マンサム曰く新種の天然調味料として認定されたらしい。上質な油である為、わぶとらやカマ婆も使用している。
ポイズンポテト（捕獲レベル73）【野菜】
読者投稿の食材。ライブベアラーとの「グルメテイスティング」に於けるハズレカードとして用意された超特殊調理食材。歴史上誰も解毒に成功していない超猛毒のポテトで、美食人間国宝の節乃ですら解毒出来た記録は無いとされる。ポイズンポテトの毒は「ネオソラニン」と呼ばれる新種の猛毒で、通常のソラニンの4万倍、フグ鯨の20倍と言われ、致死量は0.01g。ココですらも抗体を持っていない。わずかな熱や刺激で形や性質を変化させる特性があり、それがポテト全体に含まれている為、完全な除去は今の所不可能である。ライブベアラー曰くジョアは完璧な毒抜きの方法を知っている。唯一の調理法は「毒を弱い性質に変化させる事」であるが、弱めた毒であっても人によっては甚大な副作用を引き起こし、加えてポテトの味も限り無く劣化する為、調理法としては認められていない。毒を弱めても「最悪な食べ合わせ」である『甲殻類の持つ抗原』『強力なアルコール』『エレキバナナに含まれる毒素』を体内に入れると、元の強力な中毒作用を引き起こす危険な食材である。
「グルメテイスティング」で一応の勝利を勝ち取ったトリコが、最後の食材として残ったポイズンポテトを「これを食って初めてオレたちの完全勝利だ」と意気込んで実食に挑んだ。小松による調理では毒を完全に除去する事が出来なかったものの、ココの采配によって「食べる為の準備」が成されていた事により、進化したグルメ細胞が毒を打ち消す形でトリコに適合した。小松によって「メテオガーリックと調和する」可能性も示されたが、試みられなかった。

### IGO
ジュラフバード（捕獲レベル90）【哺乳獣類】
読者投稿の猛獣。警戒心と嗅覚の優れた数種類の草食獣と、強力な戦闘力を誇る肉食獣の混合により生み出された巨大なクローン猛獣。キリンにユニコーンの角とペガサスの羽を付けた様な姿をしている。曲者が接近するといち早くその存在を察知し吠える習性を持ち、首を切断されても新たに肉食獣の頭部が再生し「肉食（戦闘）モード」になり、口からエネルギー弾を放つ事が出来る。
クッキングフェスではマンサムとリンに連れられ美食會襲撃に備えて「クッキングアイランド」の周囲に数十頭以上が配置される。美食會襲撃の直前にその存在を察知し吠えようとした瞬間、擬態機能で姿を隠しながら接近していた無数の超大型GTロボによって全頭の首を刎ねられてしまうが復活して肉食モードになり、マンサム達と共にGTロボとの闘いを開始する。後に一龍を下した三虎が人間界にメテオスパイスを降らせた時には、リッキーに引き連れられ共にスパイスを迎撃していた。

### 美食會
美食會が武器や防具に使用、または従えている猛獣。
メガオクトパス（捕獲レベル25）【軟体獣類】
リーガルマンモスの体内に住んでいる全身から触手が生えたタコ。セドルに懐き、彼の命令で距離を保ちながら攻撃する事でサニーを疲弊させようとしたが、セドルに怯えて戦意喪失する。
オクパルド（捕獲レベル620）【軟体哺乳類】
読者投稿の猛獣。頭と体の模様が豹である陸生の濁った黄色の巨大タコで、吸盤のある足の先も鋭い爪が生えた豹の足となっている。
IGOと美食會の決戦では、一龍の他にメルク、アタシノがいる「のろま雨の丘」に三虎を乗せて現れ、一龍が上空の「はぐれ島」に場所を移した時には三虎と共にそこへ移動。到着したと同時に現れたゴロン獣、リッパー・ザ・フォックスと共に一龍と対峙するが、彼の箸によってあっさり捕獲され、最終的には他の二匹共々三虎にハングリートングで跡形も無く喰われてしまった。
アニメでは名称が「オクトパルド」になっている。
ランペイジ（捕獲レベル388）【魔獣類】
読者投稿の猛獣。人型の巨大猛獣で、うなじ全体がドレッドヘアーのようなもので覆われ右手が棍棒の様になっており、不気味な笑みを浮かべた様な表情で涎を垂らしている。
IGOと美食會の決戦では、三虎によって「のろま雨の丘」に呼び寄せられ、トルネードラドンと共にメルク、アタシノと対峙する。アニメには登場しない。
トルネードラドン（捕獲レベル417）【爬虫獣類】
読者投稿の猛獣。ヤマタノオロチのような姿をした、無数の首を持つドラゴン。
IGOと美食會の決戦では、三虎によって「のろま雨の丘」に呼び寄せられ、ランペイジと共にメルク、アタシノと対峙する。アニメには登場しない。
ブラガドラゴン【翼竜獣類】
スタージュンが初登場時に乗り物にしていた、4枚の翼を持つ巨大な漆黒のドラゴン。
デビルモスキート（捕獲レベル不明）【昆虫獣類】
巨大な蚊の一種。その口は凄まじい吸引力を誇り、しなやかさと耐久性に優れている。グリンパーチのストローはこの蚊の口を改良して作られた。
ジャックエレファント（推定捕獲レベル85）【昆虫獣類】
グリンパーチがペットとして従えている猛獣。通称「ジャック」。
巨大なクワガタムシと象が合わさったような姿をしている。ジャンボジェット並みの高い飛行能力を持ち、乗り物代わりとして使う外、食材を運ばせる為にも使用している模様（20階建てのビルに匹敵する程の巨大BBコーンも一本丸ごと運べる）。
クラッシュタートル（捕獲レベル60）【爬虫獣類】
自然界でも指折りの甲羅の強度と耐久性を誇る亀。甲羅は剛性や靭性に優れ、鉄の数倍の高度を誇る。「生きた魚雷」「海の暴れ亀」とも呼ばれる。その甲羅は手練の職人により鍋やその他の調理器具にも多く加工されているが、その捕獲レベルの高さ故に市場には殆ど出回らない代物である。バリーガモンの防具もこの甲羅から作られている。
パラサイトエンペラー（推定捕獲レベル81）【混合獣類】
トミーロッドが体内で飼育していた最強の寄生昆虫。凶暴な寄生昆虫を何度も交配させて作られた。
多くの昆虫が混ざった様な姿をしており、クワガタのようなアゴ、カマキリのような前脚、炎や超低温のガス、クモの糸、サソリの毒など豊富な攻撃手段を持つ。
「アイスヘル」での戦いで鉄平にやられ戦闘不能になる直前のトミーロッドによって生み出され、そこへ乱入してきたヘルボロスと激しい戦闘を繰り広げるが、最後はアルファロによってヘルボロス共々バラバラにされてしまった。
ジャイアントパラサイト（捕獲レベル105）【混合獣類】
トミーロッドが新たに体内に宿していたグルメ界の混合昆虫。パラサイトエンペラーと同じく様々な生物が混ざった様な姿をしている。左腕に切れ味に特化した大きな鋏を持ち、頑丈なサニーの髪を切り裂く程の力を誇る。
クッキングフェスでのサニーとの戦いでは複数体生み出され彼を苦しめていたが、サニーが発動させた魔王の髪によって一体が跡形もなく食べ尽くされ、残りの数体はサニーと自ら戦うのに邪魔だったとしてトミーロッドに全て始末された。
ビッグバンシャーク（捕獲レベル不明）【哺乳魚獣類】
読者募集の猛獣。「食林寺」でスタージュンが乗り物にしていた、全身濃い紫色の深海魚のような生物。空を高速で飛ぶ事が出来る。シュウによるとグルメ界の生物らしいが、トリコは「スタージュンなら難なく乗り物にするだろう」と語っている。
ヘラク
グルメ界、エリア8の馬王の丘に生息する「馬王」と呼ばれる馬。不老不死の能力を持つ伝説の幻獣。この世の何者もその背に乗せないと言われ、スピードに関しても並外れている。エルグが子供のヘラクを下半身に融合させ、その力を手に入れていた。この猛獣の最大級の個体が馬王ヘラクレスである。
灰汁獣（あくじゅう）
美食會が扱う人工生物で、あらゆる生物の混合種。高い戦闘力を誇る。中には食義・食圧を修得した者や言葉を話す事が出来る者もいる。
ゴーレム
灰汁獣の一種。トリコが威嚇の際に出てくる鬼神の様な風貌をしており、肌の色は緑。普通の灰汁獣とは違い、強力な猛獣が何十種も混合している。シュウの推察では凶暴そうに見えて動きに全く無駄が無く、食義に似た奥義の使い手が混ざっている。さらにアニメでは再生能力も持つ。千代と大竹と共に「食林寺」を強襲するが、食没を極め、進化したトリコに右手を輪切りされ、釘パンチで倒される。
食圧をマスターした灰汁獣
灰汁獣の一種。顎鬚を生やし、下半身が毛皮で覆われた巨体で、100位圏内の料理人達ですら苦戦する程の実力を持つ。
檻獣（おりじゅう）
その名の通り口や肩が檻の様になっている人型の猛獣。クッキングフェス襲撃の際に料理人を捕らえるために連れて来られた。

### NEO
透影（とかげ）（捕獲レベル295）【幻獣類】
読者投稿の猛獣。ジョアがクッキングスタジアムに現れた際に乗り物にしていた、非常に長い胴体を持つ黒いトカゲの様な生物。体の形を円盤状に変化させて飛ぶ事ができる他、人の影の中に入り込んだり回収する事も可能。

### グルメ界

#### 八王（やおう）
グルメ界の各大陸の頂点捕食者に君臨する8種類の猛獣の王で、アカシアのフルコースと密接な関係を持つ。それぞれの祖先は時代こそ違えど、地上を支配した最強の猛獣達であり、本気で攻撃態勢に入ると対象者が原型を留めてられる時間は100分の1秒も無く、ほぼ攻撃と同時に死ぬ。その為、八王が本気で闘う時は何者も近付いてはならないという。現代でも子孫が遺伝子を受け継ぎグルメ界を支配し、複雑に入り組んだグルメ界の生態バランスを保っている。王者の強さだけでなく、小動物の様な敏感さを持ち、僅かな地殻変動、気候変化に気付き将来の危機を察知し、過去幾度と無い生物絶滅の危機を乗り越えたとされる。一度でも敗北を喫した者は王の座を失い、ネオとの戦いの後、グルメ界では猛獣達の間で次の八王争奪戦が起きている事がトリコの口から明かされた。
ヘラクレス（捕獲レベル6200）【幻獣類】
エリア8を支配する「馬王（ばおう）」。種族名は「ヘラク」。生息地は馬王の丘。
太古の時代、高らかに吠えながら他の大陸を目指していた際、その声を聞いた者が畏敬の念を込め「馬王の応答（ヘラク・レス）」と呼び、その伝説から敬称で、「ヘラクレス」と呼ばれるようになった。
数千年前の足跡でさえ強烈なオーラを放つ。圧倒的な戦闘能力と凄まじい呼吸量を持ち、鼻息を発しただけでトリコの半身は吹き飛んだ。僅かに息を吸っただけで周囲は瞬く間に真空状態となる「絶滅の呼吸（デストロイブリーズ）」によって、殆どの生物は闘う事すら出来なくなってしまう。
ほぼ年に一度、空気を食べる「大気食」。一呼吸で約1ヶ月間無呼吸運動が可能で、何もしなければ一呼吸で軽く一年間は生きられる。しかし一呼吸に吸う空気量は3600億t、体積にして3億立方キロメートルにも及び、吐く空気は取り込んだ空気の僅か10%な為、エリア8の気圧が低くなり、吐き出した排泄物とも言える毒素を含んだ空気が上昇気流により様々な豪雨となり降り注ぐ。
出産の時のみ普段の100倍近くの新鮮な空気を必要とし、その量を補えるのはエアが熟した時のみだが、エアが熟す度にニトロに横取りされている為、ここ数万年は未熟児しか産めないでいる。
しかし、小松がエアの調理に成功した事により、数万年振りに充分な空気を得て、次代のヘラクレスを出産。その後、トリコ達の旅立ちの際には黄金の沼の鋼雲を鼻息で吹き飛ばし、エアを食う為にやって来たネオの分裂を「馬王の息（ヘラクブレス）」で撃破した。
バンビーナ（捕獲レベル6000）【哺乳王類】
エリア7を支配する「猿王（えんおう）」で、種族名は「キンタマントヒヒ」。生息地は100Gマウンテン。読者投稿の猛獣。
元々は「バンビーノ」という名だったが、現在はかつて求愛していた亡き雌猿の名前「バンビーナ」を名乗っている。この猛獣のキンタマが食寳「ペア」であり、それを鈴の様に鳴らす事によって傷付いた身体を癒す旨みの音色を奏でる。
全身に蔦の様なものを巻きつけて本来の力を隠しているが、これが取れる事で全身の毛が抜け落ちた白いムササビとゴリラを合わせた様な飛膜を持った姿に変貌する。体長はトリコ達と同程度だが、モンキーダンスを正しく踊る事で全身が巨大化していく。
イタズラ好きの暴れ猿で、その好戦的で気性の荒い性格から「八王一のヤンチャ者」とも「八王の問題児」とも呼ばれる。その実力は馬王ヘラクレスを凌ぐ程で、50億頭に昇る大陸の屈強な猿達を服従させている。一方で本人が求めているのは日々の暇つぶし、遊び相手であり、エリア7に住むいかなる生物とも強さに差がありすぎるが故にその遊び相手にすら困っている。そこでその猿たちに「猿武」を教え強くする事で自身の遊び相手になる様願っているが、結果的には猿武の習得度により猿たちの間で実力差が生まれ、その実力が抜きん出た一部の者（「師範」と呼ばれる）が他の猿達に対し厳しい食のルールを課し支配に利用しているのが実状である。もちろんこの支配に関してバンビーナは一切関知していない。
戦闘力は0.1秒の遊びで四天王を全滅させる程。一跳びで成層圏に達して、優雅にそこで睡眠できる等デタラメな強さ・身体能力を持つ。さらに本来の姿になると軽く尻尾を振り回しただけで衝撃波が宇宙空間まで達し、猿武の奥義を習得した四天王の合体技を次々受けてもダメージは皆無で、無限釘パンチの衝撃を手で翳しただけで収める等、常軌を逸した肉体の強度を持つ。口からエネルギー波を発する事も出来る。
初対面の四天王達に執拗に同じ「遊び」を要求し続けるが、実はそれは猿武本来の目的である、バンビーナがかつての恋人と踊った「モンキーダンス」を再現する為の型であった。それに気付いたココと四天王達の尽力によりモンキーダンスは完遂、同時にそれは食寶ペアの捕獲条件も満たす事となり、バンビーナは裏の世界にいる恋人と再会出来た（バンビーナがこの効果を知っていてモンキーダンスを要求していたかどうかは不明である）。ペアの調理の成功により開かれた大宴会に釣られて下山した際、女体化したゾンゲを見て「恋人」が蘇ったと喜び、100Gマウンテンにゾンゲ一行を連れて行く。その後、道すがら出会ったテリー・キッス・クインに修行をつける。ネオの分裂「A」が現れた時には心を躍らせながらAの元に駆けつけ、モンキーダンスを踊りながらAを粉砕した。
ムーン（捕獲レベル6600）【哺乳獣類】
エリア6を支配する「鯨王（げいおう）」で、種族名は「ブラックホールホエール」。生息地はブラックトライアングル。読者投稿の猛獣。本来は四つの目を持つ白い鯨だが、皮膚は巨大隕石で覆われており、月面の様な姿をしている。
最強の八王であり、ブラックホールの様に全ての物質や光を吸い込む力を持ち、食べた食材は霊食となって魂の世界に吐出されている。その昔、エリア4のマザースネークと戦った事があるという。
スカイディア（捕獲レベル6450）【哺乳獣類】
エリア5を支配する「鹿王（かおう）」。長い胴と無数の脚を持つ超巨大な鹿。八王の中でも最も優しく穏やかな性格だが、怒らせた者は通常とは逆の時間の流れが速い裏の世界に飛ばされ、数秒で数億年の時が流れたかの様に朽ち果ててしまう。その為、角に広がる森に住む捕獲レベル4000近くのグルメ界屈指の強獣たちが鹿王を怒らせない様代わりに闘う。アカシアとの最終決戦ではアカシアを裏の世界に閉じ込めるも、逆にアカシアとネオを進化させてしまう結果となった。
マリア（捕獲レベル6310）【爬虫獣類】
エリア4を支配する通称「蛇王（じゃおう）」。全ての蛇の母と言われる大蛇。種族名は「マザースネーク」
胴体は非常に長く、大きさも壁や山に例えられる程で、最大級は地球を一周する程だと言われる。その長さ故に人間界で極稀に出る目撃情報も全て胴体のみで、顔及び尻尾を見ると縁起が良いとされるが、顔を合わせた者は例え宇宙の生物だろうと流星の様な速さで捕食されてしまう。更に、あらゆる物質を分解する消化液を一箇所に集め、濃度を最大限に上げる「蛇王の消化牢（マザーズロック）」という技を持つ。最終決戦ではネオを飲み込み、消化しようとしたが失敗し、鯨王の体内に潜り、デロウスの異次元レーザーで自分ごとネオを葬ろうとしたが、ネオに脱出されてしまい、その後の生死は不明。
かつて鯨王ムーンと闘ったという逸話を持ち、その際に出来たのがグルメ界の危険区域「マザートルネード」とされている。
ウラヌス（捕獲レベル6000）【鳥獣類】
エリア3を支配する通称「烏王（うおう）」。種族名は「エンペラークロウ」。かつて「空の番長」と呼ばれた巨大な烏で、人間界では絶滅種とされている（バトルウルフ同様、グルメ界の何処かには生息しているという噂があるとの事）。グルメ界の全制空権を握っており、一度の羽ばたきで毒の竜巻を巻き起こす。影に入った生物は思考が停止し、ゆっくりと死んでいく。例え上空に居ても太陽に似た光の玉を吐き出し、周囲に自分の影を作る「烏王の影（エンペラーシャドウ）」で死ぬ事になる。最終決戦ではネオを烏王の影で葬ろうとしたが、ネオの強烈な発光でかき消され、胴体を食われてしまうが、決戦直後に戦場に溢れ出たセンターを浴びて肉体が再生した。
ギネス（捕獲レベル6550）【哺乳獣類】
エリア2を支配している「狼王（ろうおう）」で、種族は「バトルウルフ」。
人間界編の最終話で現れた隻眼の個体が狼王だと思われていたが、トリコ曰くその個体は群れのNo.2(若頭)で、本物のギネスは濃い毛皮で大柄な個体。前足の踏み付けで対象を数万km吹き飛ばす程の力を持ち、一嗅ぎで対象のあらゆる情報を取り込む「狼王の探索（ギネスサーチ）」で得た情報を尿の匂いで仲間に知らせ、共有できる。
もうすぐ現れるGODを巡るトリコ、スターとの対決の末、トリコに潜む三人の悪魔の情報を知る。その後、他の七匹の王を呼んだ。
過去に二狼を育てており、二狼は狼王の牙という武器を持つ。
デロウス（捕獲レベル6590）【翼竜獣類】
エリア1を支配する1万年は生きたと言われる伝説の翼竜獣類で、種族名は「サターンドラゴン」。生涯たった一本しか生えない牙と宇宙まで届く攻撃速度と破壊力を持つ「異次元レーザー」で、この世の王となった最強の竜。それを称え「竜王（りゅうおう）」と呼ばれている。
化石となったその牙の一部を初代メルクが見つけ出し、二代目メルクが小松の為に包丁の原料にした。その牙は数千℃の熱でも変形せず鍛造する事が不可能な程の硬さを誇り、メルクの星屑でひたすら削る事でしか加工出来ない。
二代目メルクがこのデロウスの牙を使って、小松の包丁を作り出した。小松が「グルメピラミッド」内の猛獣に包丁を向けた時、その猛獣がデロウスの幻影を見る等、その存在感は遺憾なく発揮されている。

#### アカシアのフルコース
伝説の美食屋アカシアがフルコースに選んだグルメ界の食材で、微かな臭いだけでグルメ細胞が飛び出す程の旨みを持ち、食べると「グルメ細胞の悪魔」の部位が復活していく。その部位の中には「脳」もある為、宿主である人間が「悪魔」に乗っ取られる可能性があるが、自身の「人生のフルコース（適合食材）」を食べておく事でそれを回避し、「悪魔」を完全に制御、一体化して更なる力を得る事が出来る。かつてグルメ界で文明があった場所に存在し、グルメ界の難所を乗り越える為に正しい順序と道のりで集めていく必要がある。アカシアは、全ての食材を独占しかねない危険な性質も秘めた「GOD」が「分け合う心」を持たない者の手に渡る事を恐れ、自身のフルコースメニューを全て封印した。その為正体は極一部の者しか知らないが、これを最大の目標として追い求める美食屋も存在する。実は地球がグルメ細胞に調理される過程に於いて数百年に一度地表に滲み出た「旨み」であり、「地球そのもののフルコース」である。
エア（捕獲レベル6200）【野菜】
アカシアのフルコースのサラダ。エリア8の「食王」。一龍が入手を目指しており、この食材を捌く為の特別な包丁の制作を初代メルクに依頼し、完成させた。グルメ細胞の「左腕」を制御できる。
「空気の実」とも呼ばれ、グルメ界、エリア8ののろま雨の丘に存在する「エアの巨木」に数百年に一度実る全長1500メートル以上の巨大な実でキャベツの様な包皮型の食材。
実には一つの惑星を覆い尽くせる程の空気が凝縮されており、熟して地面に落ちた瞬間に吹き出す空気は、エリア8の雲を全て吹き飛ばし、百色の虹の橋を作ると言われる。その大量の空気は、八王ヘラクレスが新たな八王を出産するのに必要とされている。触った感触は肉に近く、鉛の様な重さと強い弾力性を持つ。一嗅ぎしただけで高濃度の酸素が目の毛細血管の隅々まで行き渡り、地上から宇宙が見渡せる程瞬間的であるが視力が上がる。さらに呼吸の度に傷が治っていく上、食べた直後なら長時間酸素の無い場所でも数日過ごせる。
ブルーニトロは実の中に充満している空気を少しずつ抜きながら実を冷却し、旨味を閉じ込めるという調理法を発見している。しかし、その方法では空気が抜けた分だけ旨味が無くなってしまう欠点がある。
小松が発見した調理法は、本来の旨味を引き出す為旨味を逃さないまま完全に熟して実が地面に落ちる瞬間に実の形状を保ったまま全ての空気を1箇所から一気に抜くというやり方である。しかし実自体が巨大な上に「超特殊調理食材」で、包丁を入れた所と別の場所から火山の噴火に匹敵する勢いで空気が漏れ出す為、調理は至難の業である。「トリコのフルコースのサラダ」に決定された。
エアツリー（捕獲レベル測定不能）【植物獣類】
グルメ界のアングラの森及びエリア8に生息する実から空気を生産する特殊な巨木。触れた者の生命力を吸い取り、より上質な空気を作る性質も持つ。空気中の気体をランダムに生産する為、たまにその体積比がズレる事もあり、気体によっては人体に重大な影響を及ぼす事もある。実は超特殊調理食材に指定されている。
アングラの森に生息するエアツリーは人間の十数倍の大きさを誇るが、エリア8に生息するタイプはアングラの森のタイプよりも更に巨大である。
ペア（捕獲レベル6000）【猿王のキンタマ】
アカシアのフルコースのスープ。エリア7の「食寳（しょくほう）」。グルメ細胞の「右腕」を制御できる。
かつては地球から湧き出るスープだったが、大昔に猿王の祖先が源泉を飲み干し、「ペア」が猿王の全身に宿った為に「100Gマウンテン」に生息する八王の一角・猿王バンビーナのキンタマとなった。
通称「表裏一体の雫」と呼ばれ、「通常のペア」は猿王の雄が同種の雌に対する求愛目的で産声の樹に無数に飾り付けられている。より美しく輝く「ペア」こそが強さの象徴であり、その持ち主が多くの子孫を残す権利が得られる。その莫大な栄養分の恩恵を受けてエリア7の動植物は巨大化した。飲むと神秘的な味によって身体が逆の性別になり（もう一口飲めば元に戻る）、「裏の世界」が見える様になる。
この食材には「本物」と「普通」の2つの捕獲条件がある。
- 「本物」: 猿王から直接奪取する方法。1000の型がある時間にして10秒のモンキーダンスを猿王と踊る事で二つの「ペア」は片方は「表の世界」、もう片方は「裏の世界」に落ちる。その二つの「ペア」を再び一つに合わせる事で捕獲成功となる。
- 「普通」: 産声の樹に掛けている「ペア」を手に入れる方法。同じキンタマントヒヒとの間では気に入った異性とキスすれば簡単に捕獲出来るが、他の生物同士では同種族若しくはグルメ細胞のレベルが同程度の者同士で「共食い」する。

上記の様に捕獲するのはアカシアのフルコースの中でも屈指の難易度を誇る。
調理法も難易度が高く、何もしないままであれば自然の滴下で一人前（約180g）溜まるのに約2時間掛かる。「超特殊調理食材」に指定されており、調理法は複雑な上に調理に要する時間は最短でも一ヶ月と途方もない時間を要するが、小松によって一瞬で大量のスープを放出できる調理法が発見された。
アナザ（捕獲レベル7800）【魚宝】
アカシアのフルコースの魚料理。エリア6の「魚宝」。グルメ細胞の「舌」を制御出来、味が認識出来なかったり、食べる事すら出来ない食材をも食べられる様になる。しかし、調理に60万年という莫大な時間が掛かり、調理工程の多くを「待つ」という時間が占め、料理人の技術を発揮する場所は限られる。その為、時間がほぼ進まない「魂の世界」で金の調理器具を使って調理する必要がある。栗坊曰く「ネオ復活の鍵」。
ブラックトライアングルの中心の最も深い場所を泳ぎ、その跡に星屑の川が流れ、グルメ界の全海洋の旨みを絶え間無く生産しているあの世とこの世の唯一の架け橋と言える食材。その旨みを狙ってムーンを筆頭とする捕食者に追われ、ムーンから逃れる為に光速を超え、「裏と魂の世界」の入口を作った。高速を超える際、凄まじいスピードで何度も脱皮を繰り返し、その数千の皮は旨味を保ったまま泳ぎ続け、その中の一匹が成魚になり、数百年に一度、ブラックトライアングルの中心部に親の「アナザ」が現れる。小松と大勢のメンバーが捕獲に向かい、食霊たちの厨房で小松によって体感時間65年で調理され、調理された「アナザ」から無数の「アナザ」が溢れ出し、「魂の世界」への入口を閉じた。
その後、「ゼブラのフルコースの魚料理」に決定された。
ニュース（捕獲レベル6900）【肉】
アカシアのフルコースの肉料理で、エリア5の「食域の森」に存在する。無数の大きな肉塊がギチギチに集まった見た目をしている。グルメ細胞の「左脚」を制御できる。味が無く、「アナザ」を食べて初めて美味しく食べられる上に、グルメ細胞の分裂速度が光の速度を越えて、「裏の世界」を使用できるようになる。
アース（捕獲レベル6100）【デザート】
アカシアのフルコースのデザート。エリア4の「グルメの園」に存在し、グルメ細胞の「右脚」を制御出来る。
グルメの園に広がる花畑の根から地球中の甘味を吸い取り実る究極のデザート。地球上の全ての甘味を凝縮し、ソフトクリームのように溢れ出す。その甘み糖質は世界一で、この世にアースを上回るエネルギー源は無いと言われており、「裏の世界」もアースの栄養が無ければ長持ちしない。与作がアースを生やすグルメの園の花畑を再生させ、「サニーのフルコースのデザート」に決定された。
アトム（捕獲レベル7000）【ドリンク】
アカシアのフルコースのドリンクで、光才老が在り処を割り出した。エリア3の「クラウドマウンテン」のマグマが宇宙に届くまで噴火し、宇宙のあらゆる有毒物質を吸収して猛毒の滝となって流れ落ちたもの。毒を抜き取る調理は、「アナザ」や「GOD」に次いで高い難易度を誇る。グルメ細胞の「頭と胴体」を制御出来、「美食物質（グルメマター）」が見える様になる。「ココのフルコースのドリンク」に決定された。
GOD（ゴッド）（捕獲レベル10000）【神格獣類】
アカシアのフルコースのメインディッシュ。グルメ細胞の「脳」を制御でき、トリコはこれを自分のフルコースのメインディッシュにする事を最大の目標にしている。
500年前、アカシアが人生の晩年に最後に発見したとされ、この世の食材の全ての頂点と言われている幻の食材。エリア2の「始まりの大陸」に出現する。
数百年に一度起こる「グルメ日食」の日に活動し、地上の旨みを回収しに出てくる化け物で、全ての生命は「センター」から生まれ「GOD」に還ると言われる。自分より遥かに巨大な満月を食らう程の力を持つ（グルメ日食が起こると地球の生物は激減するのはこの為である）。本来の見た目はオタマジャクシだが、グルメ界編で最後の登場をした時は無数のオタマジャクシが合体し、巨大な蛙の姿となった。
調理するには「GODの細胞」が持つ今までの膨大な食の記憶を紐解く事が重要だが、多くのエネルギーを必要とし、「GOD」自体も生物の命を吸い取る。数十万年前、ニトロは「GOD」調理に効率の良い生物である人間を発見し、四獣を使う事で人間を集め、「GOD」を調理していたが、フローゼは一人で殆ど犠牲を払わずに「GOD」を調理した。
あらゆる人間を虜にしてしまう食材とされ、これを手に入れれば世界中を支配し、コントロールする事も可能と言われている。実際、かつて世界中が100年以上にも渡って残酷なグルメ戦争を繰り広げていた当時、アカシアがこれを各国の首脳達に食べさせた所、その余りの美味しさに首脳達は全員が涙を流して感動すると同時にそれまで自分たちが行ってきた戦争の愚かさを本能的に悟り、直ちに戦争を止めたという逸話さえある。
最終話ではIGOと再生屋協会によって品種改良、人工栽培された。「トリコのフルコースのメインディッシュ」に決定された。
C（センター）（捕獲レベル10000）【グルメ細胞核】
アカシアのフルコースの前菜で、グルメ細胞核が溢れた純度100パーセントのグルメ細胞で、全てのグルメ食材はこの「センター」から生まれ、常に新たな命を生み出し続けている。食べるとグルメ細胞の「心臓」を制御できる。
地球の中心部であるエリア0に存在するが、アカシアによって故意にその存在を隠され、第0ビオトープの職員ですらかつて（千代が息子を亡くした頃）はその存在を一龍から聞かされていなかった（逆に美食會はセンターの存在に気付いており、第0ビオトープ職員の誰かが美食會にセンターの情報を流した事が示唆されている）。死んだ人間を生き返らせる「究極の蘇生食材」と言われており、千代はこれを探し求めていた。
最終決戦後、ゾンゲの「食運」によって「センター」の原液がエリア2一面に溢れ、戦いで負傷した者達を再生させた。
療水（りょうすい）
グルメ細胞を一気に活性化させる再生の水。アカシアの前菜「センター」が地表に湧き出たものである。
一瞬で傷が治る便利なものだが、療水の湧き出る場所には八王・デロウスの子孫が棲んでいたり、その場にいるだけでエネルギーを吸い取られるため、採取は非常に困難。

#### 一龍のフルコース
いずれもビリオンバードが羽化してから成長する過程で必要となる食材で構成されており、全て揃えると無限に食べられる食材が産まれると言われているが、IGOの第1〜8ビオトープにそれぞれ一つずつ隠されており発見および捕獲は困難とされる。アニメ版は第1ビオトープに隠されているものはデザートとされた。
ミリオン（捕獲レベル不明）【種子】
IGO会長・一龍のフルコースの前菜で、豆粒のような形をしている。グルメ界の奥地に生える螺旋状の樹の種で、特に珍しい物ではないが、節乃曰く誰かを呼んでいる「食材の声」がすると言い、世界中の料理人達がその声に気付く。一龍曰く本來は食用ではないらしいが、慣れれば癖になる味とのこと。
このミリオンは第8ビオトープの洞窟内、人間界では考えられない程硬く巨大な宝箱に入っており、「捕獲レベル74のバジュルコッコ」に守護されていたが、サンサングラミー捕獲後のトリコとココがこれを捕獲。後に三虎は食没の岬で一龍の墓標代わりにこれの樹を利用した。
エボシの涙
一龍のフルコースのスープで、ミリオンの種を樹に成長させる。
みたらし昆布
一龍のフルコースの魚料理で、ビリオンバードの雛を成長させる。
事無き虫
一龍のフルコースの肉料理で、ドライメロロンを食べさせる事で成虫になり、ビリオンバードの成体の餌となる。
ビリオンバード（捕獲レベル1以下）【無限鳥類】
一龍のフルコースのメインディッシュで、いかなる環境下に於いても単位生殖で有精卵を無限に生め、原種の親バードが産むとすぐに孵る小鳥。美味という訳ではないが、肉・羽・爪・血に至るまであらゆる部位が食材として利用可能で且つ寿命は数千年とも数億年とも言われ、「億年食べられる」という言い伝えからこの名が付けられている。大昔は家畜の王様とも言われた時代もあった。
元々空を飛べず天敵が多く、その対抗手段として襲われる度に卵を無限に産み落とす習性を身に付けたが、その味故にビリオンバードを捕食する生物が居なくなり、襲われないから卵を産まなくなってそのまま絶滅したと言われる。
卵から孵化させ無限に繁殖出来る様になる為には複雑な過程を経る必要があり、一龍の他のフルコースはこれらに必要な食材で構成されている。
他人から褒められる事で翼が成長して飛行可能になると同時に、とても美味な卵を産む習性があり、この卵は透き通ったプリンの様な物凄い弾力で、最初は水飴若しくはトロリと濃厚で甘い生姜湯の様な感じだが、飲むとさらりと一瞬で口に入り、グルメ細胞を成長させる程の旨みを持つ。「トリコのフルコースのドリンク」に決定された。
最初、ビリオンバードの卵はオクトパスイカの頭上の家に隠されていたが外からは見えず、第一部時点では発見出来なかったが第二部にて漸く発見。トリコが以前グルメカジノで得た一龍のフルコースのデータを元に復活させ、世界中の料理人がこれを美味しく調理した事で人々は約1年振りに生の食材を味わえた。
姫ワラの種
一龍のフルコースのサラダで、ビリオンバードの卵を孵化させる藁。ミリオンの樹の上でないと効果が無い。
ドライメロロン
一龍のフルコースのデザートで、事無き虫を成虫にする為の餌。
殿あられ
一龍のフルコースのドリンクで、姫ワラの種を急成長させる。

#### 次郎のフルコース
世界中の殆どの人が口にしたの無い幻のメニューで、どれも捕獲レベルが計り知れない。作中では2巻で紹介されたのみだが、後にグルメ界編にて次々と登場している。料理人節乃のフルコースは、これを調理したものになっている。
百葉のクローバー（捕獲レベル不明）
次郎のフルコースの前菜。
節乃のフルコースは、これを調理した「百葉のクローバーのパリパリ胡麻揚げ」。
コンソメマグマ （捕獲レベル2800）【飲料マグマ】
次郎のフルコースのスープ。グルメ界・エリア7の鍋山の火口から溢れ出ているコンソメ味のマグマ。
節乃のフルコースは、これを調理した「コンソメマグマ煮込み」。
王陸鮫（捕獲レベル4450）【魚王類】
次郎のフルコースの魚料理。エリア2の陸地を闊歩する巨大な鮫で、八王にも躊躇無く襲いかかる化け物。
節乃のフルコースは、これを調理した「王陸鮫の炙り寿司」。
アシュラサウルス（捕獲レベル4220　原種の捕獲レベル4990）【魔獣翼竜類】
次郎のフルコースの肉料理。4枚の翼を持つ緑色の体をした巨大な翼竜。アニメでは恐竜獣類に分類されている。王陸鮫同様、鹿王の角の森には原種が生息している。
節乃のフルコースは、これを調理した「アシュラサウルスのロースト」。
ET米（捕獲レベル不明）
次郎のフルコースのメインディッシュ。アニメではこのET米を使用した握り寿司には醤油をシャリかネタのどちらに付けるかという法案が出されていた。
節乃のフルコースは、これを調理した「ET米おむすび」。
グラナレタス（捕獲レベル不明）
次郎のフルコースのサラダ。
節乃のフルコースは、これを調理した「グラナレタスのシーザーサラダ」。
オアシスメロン（捕獲レベル不明）
次郎のフルコースのデザート。
節乃のフルコースは、これを調理した「オアシスメロンのシャーベット」。
ドッハムの湧き酒（捕獲レベル不明）
次郎・節乃のフルコースのドリンク。

#### キャンピングモンスター
別名「セーフティモンスター」と呼ばれる、移動しながら居住することが可能な猛獣の総称。このモンスターたちは姿をくらませ、他の猛獣に見付かりにくく襲われにくい生物たちで、それを利用して安全場所としてグルメ界の移動手段に使用される。それでも自身の捕獲レベルより高い猛獣には見付かり、襲われてしまう。
オクトパスイカ （捕獲レベル265）【軟体果実獣】
一龍がグルメ界に旅立つトリコ達の為に育てていたスイカの様な見た目の巨大蛸で、読者募集の猛獣。通称「オクトちゃん」。頭上に家があり体の中は居住空間が広がっており、トリコたちは勿論、テリー、キッス、クインが入っても全く問題がない程広大なスペースになっているも、泳ぎは上手くない。チチ曰く「グルメ界の入口程度なら十分トリコたちの寝床として役に立つ」との事。エア調理後は、エアを始めとするエリア8の食材を妖食界の実力者と共に人間界に運ぶ事になった。
電シャーク（捕獲レベル605）【甲殻魚獣類】
読者投稿の猛獣。電車のような長い胴体を持つサメで、その全長は約2km。先頭の頭部車両に行く程セーフゾーンの質が高くなり、最後尾は巨大貨車が付いている。トリコ達のエリア7の案内役を務める。
セーフティーモンスターの中でも宿主であるトリコ達にも襲いかかる程気性が荒いが、安全場所としての質はオクトパスイカより優れている。緊急時は気配の全てを胴体に残して身体を切断する自切モードになる事で外部からのあらゆる影響を受けなくなるが、自分から動く事が出来なくなる。カカによれば体は2～3日で生える。
100Gマウンテンで偽のカカによって重症を負わされたが、小松の蘇生包丁とペアのお陰で新型車両になり、エリア7の食材を人間界に届ける事になった。
キントウンコ（捕獲レベル1500）【猿王のウンコ】
読者投稿の猛獣。雲の様な形状をしている猿王のウンコ。モンキーフェスティバルの時のみ出動するキャンピングモンスターであり、大陸の猿達が100Gマウンテンまで来るのとトリコ一行が産声の樹に戻るのに使用された。ウンコ故に臭いがスピードは抜群。
エリア7の食材を人間界に運ぶ際、猿達がこれを使うことを提案したが、臭いで食材が駄目になるためトリコに却下されている。
クラブバース（捕獲レベル500）【甲殻獣類】
読者募集の猛獣。バスの様な姿をした蟹で、横向きに走る。人間界の援護組がエリア8からエリア7に行くのに使用された。
亀球（捕獲レベル820）【爬虫獣類】
読者投稿の猛獣。甲羅の部分が風船状になっており、気球のように空を飛ぶ巨大な亀で、陸海空を自在に移動し、安全場所としての質も随一。栗坊の導きでエリア7に現れ、トリコ一行をエリア6へと運ぶ。
磁貝（捕獲レベル1000）【軟体獣類】
読者投稿の猛獣。潜水艦の様な巨大な貝で、特殊な磁界を作り出し、自身の周りを安全場所にする。ジジが別荘として使用しており、エリア6での移動手段となる。
ミニマムシェル
ジャイアントシェルの赤ん坊。裏の世界によって光の速度を越え、何年旅しても逆うらしま効果で地球には数日で戻れる。グルメ天文学者のチームが宇宙船に品種改良し、湖で養殖され、最終話でトリコ、小松の宇宙の移動手段となった。

#### エリア8
悪霊たちの港
エイリアンコウ（捕獲レベル299）【混合魚獣類】
読者投稿の猛獣で、エイとアンコウの混合魚獣類。全長は5000メートルにもなる超巨大サイズで、陸上でも生存可能なうえ、空をとぶこともできる。ヒレは鋭利で、毒を持つ尾の黒い部分を発射して攻撃する。
グルメ界から毒潮を越えて人間界に迷いこんで来ており、トリコたちの乗っているオクトちゃんを襲おうとする。
その直後、いばらの海に刺されて絶命した。
ユトウ島
魚雷ソーセージ（捕獲レベル195）【鳥獣魚類】
読者投稿の猛獣で、集団で空を飛行し、ミサイルのような凄まじいスピードで勢い良く獲物を食いちぎる巨大魚。生命力が非常に高く、体が半分になっても生きているほど。最高級ソーセージに匹敵する味だが、皮膚が鋼鉄のように硬いうえ触ると爆発するため、捕獲・調理には高度なノッキング技術が必要。
ユトウ島にて、集団でクインを襲う。クインに食らいついて噛みちぎろうとした一匹はキッスに倒され、そのままアームランフォリンクスに捕らえられた。その後、豆乳鍋の具材としてトリコら四天王に食された。
アームランフォリンクス（捕獲レベル251）【怪鳥獣類類】
読者投稿の猛獣で、悪魔のような上半身を持つ鳥獣。下半身には脚のかわりに巨大な腕が一本生えており、猛毒の爪で獲物を鷲掴みにする。また、遠くまで見通せる千里眼を持ち、その能力で獲物を見つける。ユトウ島にて、キッスに引きちぎられた魚雷ソーセージを捕らえる。その後、小松の手でから揚げに調理されて食された。
ヒルヒール（捕獲レベル307）【環形獣類】
読者投稿の猛獣で、ユトウ島に生息する。人間のような上半身とワームのような尻尾を持つ巨大な蛭で、人語を話す。大量の小さな蛭を使役し、一瞬で獲物の血を吸い尽しミイラにしてしまう。
豆乳道（とうにゅうどう）（捕獲レベル487）【幻獣類】
読者投稿の猛獣で、ユトウ島に生息する。輪入道の様な姿をした猛獣で、中央に付いている顔は個体によって異なる。ヒルヒール同様人間の言葉を話せる程の高い知能を持ち、リアルミストと呼ばれる霧を発することで、獲物を幻術に包み込む。目からは豆乳の涙が溢れ出る他、周りの煙は湯葉になっている。
大気の庭園・馬王の丘
ダルマホース（捕獲レベル:不明）【魔獣類】
ゼブラがダルマ仙人から借り受けて足がわりに使っていた、超巨大なシマウマで、体長1300メートル、体高1000メートル、体重4000万トン。真っ赤な鋭い目、ブロンドのタテガミが特徴。空気を主食とする大気食。 馬王の丘に生息する馬の中でも馬王ヘラクレスに次ぐと言われる実力者。エア編では幼生が当時した。
ジャニスユニコーン（捕獲レベル:不明）【幻獣類】
馬王の丘に生息する巨大ユニコーン。一龍のパートナーアニマルであるポチがこの種に該当する。エア編では幼生が登場した。
エア

ヘラクレス
エリア8を支配する八王の一角。「馬王」の異名をもつ。

#### エリア7
フルコースに選ばれた食材
サンドリコ（捕獲レベル品種改良1000、天然物2500）【植物獣類】
読者投稿の植物。この花の花粉は猛烈なアレルギー反応を引き起こす抗原を持っており、どんな生物でも一度吸い込むと花粉症に侵され、巨大な猛獣であっても体中の水分が数秒で排出されて死に至る。但し後に小松によってこれは食材で、サンドリコの花粉症を治す唯一の物だと判明する。
その効力で幾度と無く生物大量絶滅の危機を経験したエリア7に於いて、最も多くの生物を死に追いやってきた。そのため今でもエリア7の猛獣たちは遺伝子にまで恐怖の記憶が刻み込まれている。品種改良によって抗原を弱めた個体も存在するが、それでも殺傷力は強力であり、天然物に至っては致死率100％である。抗アレルギー剤も存在するが、数が少ない上に何度か使用すると抗原が変異して効力が無くなってしまうと言うが、サンドリコを食べれば花粉症は収まる。ペアを養分としていたが、ブルーニトロがペアを奪う様になった為、枯渇した栄養を生物から摂取するべく突然変異で誕生した。上記の作用で多くの生物を絶滅に追い込んだが、同時にブルーニトロの行動をも抑制し、ペアの栄養が再び大陸に流れ始める様になった。天然物は0山脈に咲いており、とてつもなく巨大。
ココは体中の水分を出し切る直前に食べる時が美味だと気に入り、「ココのフルコースの前菜」に選ばれる。
ビービーダンゴムシ（捕獲レベル1750）【特殊昆虫獣類】
読者投稿の昆虫。グルメ界でも珍しく弱い臆病な生物だが、一度ビックリして丸まると強力な防御力と様々な逃げる術を発揮する。これをお手玉する事で猿武の基礎が身に付き、お手玉で回す程美味しくなり、食感もキャベツっぽくなる。猿武のレベルをお手玉の数で知る事が出来、上位クラスともなると数十匹でお手玉出来る。空中で性質を変化させ、0.1秒以内に放さないと手が溶ける毒を放出する事もある。「ゼブラのフルコースのサラダ」に決定した。
北マウンテン
イアイアイ（捕獲レベル622）【哺乳獣類】
読者投稿の猛獣。尾の先が刀になったアイアイで、傘を持っている。猿武の階級は新入り。トリコ達を襲撃した猿たちが師範に殺される前に自害する中、彼だけは生き残っており再びトリコに襲いかかるがサンドリコの花粉を喰らって瀕死状態に陥る。トリコの施しを受けて一命を取り留め、恩義を感じたのか100Gマウンテンで猿武の修行相手となる猿達を呼び集めた。その後ネオの分裂「A」に追い詰められるも、捕食される寸前の所でテリーに救出された。
ソーンモンキー (捕獲レベル649) 【哺乳獣類】
腕に3本の突起が付き、3つの臍を持つ猿。猿武の階級は新入り。ゴリタウルスに自由な捕食を禁じられ飢えの限界に達したために無断で四天王を襲うものの、この事を師範であるゴリタウルスに見つかり、殺される前に、自身の心臓を破壊した上で地面に突き刺さるような形で自害した。
シャイガモンキー (捕獲レベル649) 【哺乳獣類】
細身の身体に長い脚が特徴の猿。猿武の階級は新入り。ゴリタウルスに自由な捕食を禁じられ飢えの限界に達したために無断で四天王を襲うものの、この事を師範であるゴリタウルスに見つかり、殺される前に、自身の心臓を破壊した上で地面に突き刺さるような形で自害した。
クレイジーサルサ（捕獲レベル650）【哺乳獣類】
読者投稿の猛獣。 毛色は赤茶色。アホ面で相手をおちょくるような動きをする。 猿武の階級は新入り。ゴリタウルスに自由な捕食を禁じられ飢えの限界に達したために無断で四天王を襲うものの、この事を師範であるゴリタウルスに見つかり、殺される前に、自身の心臓を破壊した上で地面に突き刺さるような形で自害した。
ケマルモンキー (捕獲レベル651) 【哺乳獣類】
細身の身体に下半身がもふもふの毛に覆われており、所々に白い丸の模様が入った猿。猿武の階級は新入り。ゴリタウルスに自由な捕食を禁じられ飢えの限界に達したために無断で四天王を襲うものの、この事を師範であるゴリタウルスに見つかり、殺される前に、自身の心臓を破壊した上で地面に突き刺さるような形で自害した。
メデューサル（捕獲レベル668）【哺乳獣類】
読者投稿の猛獣。 頭から小さな蛇が無数に生えており、体にも蛇を巻きつけている。 猿武の階級は新入り。ゴリタウルスに自由な捕食を禁じられ飢えの限界に達したために無断で四天王を襲うものの、この事を師範であるゴリタウルスに見つかり、殺される前に、自身の心臓を破壊した上で地面に突き刺さるような形で自害した。
観音ゴリラ（捕獲レベル671）【哺乳獣類】
読者投稿の猛獣。 10本の腕と額の白毫が特徴の、黒色のゴリラ。その姿は観音さながらで、悟りを開いているかのような表情。 猿武の階級は新入り。ゴリタウルスに自由な捕食を禁じられ飢えの限界に達したために無断で四天王を襲うものの、この事を師範であるゴリタウルスに見つかり、殺される前に、自身の心臓を破壊した上で地面に突き刺さるような形で自害した。
ジャリラ（捕獲レベル688）【哺乳獣類】
読者投稿の猛獣。 邪悪な顔をした筋肉質のゴリラ。 ゼブラの死音に耐えるほどの実力者で、首を飛ばされてもすぐに首が生えてくることから再生能力も高い。 猿武の階級は新入り。ゴリタウルスに自由な捕食を禁じられ飢えの限界に達したために無断で四天王を襲うものの、この事を師範であるゴリタウルスに見つかり、殺される前に、自身の心臓を破壊した上で地面に突き刺さるような形で自害した。
ツンドラゴリラ (捕獲レベル670) 【哺乳獣類】
5メートルを超える巨大なゴリラで、白色の毛に金玉が特徴。
ゴリタウルスに自由な捕食を禁じられ飢えの限界に達したために無断で四天王を襲うものの、この事を師範であるゴリタウルスに見つかり、殺される前に、自身の心臓を破壊した上で地面に突き刺さるような形で自害した。
ウンチンパンジー (捕獲レベル753) 【哺乳獣類】
読者投稿の猛獣。エリア7の北マウンテンエリアに生息する霊長類の一種で、猿武の階級は8級。妙な服を着た猿。頭に乗せたウンコと焦点の合っていない目が特徴。鳴き声は「ウンチー」。トリコたちがゴリタウルスを倒したことに感謝しており、イアイアイに呼ばれて100Gマウンテンの案内役として駆けつける。道中ではトリコ、ココ、サニー、ゼブラに修行をつける。猿王が真の姿になって大半の猿が逃げた後も100Gマウンテンのふもとに残っており、ペアを入手したトリコたちを出迎えた。その後、キントウンコに乗って産声の樹に帰還した。
カラテナガザル (捕獲レベル805) 【哺乳獣類】
読者投稿の猛獣。エリア7の北マウンテンエリアに生息する霊長類の一種で、猿武の階級は6級。怒りに満ちた表情をした猿。名前の通り手が非常に長く、両腕を脚のようにして地面に立つ。鳴き声は「ムフ」。トリコたちがゴリタウルスを倒したことに感謝しており、イアイアイに呼ばれて100Gマウンテンの案内役として駆けつける。道中ではトリコ、ココ、サニーに修行をつける。猿王が真の姿になって大半の猿が逃げた後も100Gマウンテンのふもとに残っており、ペアを入手したトリコたちを出迎えた。その後、キントウンコに乗って産声の樹に帰還した。
ポジドリル (捕獲レベル870) 【哺乳獣類】
読者投稿の猛獣。エリア7の北マウンテンエリアに生息する霊長類の一種で、猿武の階級は3級。虎のような毛皮の猿。立派なリーゼントと口髭、サングラスが特徴。常にタバコをふかしている。トリコたちがゴリタウルスを倒したことに感謝しており、イアイアイに呼ばれて100Gマウンテンの案内役として駆けつける。道中ではトリコに修行をつける。猿王が真の姿になって大半の猿が逃げた後も100Gマウンテンのふもとに残っており、ペアを入手したトリコたちを出迎えた。その後、キントウンコに乗って産声の樹に帰還した。
ボクサール (捕獲レベル915) 【哺乳獣類】
読者投稿の猛獣。エリア7の北マウンテンエリアに生息する霊長類の一種で、猿武の階級は初段。八本の腕それぞれにボクシンググローブをつけた大柄のゴリラ。鳴き声は「ウッホ」。トリコたちがゴリタウルスを倒したことに感謝しており、イアイアイに呼ばれて100Gマウンテンの案内役として駆けつける。道中ではゼブラに修行をつける。猿王が真の姿になって大半の猿が逃げた後も100Gマウンテンのふもとに残っており、ペアを入手したトリコたちを出迎えた。その後、キントウンコに乗って産声の樹に帰還した。
ヒヨコング (捕獲レベル970) 【哺乳鳥獣類】
読者投稿の猛獣。エリア7の北マウンテンエリアに生息する霊長類の一種で、猿武の階級は四段。キリッとした目をした筋肉質のヒヨコ。鳴き声は「ピヨ」。トリコたちがゴリタウルスを倒したことに感謝しており、イアイアイに呼ばれて100Gマウンテンの案内役として駆けつける。道中ではココに修行をつける。猿王が真の姿になって大半の猿が逃げた後も100Gマウンテンのふもとに残っており、ペアを入手したトリコたちを出迎えた。その後、キントウンコに乗って産声の樹に帰還した。
チンパンジジー (捕獲レベル1050) 【哺乳獣類】
読者投稿の猛獣。エリア7の北マウンテンエリアに生息する霊長類の一種で、猿武の階級は七段。髭を生やした小柄な老猿。鳴き声は「ムフフ」。トリコたちがゴリタウルスを倒したことに感謝しており、イアイアイに呼ばれて100Gマウンテンの案内役として駆けつける。道中ではサニーに修行をつける。猿王が真の姿になって大半の猿が逃げた後も100Gマウンテンのふもとに残っており、ペアを入手したトリコたちを出迎えた。その後、キントウンコに乗って産声の樹に帰還した。
火猿 (かえん) (捕獲レベル1120) 【哺乳獣類】
読者投稿の猛獣。エリア7の北マウンテンエリアに生息する霊長類の一種で、猿武の階級は九段。頭部から背中にかけてと腕、脚の付け根に炎を纏った細身の猿。鳴き声は「キッキッキ」。トリコたちがゴリタウルスを倒したことに感謝しており、イアイアイに呼ばれて100Gマウンテンの案内役として駆けつける。道中ではゼブラに修行をつける。猿王が真の姿になって大半の猿が逃げた後も100Gマウンテンのふもとに残っており、ペアを入手したトリコたちを出迎えた。その後、キントウンコに乗って産声の樹に帰還した。
じゅもんきー　(捕獲レベル1200) 【哺乳幻獣類】
読者投稿の猛獣。エリア7の北マウンテンエリアに生息する霊長類の一種で、猿武の階級は師範代。魔法使いのような衣装を身にまとった老齢の猿。鳴き声は「フッフッフ」。トリコたちがゴリタウルスを倒したことに感謝しており、イアイアイに呼ばれて100Gマウンテンの案内役として駆けつける。道中ではトリコに修行をつけた。猿王が真の姿になって大半の猿が逃げた後も100Gマウンテンのふもとに残っており、ペアを入手したトリコたちを出迎えた。その後、キントウンコに乗って産声の樹に帰還した。
ゴリタウルス（捕獲レベル1405）【哺乳獣類】
読者投稿の猛獣。猿武の師範の一角で、北マウンテンエリアを支配している。
配下たちの自由な捕食と交尾を完全に禁じ、自分だけが食材を独占しているためぶくぶく肥え太っている。恐怖政治を敷いており、彼に隠れてトリコたちを捕食しようとした猿たちは彼に見つかるや否や殺される前に全員自害している。富士山級のサイズのゴリラ。
山のようなシルエットに丸い目と口がぽっかりと開いた不気味な顔をしており、下半身には毛皮のようなものを纏っている。
本体はそれらの内部に潜んでおり、上半身は牙の生えたゴリラ、下半身はケンタウルスという姿をしている。美食屋四天王四人と渡り合えるほどの実力者。猿武の達人であるうえ、口から推定数十キロを消し炭にするエネルギー弾を放つことが出来る。四天王の強力な技を受け続けても致命傷にならないほど頑丈で、毒の抗体を精製することも可能。四天王との激闘の末に倒され、その敗北がきっかけで大陸の厳しい食物連鎖のルールが崩壊。各地でタガが外れた猿たちの反乱が発生する。その後は改心し、ペアを手に入れたトリコたちを北マウンテンエリアの猿たちと出迎え、ともに産声の樹まで帰った。
コンソメマグマ

ペア

猿王バンビーナ

キンタマントヒヒ（捕獲レベル最大6000）【哺乳王類】
読者投稿の珍獣。八王の一角、猿王バンビーナやその恋人はこの種族である。
名前の通り立派な金玉が特徴。

#### エリア6
ウニラ（捕獲レベル3）【魔除け食材】
読者投稿の食材。強烈な臭いを放つウニで、食霊に憑依されない為の魔除けとして使用されている。
アナザ

ムーン

##### 七獣
鯨王ムーンと共にエリア6のパワーバランスを保っている七体の猛獣。いずれも捕獲レベルが4000を超える為、決して近付いてはならないとされる。かつてアナザが捕食者のムーンから身を隠す為の巣として利用した事で、裏の世界の性質が備わり、地上の約600分の1しか時間が流れない（ジャイアントシェルは地上の60分の1）。身体の一部からは金の調理器具が作られ、調達方は一人で引っこ抜くだけだが莫大な時間が掛かる。切れ端はドン・スライムが手懐け、素材調達用の乗り物にしている。
電撃鮫（ライザメ）（捕獲レベル4100）【超巨大魚獣類】
「鮫王（こうおう）」。電撃を吐く鮫で、歯は金の包丁の素材。
パンドラ（捕獲レベル4810）【超巨大化石獣】
「亀王（きゅうおう、きおう）」。背中に城を背負った化石の様な亀。岩石は金の鍋の素材で、愛丸によって採取された。
サンゴーレム（捕獲レベル4500）【珊瑚獣類】
「瑚王（こおう）」。顔を持つ人型の巨大珊瑚で、切れ端だけでも意思を持ち、再生能力を有する。胴体は金のまな板の素材となり、滝丸によって採取された。
アトランティス（捕獲レベル4500）【超巨大鱗獣類】
「鱗王（りんおう）」。全身が鱗に覆われ、無数の脚を持つ。鱗は金のフライパンの素材。
ヤマタコオロチ（捕獲レベル4000）【超巨大軟体獣類】
「蛸王（しょうおう）」。脚の先が竜の頭になっている蛸。脚は金のお玉の素材。
オーシャン（捕獲レベル4390）【超巨大海水獣類】
「海王（かいおう）」。顔があるアメーバの様な姿。皮膚は金のエプロンの素材。
ジャイアントシェル（捕獲レベル不明）【超巨大貝獣類】
「貝王（ばいおう）」。1000万平方キロメートルもの面積を持つ世界一巨大な貝で、この貝の中にエリア6の文明「ブルーグリル」があり、鉱物は金のフライ返しの素材となる。
時間の流れは他の七獣と違い、地上の約60分の1。

#### エリア5
リーフィッシュ（捕獲レベル1500）【魚獣類】
読者投稿の猛獣。エリア5の多重力の谷に生息していたが、1万5000年前に絶滅した希少な葉魚。当時ですら食べた事がある人が殆ど居ない超特殊調理食材で、あらゆる方向から強さの異なる重力が作用する「多重力空間」でしか生きられず、調理どころか捕えるのでさえ困難。
全身を鱗の様に覆う葉は薬草で、葉の強烈な苦味によって中の身の鮮度が保たれている。葉一枚につき、0.1ミリの薄い皮膜が100枚ほど重なっているため、皮膜を一枚ずつ取り除かなければならない。
ブルーグリルで行われた料理対決の1回戦で登場。
ニュース

スカイディア

#### エリア4
アース

蛇王マリア

マザースネーク (捕獲レベル:最大6310) 【爬虫獣類】
サニーのパートナーアニマルのクインもこの種族である。全ての蛇の母と呼ばれる桃色の大蛇で、地球上で最も体長が長く、地球を一周する程の大蛇。捕獲レベルは最大6310で体長22万km、体高2500m、体重1.5京t。長い体を地球の外に伸ばして宇宙の食材を捕食するなど、八王の中でも飛び抜けたスケールの持ち主。その長さ故に人間界でごく稀に出る目撃例は全て胴体のみであり、美食屋にとってこの蛇の顔を見ることは幸運の証とされている。しかし実際は圧倒的な強さに加えて光を超える速度で移動するため、例えグルメ界の強獣であろうと気づかぬ内に食われてしまう。
亜種
・金色のマザースネーク
トリコ 爆食グルメバトル!に登場。金色の鱗を持った個体。

#### エリア3
アトム

エンペラークロウ

#### エリア2
GOD

ギネス

バトルウルフ（捕獲レベル6090）【哺乳獣類】
成長すれば体長18mにもなる最大最強の狼。古代が産んだ「最強の王者」と呼ばれ、遥か昔に突然変異で生まれた巨大草食獣「デスゴール」の集団を当時大陸を支配していた僅か一匹の若いバトルウルフが全滅させた伝説が残っている。テリーの母親だったバトルウルフは出産で体力が消耗しているにも関わらず、興奮状態のデビル大蛇を一瞬にしてバラバラにする程のスピードとパワーを発揮した。どんな理由でも体を横たえる事は無く、直立したままの姿勢で死ぬ程気高い。
現在、人間界では絶滅しており、IGOが偶然採取したDNAから復元したメスのクローンから産まれた一匹の個体（テリー）が存在しているのみだが、エリア2には今でも群れが生息している。
亜種
・バトルウルフ爆狩種
トリコ 爆狩ジャングルメ!に登場した、金色の毛並を持つ特殊な個体。
・ダークウルフ(漆黒のバトルウルフ)
トリコ グルメモンスターズ!に登場。遺伝子操作によって誕生したバトルウルフの変異種で、古代の血統と人類の英知が生んだ至高の戦闘生物。
・隻眼のバトルウルフ
トリコ 爆食グルメバトル!に登場した、隻眼の個体。
王陸鮫

#### エリア1
C（センター）

デロウス

#### その他
隠形樹（おんぎょうじゅ）
世界一シャイで臆病だと言われている植物。凶暴な獣が近付くと周囲の景色に擬態する事で身を守っている。財宝を守る金庫にも使用されている。人間界の「雲隠れ割烹」や「食林寺」の建物はこの樹を材料に建築されており、「ロストフォレスト」にもこの樹が生息している。一度姿を消すと見付ける事は難しいが、作中で千代が脅しによって強引に姿を引き出させていた。
阿修羅タイガー（捕獲レベル測定不能）【哺乳獣類】
読者投稿の猛獣。アングラの森に生息している阿修羅の様に6本の足と三つの顔を持つ巨大な虎。トリコのレッグナイフを喰らってもさほど重症でなく、軽く尻尾を叩き付けただけでトリコを吹き飛ばす程の実力を持つ。アングラの森に落ちてきたトリコを襲撃して吹き飛ばし、直後に遭遇したキングレントラーと対峙するも、次郎の威嚇ノッキングに恐れをなし、キングレントラーと共に逃走した。
アニメの最終回では再びアングラの森に来たトリコ、小松の前にキングレントラーと共に姿を現すも、成長したトリコの威嚇に大人しくなる。
キングレントラー（捕獲レベル測定不能）【哺乳獣類】
読者投稿の猛獣。アングラの森に住む鉤爪状の手足を持つ巨大な猿。トリコの15連釘パンチをものともしないタフネスさを誇る。
ゴロン獣（捕獲レベル466）【魔獣類】
読者投稿の猛獣。全身からスライム状のものが噴き出したような姿をした紫色のグロテスクな猛獣。
はぐれ島での一龍と三虎の決戦では、リッパー・ザ・フォックスと共に現れ、三虎が連れてきたオクパルドと並んで一龍と対峙するが、彼の箸によってあっさり捕獲され、最終的には他の二匹共々三虎にハングリートングで跡形も無く喰われてしまった。
リッパー・ザ・フォックス（捕獲レベル524）【哺乳獣類】
読者投稿の猛獣。背中から全身に掛けて浮き出た血管、前腕部の側面から生えた大きな鎌、耳まで裂けた口が特徴の巨大な濁った桃色のキツネの猛獣。
はぐれ島での一龍と三虎の決戦では、ゴロン獣と共に現れ、三虎が連れて来たオクパルドと並んで一龍と対峙するが、彼の箸によってあっさり捕獲され、最終的には他の二匹共々三虎にハングリートングで跡形も無く喰われてしまった。
ブレスドラゴン（捕獲レベル219）【哺乳獣類】
キリンの様に長い首を持つ竜脚類に似た猛獣。標的を視界に捉えると、巨大な鼻腔から砲弾の様に強力な鼻息を連射する。トリコが初めてグルメ界に挑戦した際には、命の滝壺でトリコの攻撃が届かない数十キロ先から鼻息の弾丸を発射し、彼を撃ち落とした。クッキングフェス編の終盤では、グルメ界に挑もうと滝壺から飛び込んだトリコに再度攻撃を加えるも、パワーアップしたフライングフォークに攻撃を全てかき消されてしまう。しかしフォークを回避する。
ウイングリズリー （捕獲レベル536）【哺乳獣類】
読者投稿の猛獣。凶暴な顔付きと腕の代わりに生えた大きな羽が特徴の巨大熊。ブレスドラゴン同様、飛んできたフライングフォークを回避する。
要犀（ようさい）（捕獲レベル972）【強殻獣類】
読者投稿の猛獣。背中に巨大な要塞を背負った超巨大なサイ。表面の鎧は遠方から飛んで来たトリコのフライングフォークが要塞に命中しても傷一つ付かない程頑丈。
轟魔（ごうま）（捕獲レベル1160）【魔獣類】
読者投稿の猛獣。人間に近い姿をしており、山を軽く踏み潰せる程の2足歩行の巨大な猛獣。四本の腕を生やしており、背中の腕の先は鋭い刃になっている。
トリコのフライングフォークを軽く摘む力を持つ。
フィッカスドルトンゾウ（捕獲レベル2650）【巨獣類】
読者投稿の猛獣。5つの目と10本以上の鼻を持ち、轟魔を軽く踏み潰せる程の巨体。
オウガイ（捕獲レベル不明）【魚介獣類】
読者投稿の食材。かつてあらゆる海の魚を食い尽くしたと言われる幻の貝で、その鬼の様な食欲と見た目から「鬼貝（オウガイ）」と呼ばれる様になった。
貝の中には無限に広がる迷宮の様にこれまでに食べた魚の身がぎっしり詰まっており、今は亡き絶滅種の魚の味も蘇らせる。
とうに絶滅したと思われていたが、黄金の沼で見つけた金の缶詰に入っていて、エリア2で小松の手で開けられ「トリコのフルコースの魚料理」に決定した。
完象（捕獲レベル1200）【哺乳獣類】
読者投稿の猛獣。別名エンドマンモスと呼ばれる絶滅種。パワー、スピード、味全てが完璧で、この象を食べた古代の美食屋達は、その肉のあまりの美味しさにこの食材にて美食屋業に終止符を打った。ネオの体内から感じていた旨みの正体はこの象であり、「トリコのフルコースの肉料理」に決定した。

### ニトロ
鳥と爬虫類の中間の生物の様な特徴と尖った口を持つ、謎の人型生物。グルメ細胞の悪魔のトロル型に分類され、調理技術を確立する事で他の種族よりも永く繁栄した。ディノサウロイド（恐竜人間）を彷彿させる様な姿で、名前が判明するまでは「鳥人間」と称されていた。
地球が誕生する50億年以上も前から環境の良い惑星にグルメ細胞を投与し、食材を栽培している。昔は益獣（えきじゅう）と言う絶対的捕食者を使い肉体、精神共にショックを与える事で食材の旨味を引き出していたが、現在は太陽の熱を数百年に一度遮断する「グルメ日食」で地球にストレスを与えて調理している。
分類や生殖方法、発生時期等その生態の多くが謎に包まれているが、数億年前の地球の地層から本種に似た化石が発見されている。類い稀なる生命力を持ち、環境が悪化しても乾眠に入り仮死状態になる事で、何千年も生き永らえる事が出来るが、乾眠出来ても自分で目覚める事は出来ず、寝ている間に地球の環境が大きく変化し、目覚める機会に恵まれない者も居る為、乾眠は命懸けである。他、首が無くなっても数ヶ月は生き続けて闘い暴れ続ける。「オゾン草」の食べ方をトリコたちのやり方を観察して覚え、太古より何度も文明を開花させる程非常に高い知能と、どんな屈強な猛獣にも躊躇なく襲い掛かる獰猛さ、あらゆる特殊調理食材を調理する程のグルメ度を持つ。ナイスニィによれば、進化したニトロには催眠作用のあるフェロモンを扱える者が居るらしい。
約600年前にアカシアによって発見・命名され、後に一番弟子の一龍に監視と隔離を託した。危険度と扱いの困難さがニトログリセリンに例えられ、「ニトロ」と名付けられた（しかし、カカ曰く二種類のトロルを略してニトロ、二足歩行のトロルだからニトロ等、名前の由来は諸説ある）。IGOによって監視と隔離が行われているものの、乾眠の所為でノーマークだった場所から突如現れる事もあり、IGOもその実態を完全に把握出来ていない。ニトロの手により腕の良い料理人が相次いで攫われる事件も起き、料理人の世界ランキングに変動が起きている。「GOD」に繋がる情報を持っているとされており、美食會のGTロボは「GOD」の鍵を握るニトロに接近する為、ニトロをモデルに製造した。
実際は既に美食會はニトロを支配下に置いており、ナイスニィの発言から今までの料理人の誘拐事件も裏に美食會が関わっていた。美食會がニトロを従えた理由は千流曰く「美食會のトップ（三虎）はそれ（ニトロ）以上の化け物だから」。
数十万年前の時点で、既にアカシアのフルコースとされる食材を発見しており、その食材が熟す時期を見計らって四獣を生み出し人間達を攫って来てはグルメ細胞を注入してきたと言われている。その目的は不明だが、ダルマ仙人は人間の生命力を上げて奴隷としての効率を上げるか、強くなった人間をアカシアのフルコースの肥料にするか、単に人間を美味しくして食べる為と仮説を立てている。
レッドニトロ
赤い宇宙に住むニトロで、口を縦に開く。ジョア曰く「元々操られている様な種」で、ブルーニトロに声帯を潰され、地球の調理や食材の収集を強いられている。エリア7では人間や猿達と共生していたり、トリコ達を手助けする味仙人等、友好的な者もいる。
グルメピラミッドで目覚めたレッドニトロ
グルメピラミッドで小松がメルク包丁を振り回した際に滴り落ちた水滴で目覚めたニトロ。頭以外に毛が生えていない。ゼブラ曰く数万年と飯を食っていない空腹によって気性が荒く、目覚めた直後に小松を襲うが近くにやって来た猛獣に狙いを変えて捕食した。
その後、メロウコーラを調理したトリコ、ゼブラ、小松を襲撃し、メロウコーラの灰汁を飲んで筋肉を増強させるも、オートファジーを発動させたトリコ、ゼブラの連携によって倒され、亡骸はIGOによって引き取られた。
美食會が投入したレッドニトロ
美食會が捕獲、改良し、ある程度コントロール出来る上に暴走や同士討ちの目撃例が無い。背中に羽の生えた個体も含め複数体存在し、クッキングフェスで一度はゼブラに倒されるが、ジョアによって数倍強化された状態で復活。その内の一体は次郎によって首から上を吹き飛ばされると同時にノッキングされた。
ブルーニトロ
青い宇宙に住んでいるニトロで、レッドニトロと違って口を横に開く。数億年前、宇宙の星々と食材を食らい尽くすネオを封印すべく、8体の「グルメ貴族」が赤い宇宙にやって来た。アカシアをして「誰も勝てんぞ」と言わしめる程の強さと高い知能を持つが、次郎や八王といった地球最強クラスの人物には及ばず。
ネオを地球に居るアカシアの体内で発見し、互いの利害の一致でアカシアと結託。レッドニトロを奴隷にし、地球の調理で発生したアカシアのフルコースを持ち出す等してエリア1の最果ての厨房でネオを調理している。
メンバーのコードネームはそれぞれ担当するアカシアのフルコースの名前から取られている。

### アニメオリジナル
マーメイマグロ（捕獲レベル20）
「深海のプリンセス」と呼ばれる虹色に輝く鮪で、その美しさと希少性から伝説の魚と呼ばれている。
一匹につき極上の「バブリートロ」を200g取れるが、水揚げから7日後に味のピークを迎え、それを過ぎると人魚姫の様に泡となって消滅してしまう。
グランドベリー
大地の栄養を存分に吸い上げ、あらゆるベリー系の甘味が詰まった果実。竜の様な形に見え、あらゆるドラゴンの大好物と言われる。メガモリ島に実っているが、実の付近にシャークハコガメが巣を作っている。
シャークハコガメ【爬虫獣類】（捕獲レベル32）
第1回アニメオリジナルグルメモンスターコンテスト五ツ星賞受賞作品。鮫の様な外見の亀で、舌先は小海老の様になっている。
トリコ、テリーの攻撃が通じない程頑丈な甲羅を持ち、地面の中を泳ぐ様に高速移動するが、鮫同様に泳ぎ続ける事で鰓から酸素を吸収する為、動きを止められると呼吸が出来なくなり弱ってしまう。
ハニードラゴン【昆虫獣類】（捕獲レベル28）
第1回アニメオリジナルグルメモンスターコンテスト五ツ星賞受賞作品。壺の胴体から蜂の様な頭、足、尻尾が出た姿をしたドラゴンで、空高くに巣を作り、太古の昔から神話や壁画に登場している。
刺されれば一瞬で毒が回って身体がボロボロに崩れる毒針を持ち、リーダーは八の字ダンスで仲間に指示をしており、集団で統率の取れた行動を取る。
蜂蜜は栄養価が高く究極に甘い為、牙が命のドラゴン達も我を忘れて食べ過ぎて虫歯になる程ハマると言われる。
ミルクジラ【哺乳獣類】（捕獲レベル21）
第1回アニメオリジナルグルメモンスターコンテスト五ツ星賞受賞作品。牛模様の鯨。
頭から潮吹きの様に噴射されるミルクは絹の様な滑らかさで、陸上の哺乳獣類の1000倍もの脂肪分を含んでいる。
濃厚で甘いコクを持ち栄養価が高く、母親の母乳だけでは満腹にならない大食漢のドラゴンも満足すると言われているが、少しのストレスでミルクの出が悪くなる程デリケート。
カレースイ星
第2回アニメオリジナルグルメモンスターコンテスト五ツ星賞受賞作品。99年に一度地球に訪れると言われる伝説の彗星で、グルメビーチの名物「ガツカツカレー」に使用されている。外側は硬い岩に覆われているが、内部に絶品のカレールーが存在する。宇宙の真空状態で長い年月をかけて深みを増した味は天文学的に旨いと言われている。ルーは特殊調理食材でもある為、普通の具材ではルーの味に負けてしまう。
ウォータイガー（捕獲レベル70）【哺乳獣類】
第2回アニメオリジナルグルメモンスターコンテスト五ツ星賞受賞作品。巨大な島を背負って海を渡る馬「島うま」の背中に生息している水の身体を持つ巨大な虎。肉は魚介エキスが詰まっており、ジューシーかつ瑞々しい味わいな為、グルメビーチの名物「ガツカツカレー」のメイン食材とされる。全身から岩をも破壊する水の弾丸を発射し水の身体であらゆる打撃を吸収するが、熱に非常に弱い。
ボンボンウッド
第2回アニメオリジナルグルメモンスターコンテスト五ツ星賞受賞作品。グルメビーチの裏に生えている。チョコレートの果肉で出来たウィスキーボンボンの実を実らせる。クミン、サフラの思い出の食材で、ガツカツカレーの最後の隠し味である。
ダイヤモンドイチジクリスタル
10年に一度しか実らない巨大なイチジクリスタルで、ダイヤモンドの様に輝き高い強度を誇る皮の中に極上の甘いイチジクの実が覆われている希少食材。次郎曰く「干すと良いつまみになる」と言う。
二代目メルクがルルブーの包丁を仕上げるためにダイヤモンドイチジクリスタルの皮を求めており、グルメサービス大会の優勝賞品としてIGOの庭で実った実が出品された為、トリコ、小松、メルクは大会に挑戦する。
マトンボタン【哺乳獣類】（捕獲レベル33）
オータムマウンテンに生息する羊の毛皮に覆われた猪。素早い突進を繰り出すだけでなく、翅で空を飛ぶ事も出来る。作中では親子が登場し、例年に比べ食材及び他の猛獣が強く育った影響で十分な食材を確保出来ず、毛皮に覆われた身体が痩せ細っており食材を所持していた小松を攫ったが、トリコ達がスプナッシュを発見した事で満腹となった。
スプナッシュ
「オータムマウンテン」に実る伝説の梨で、元々はグルメ界由来の食材との噂もある。「桃栗三年柿八年スプナッシュ三十八年」と言われる程結実に非常に時間が掛かる。山から出る蒸気をふんだんに取り入れた雲の上で育つ為、様々な秋の味覚の味を兼ね備えているがその生育環境と実からは僅かな香りしかしないため発見しづらい。
実の中で気泡が踊る透明の果実はずっしりと大玉の西瓜の様に重く、瑞々しい果汁は一噛みすると何十mも弾け飛ぶ程。
コトブキビ
「グルメ神社」で開催される七五三の祝いの千歳飴の材料として使われる砂糖黍。その樹液は砂糖黍の一千万倍甘く、栄養価も高い。猛獣や虫に取っても絶好の食材であり、作中これを発見したユンは猛獣に襲われている。
一本で地球千周分の長さの千歳飴ができ、膨大な参拝客を誇る「グルメ神社」で十分な量の千歳飴を用意するのに欠かせないが、冷たく湿った土地と強烈な日光と本来両立しない条件が揃った場所でしか育たない。
トリコ曰く千歳飴の味は「時にフルーティで香ばしく、クリーミーなコクや素朴な甘味」であり、作中で小松はダイヤモンドイチジクリスタルを混ぜている。
甘露(あまつゆ)の木
甘い樹液、しっとりしたスポンジケーキの様な幹、飴細工の様に美しく舌でスッと溶ける葉を持ち、全てを食べられる伝説の木。熱に弱く、マイナス100度以下の寒い地域で冬にしか育たず発見も困難な為伝説の木とされている。
死季の森の休寒日に生育し、世界中の子供たちに分け与える為にマンサムが木の捕獲、パッチが調理をトリコ一行に依頼。小松は森の食材でクリスマスツリーに調理した。
ソードホーン（捕獲レベル70）【哺乳獣類】
死季の森に生息する白い悪魔で、マグマトータスも避けて通る森の魔獣。白い毛皮と鋭い刃の角を持つトナカイで、角から光の刃を飛ばしたり、口からココの毒を凍らせる程の吹雪を吐く。甘露の木に釣られて大群で襲いかかる。
金色小麦（こんじき-）
金色に光り輝く小麦。カロテンの影響で金色に輝いており、金色小麦の生える島は天然の灯台とも言われている。超特殊調理食材でもあり、調理は非常に困難を極める。太陽の光で常に乾燥状態にある為水を100リットル注いでも全て吸収する。捏ねる時は人間の老人の声に似た音を発するが小麦に張りと艶が出始めると音が若くなる(声：山村響)。節乃曰く音を出すのは至難の技らしい。
全麺
「金色小麦」を材料に作られる節乃特製の麺。ラーメン・うどん・パスタ等全ての麺の旨さを併せ持ち、老若男女全ての人々が惹かれると言われる。節乃の外食チェーン店の移動式店舗で僅かな期間に販売される為「幻の麺」と言われている。切り方・茹で方によって様々な麺に調理する事が出来る。「金色小麦」から全麺を作る技術は「シャボンフルーツ」の調理に匹敵する程難しいらしい。
モンスタープラント（捕獲レベル測定不能）【植物獣類】
通称「モンプラン」。複数の蔓を持つ巨大な植物獣類。本来はグルメ界の生物であるが、四獣の侵攻の際に牙王の毛に引っ付き虫状の種子が付着した状態で人間界に運ばれ、「バロン諸島」で芽を出す。驚異的な再生能力を持ち、蔓を切断されても本体を倒さない限り何度でも再生する。地中の本体は巨大な栗の殻が存在し、そこから棘を飛ばす事が出来る。本体の殻は破壊されてもすぐに再生する。
ザウスによれば前回の四獣の襲撃の際にも人間界に運ばれた。普通の栗のイガと違い、モンプランの栗のイガは細かく砕く事で食材になる。

### 劇場版オリジナル
劇場版 トリコ 美食神の超食宝
インフィニ・ビー
アカシアのスペシャルメニューに誘うと言われる伝説の蜂。「光求める蜂は太陽の如き黄金の地に現る」伝説があり、グルメ界と人間界を自由に行き来出来る。
クラウドシャーク（捕獲レベル測定不能）【分類不明】
ハングリートライアングルの雲の中に住んでおり、鯨のように巨大。トリコたちの乗っているマッハヘリを襲おうとした。
電磁ウナギ (捕獲レベル測定不能) 【分類不明】
人間界とグルメ界を結ぶ海に棲む超巨大ウナギで、体から強力な電磁波を放出する。そのせいで、十夢のマッハヘリの計器がいかれて墜落した。
サバナドラゴン (捕獲レベル測定不) 【分類不明】
ツンドラドラゴンの祖先と言われる巨大ドラゴン。
ジンベエガメ (捕獲レベル測定不能) 【分類不明】
読者から応募したグルメモンスターコンテスト入賞作。亀の甲羅を背負った大きな鮫で、大きなものだと体長は50mにも及ぶ。市場にも滅多に出ない希少食材。
バルーンフロッグ (捕獲レベル測定不能) 【分類不明】
読者から応募したグルメモンスターコンテスト入賞作。喉を膨張させて空を飛ぶ小さなカエル。子どもたちにも大人気で、イベントなどでも売られている。
スカーレットペッパー
読者から応募したグルメモンスターコンテスト入賞作。辛さのあまり、実自体が燃えているとうがらし。調理を誤ると消し炭になってしまう。最後のパーティで、ゾンゲが食べて火を吹いた。
ウルフファイアードラゴン（捕獲レベル測定不能）【分類不明】
読者から応募したグルメモンスターコンテスト最優秀作。
かつてグルメ界に生息したという巨大なドラゴンで、こいつのいる場所では魔獣デスゴールさえ全滅したという。全てを食い尽くし世界を終焉に導くことから、「大魔獣エンドロス」の名で呼ばれる。
旧第1ビオトープの保冷庫に厳重に封印されていたが、ギリムに封印を解かれて復活。四天王を圧倒するも、まだ解凍が完全に済んでいなかったためその箇所を突かれて倒され、弱ったところをギリムに吸収されてしまう。

## 世界観・地理
本作品の世界観は赤、青、緑、白、黒の五つの宇宙が存在し、トリコたちの住む世界は赤い宇宙にある「地球」と呼ばれているが、実際の地球よりも広く、人間が生活圏にしている「人間界」だけでも現実世界の地球の倍以上、直径は少なくとも22万キロとされている。ココ曰く、数十億年前の地球は地図上の中心部程の規模しか無かったが、数億年前にグルメ細胞を持った鉱物が飛来し、それが地球内部のエネルギーを吸って成長し、長い年月を経て新たなマントルや地殻を作りながら元の地球の何倍もの大きさに膨張したとされる。人間の住んでいない未開の土地は「グルメ界」と呼ばれ、人間界を取り囲む様に存在しており、人間界よりも遥かに広い。グルメ界は人間界とは全く異なる独自の生態系を持ち、太古から伝わる未知の食材の宝庫とされるが、相当にレベルの高い実力者でなければそこへ行く事は不可能らしく、美食屋の中でも実際に行った事のある者は少ない。
カカによればグルメ細胞飛来時から地球は調理され続けているらしく、その調理の過程を経て旨味が増幅されていった結果、現在の地球は元の体積の659倍にまで膨張している。地球の調理の過程で数百年に一度、地球の旨味が食材として滲み出たものが一般に伝えられているアカシアのフルコースであり、地球のフルコースとも呼ばれる。実はその調理の主導者こそ、グルメ貴族ブルーニトロである。過去の巨大隕石の衝突や火山噴火、氷河期等の天変地異も全て地球の旨味を引き出す為の調理工程であり、グルメ日食も単なる火加減であった。第二部の時点で調理は最終段階に差し掛かっており、次のグルメ日食で完全に熟成した後に崩壊する。
作中世界の科学力は高く、500年前の「グルメ戦争」の時点で既に核兵器が使われていた。通貨単位は「円」。

### 人間界
地球の中心部に位置する場所。クッキングフェス編で三虎の放ったメテオスパイスにより食材が枯渇する程の壊滅状況に陥り、生の食材が全て高級食材扱いで且つ値段が100倍以上に高騰し、強化ガラスのショーケースに入れ警備員を雇って厳重保管する程だったが、ビリオンバードの復活を機にIGOがグルメ時代を復活させようとしている。

#### 人間居住
普通に人が安全に生活出来る地帯。都市部だったり、自然と共存して生活している。
スウィーツハウス
トリコの住むお菓子の家。スマイルが建てたがトリコがすぐに食べ尽くす為、過去何度も改築されたらしい。賞味期限は一応1年は保つ。後に「スウィーツキャッスル」と言う巨大なお菓子の城に改築されたが、記念パーティーに小松達を呼んだ所、一晩で食い尽くされた。その後は通常通りスウィーツハウスが再築されている。
ホテルグルメ
小松が料理長、スミスが支配人を務めるIGO直轄の高級ホテル。作中当初は五ッ星で十分に高級レストランの部類であるが、本作品に於けるレストランの最高ランクは十星なので、小松自身はまだ半人前と語っている。後に小松がセンチュリースープを完成した事が切っ掛けで、六ッ星ホテルへと昇格し、最終決戦終了後は十ツ星に昇格。トリコとリンの結婚披露宴が行われた。
トリ港（とりこう）
トリコと小松がバロン諸島に向けて旅立った思い出の港。世界で一番多くの食材を発見したトリコが利用した事から、第二部で名付けられた。
グルメ中央卸売市場
通称「世界の台所（ワールドキッチン）」。世界中からありとあらゆるグルメ食材が集まる市場。総面積は3000ha。一日に入荷される食材の量は90万tで、連日1兆円もの金が取引される。ここで十夢が卸売業を営んでいる。
グルメフォーチュン
ホテルグルメから900kmに位置する古くから易学で栄えた占いの街。猛獣が襲い掛かる事があるが、占い師が猛獣の出る時間帯を占い、住民がそれに合わせて毒壁で出来た家に身を隠す為、これまで住民が猛獣に襲われた事が無い。フグ鯨出現やゼブラ出所の情報の発端はこの街であり、ココも仕事場を構えている。
グルメタウン
通称「満腹都市」。最高十星のレストランが入っているグルメタワーや節乃食堂等がある大都市で、駅の平均利用者数は2500万人以上と言われる。街に入る為にグルメIDカードを改札口で提示する必要があるが、10000円払って入る事も可能。
節乃食堂
グルメタウンの外れにある節乃が経営する小さな食堂。料理はとても美味いが、食材の気分が良い時にしか営業せず、10年先まで予約が満杯になっている。地下は広大な厨房があり、センチュリースープを始めとする様々な料理の下拵えをしている。
Bar ヘビーロッジ
グルメタウン中心部にある、モリ爺が経営する酒場。世界中から食の情報や仕事を求める美食屋が日々訪れる。腕利きの美食屋を求める依頼人も多く「出会いの酒場」とも呼ばれる。アニメは美食屋達に武器や防具、ノッキングガン等の販売も行っている。
グルメタワー
世界中の料理を味わえるナイフとフォークの形をした二つの巨大タワー。上階の店の殆どは一見の客を断る。作中では七ッ星の焼肉屋「へるスィ〜」・ルルブーの七ッ星の料亭「ガッツ」・ユダの十星レストラン「膳王」本店等が登場している。
ネルグ街
IGO非加盟のグルメ犯罪都市でジダル王国に近い場所にあるマッチとその部下達の出身地。治安が非常に悪く、流通の禁止された食材が公然と出回る無法地帯で、グルメ刑務所に収監されている囚人の役1割がこの街の出身であり、犯罪者生産工場と揶揄される。
アニメでは食材を不当に牛耳る悪者達の所為で子供達がひもじい思いをしており、マッチは彼らから奪った食材を分け与えているとされる。
ライフ
「癒しの国」と呼ばれる場所。世界中の重症者や病気の患者が最先端の医療でなく、自然の癒しを求める為訪れる。その為、効能のある幾つものドクターフィッシュ等が存在する。美容に良いものもある為、サニーの様に美容目的で訪れる人も居る。国のすぐ近くの「癒しの森」に天然の治癒道具の原料がある。
療樹マザー・ウッド
ライフに一番高く聳える木。別名「食の宿屋」と呼ばれ、多くの再生屋が宿を構える場所。再生屋が多く居る為、世界中から食材の再生依頼が来る。与作の再生所もこの中の一室にある。
フードライン
通称「グルメ建設都市」。レストランやスーパーマーケット等の建設・インテリアデザインを始め、グルメ病院やグルメ図書館などの建設工事といった国やIGOの公共事業も手掛ける企業が多く集まる都市。名のあるグルメ建築家やグルメデザイナー等のグルメ専門クリエイターを多く輩出する事でも有名な街で、スマイルの「food建設スマイル事務所」もここにある。
レインタウン
常時雨が降っている町。この町の店でトリコとサニーがグルメ界の突入方法について話していた。
グルメ横丁
ゆうじの八ッ星のホルモン焼きの店「土竜」があるグルメの下町。名称のみ登場。
ジダル王国
ダーニル・カーンが治めるIGO非加盟・国際監視対象国で、治安が非常に悪くグルメ犯罪の横行する治外法権。別名「食のるつぼ」。グルメ八法の縛りを受けておらず、闇ルートで麻薬食材や高級食材が多く流通しており、希少な食材は全てジダルに集まるとも言われている。国王の失踪後、グルメヤクザと地下料理界によって統治され犯罪が激減し、特に身寄りの居ない子供に優しい国になったとされる。
グルメカジノ
ジダル王国中心部にあるカジノ。ジダル王国の国営とされているが、ダーニル・カーンがカジノの管理をライブベアラーに一任している。幻の高級食材から裏社会でしか手に入らない非合法食材等、あらゆる食材が景品として集まり、連日100兆円もの金が動く。購入したグルメコインを賭ける一般メインエリアの他に、食材と人の命を賭けの対象とする「VIPエリア」、人の記憶を賭ける「裏VIPエリア」も存在する。地下深くに捕獲レベル60以上の猛獣を保管する特別食材貯蔵室やライブベアラーが今までに集めた食の記憶を保管した部屋がある。
ジダル王国王宮
グルメカジノより西へ600kmの地点にある。原作ではダーニル・カーンの部屋と外観の一部が描かれたのみだが、アニメ版では内部の一部も登場しており、グルメピラミッドに匹敵する巨大さである事が明かされている。
スキルガーデン
多くの職人達が拠を構える森で、「匠の森」とも呼ばれる。食の占い師・モンチーの店「占い鮨」もここにある。
ノッキングラウンド
別名「停止した大地」。鉄平がここに拠を構えている。
粗食の丘
グルメ騎士が拠点にしている場所。粗食地帯と呼ばれる程に質素な食べ物しか無い。
エコランド
粗食の丘の近くにある村。電気もガスも水道も通っておらず、村人は大自然の恵みだけで暮らしている。
雲隠れ割烹
ロストフォレストにある十星料亭。とても繊細で、食義を心得た者でないと食べられない特殊賞味食材ばかりを扱う。その為、礼儀を知らない客から食材を守る為にロストフォレストで営業している。隠形樹で建てられており、乱暴な生物が近付くとたちまち姿を暗ませる。
連載前は貴重な食材を狙うグルメ盗賊を撃退する為の罠が仕掛けられていたが、自分で描いてて意味が解らなかったとの理由で没にされた。
食林寺
食の作法を極める寺。食義を習いたい一般人や料理人、グルメ企業の新人研修で入門する門下生が多く、その数は年間で10万人。多くの者は世界中の支部に入門している。本部はロストフォレストの中にあるが、森の深さに一般人は場所が特定出来ない為「雲隠れの寺」とも呼ばれる。隠形樹だけでなく、行儀の悪い者に攻撃を仕掛ける素材で出来ている。食林寺行きの判決を受けたグルメ犯罪者達（グルメ犯罪者の中でも比較的罪の軽い者らしい）はここで食義を叩き直され、修行を終えるまでは出所出来ない（仮に脱走を試みてもロストフォレストからの脱出は不可能である）。
フードパーク広場
人間界中心部にある約8億人もの人数を収容できる公益広場。総面積は600平方km。数々のグルメイベントの他、有事の際は避難場所にも使われる。四獣が人間界に進行してきた際にも使われたが、最終的にこのフードパーク広場の近くのビル郡が四天王と四獣本体との決戦の場になった。
クッキングアイランド
四年に一度、クッキングフェスが開催される「料理人の聖地」と呼ばれる島。広さは1万8千平方km。観光客は一日平均一億人、年間では360億人を超え、フェスの開催日ともなると全世界から10億人もの客が島を訪れる。
クッキングスタジアム
クッキングフェスのメイン会場となる鍋の形をした巨大スタジアム。広さは35平方km。収容人数は1億人。内部に十星ホテル「ホテルクッキング」等の宿泊施設がある。
ライスビーチ
クッキングアイランドの名所である米で出来た砂浜。750m沖に「たこ焼き島」がある。クッキングフェスの予選第一回戦である「トライアスロンクッキング」のスイムの会場になった。

#### 大自然
グルメ食材が、主にある地帯。美食家は主にグルメモンスターや、大自然の脅威に晒される。環境を利用して修行場所として利用される所もある。
ガララワニ編
バロン諸島
約20万種の生物（アニメでは約5万種）が生息する諸島。危険区域に指定されている為、生命保険が適用されない。「バロンフェンス」と呼ばれる狭く複雑に入り組んだ岩礁に囲まれており、抜けるには小型船舶とベテラン操縦士が不可欠。上空は怪鳥が制空権を握っており、ヘリでは近付けない。この諸島の食物連鎖の頂点に君臨しているのがガララワニ。
後に四獣の牙王に破壊され、アニメでは牙王の毛に付着していたモンプランがこの地で発芽した。
フグ鯨編
洞窟の砂浜
近年フグ鯨の産卵場となっている海岸。その海岸は洞窟の中にあり、海は非常に透き通っている。そこまで行くルートは二つあり、一つは全長数十km、深さ800mにも及ぶ迷宮の様な洞窟を抜けるルート。そこにはデビル大蛇を筆頭にした危険な生物が沢山居る為、行ける確率は0.1%（プロの美食屋で1000人に一人）。もう一つ海側からのルートがあるが、そのルートを通り抜けるには深海1.000mまで潜る必要がある為、さらに確率が低くなる。
後に四獣の一角、牙王によって入り口を破壊されてしまう。
バトルアイランド
猛獣達の闘いが日々繰り広げられている島。バトルフラワーやビックリアップルが生息している。現時点では名称のみ登場。
ピースフルアイランド
ニコニコマナティ等が生息する世界一平和といわれる島。現時点では名称のみ登場。
バッカスアイランド
「酒の楽園」と謳われる島。マンサムのフルコースメニューのメインであるバッカスドラゴンが主として生息している。現時点では名称のみ登場。
BBコーン編
北ウール大陸
総面積1億2000万平方kmある人間界で3番目に広大な面積を誇る大陸。赤道から20〜30度に位置し熱帯のジャングルから巨大な砂漠まで様々な気候と環境が織り成す土地である。
ウール平原
ウージャングルを取り巻く平原地帯。ピースフルフラワーや酒ヤシの実などの多くの植物が生えている他、ストロヘビィーのような待ち伏せ型の猛獣も生息している。
ウージャングル
ウール大陸にある、食獣植物が多く生息するジャングル。通称「植物地獄（ヘルプラント）」。植物の成長速度が尋常ではなく、凄まじい勢いでその範囲を広げ続けており、森に入った者を迷わせる。木の上にはBBコーンが群生している。
ウール火山
ウージャングルから北へ約1500km行った所に位置する火山。積み重なった岩は地下のマグマによって高温となっており、一番上の岩の温度は50度、一番下は1200度もある為、BBコーンを炒るのには最適な場所と言える。火山灰は程好い塩分を含んでおり、調味料として使用できる。
センチュリースープ編
アイスヘル
年間の平均気温が-50度を下回る極寒の大陸。その為、猛獣の捕獲レベル以上にその気候で危険区に指定され、過去にこの島に上陸した美食屋達が氷漬けになっている。
「美食の冷蔵庫」と呼ばれ、冷凍技術が無い時代には当時のグルメ家たちがフルコース食材の冷凍保存の場にしていた。そのため中央の氷山にはその時に氷付けにされたあらゆる食材が収められた氷柱「グルメショーウインドー」が存在している。
後に四獣、マウントタートルによって粉々に破壊されてしまった。
アイスサバンナ
第一陣別動隊組が通った東側の迂回ルート。アイスジャガーなどの屈強な猛獣が生息しており、多くの美食屋が犠牲になった。
ガウチ平原
第一陣ゾンゲ組が通った西側の迂回ルート。ガウチが大量に生息している。また、この近くにはグルメショーウインドーのある氷山に続く隠し洞窟への入り口がある。
グルメショーウインドー
極寒の大陸アイスヘルの中央に聳える氷山。冷凍保存や品種改良の技術を持たなかったかつてのグルメ家たちが己のフルコース食材を保存するのに利用していた為、氷の中に当時の食材が入っている（その殆どが絶滅種の食材）。その荘厳さから、再生屋・鉄平をして「グルメ世界遺産に認定されるかもしれない」と言わしめた。
センチュリースープを手に入れる事ができる唯一の場所でもあるが、過去の抽出によりトリコ達が訪れた時は既にスープが枯渇寸前だった。そして鉄平が最後のスープの一滴を搾り出す為に締め上げた事により、完全崩壊した。後にこのスープは最後の一滴を呑んだ小松により僅か半年の速度で完成された。
オゾン層編
ベジタブルスカイ
標高数万mの雲の上にあると言われる天空の野菜畑。一度行った人の殆どが菜食主義（ベジタリアン）になって帰ってくると言われている。採れる野菜は全て新鮮且つ美味で栄養価が高く、食べてから短時間で胃腸がストレスを感じる事無く消化されてしまう。野菜の王様であるオゾン草もここに自生している。
上空には怪鳥の住み処がある為、飛行機で行く事は出来ず、空の上から垂れている「スカイプラント」の蔓（通称天からのいざない）を、自力でよじ登っていく必要がある。
メルクマウンテン
標高約4000mの鉱山。頂上にはメルクの工房がある。工房まで続く大きくて長い階段を初代メルク自身が造った事が名前の由来になっている。上空は怪鳥が飛んでおり、空から行く事は出来ない。
ヘビーホール
メルクマウンテンより北へ約30km、更にその地下数万mに存在する洞窟。人間界で最も深い洞窟とされており、メルクの星屑の採掘場でもある。特殊な磁場と気圧の影響から、地球の引力の影響を受ける過酷な場所。猛獣の捕獲レベルのアベレージは50を超えている。
サンドガーデン
総面積3900万平方km、人間界最大の砂漠地帯であり、米・黒糖等の「グルメ砂漠地帯」、ダイヤ・砂金等の「ジュエル砂漠地帯」、石油・レアアース等の「資源砂漠地帯」と言った砂漠が存在し、デザートラビリンスもこの砂漠地帯の一角に過ぎない。この場所に来るには、リフトハウスに乗って1ヶ月間掛けて「砂塵の谷」を渡らないといけない。
デザートラビリンス
グルメピラミッドを取り巻く広大な赤い砂漠。砂に含まれる鉄分（太陽の光で酸化）や猛獣の血で赤く見える。多くの美食屋が足を踏み入れたまま帰って来ない事から「美食屋の墓場」とも呼ばれる。迷宮の様に入り組んだ蜃気楼が旅人を惑わせる。気温も60度を超えサンドガーデンでは歩けたラクダがダウンする程の別格の暑さとなる。
黒の湖
巨大な蓮の葉が浮かぶ黒い湖。危険区に指定されている。アニメでは青みの強い火山岩や赤土や黄砂の色が湖に混ざって黒く見えると説明されている。
Bar「メリア」
黒の湖に浮かぶ酒場。店主のメリア（声 - 永野愛）がGTロボ（人間型）を使って経営している。一般人が入る事の出来ない危険区にある為、他人に聞かれるとマズい話をするのに都合が良い場所とされており、SPを連れた国の大統領や大臣クラス、カタギではない者が、危ない取引や交渉の場に使っている。作中ではトリコと小松がここで生身のスタージュンと遭遇した。
モルス山脈
人間界で第5位の高さを誇る、標高1万5千mを超える大山脈。1000を超える川や湖があると言われ、その麓にはデスフォールがある。水は栄養をデスフォール内の洞窟に吸い取られており、透明度が高い。
デスフォール
「処刑の滝」と呼ばれる世界三大大瀑布の一つ。1kmもの厚みがあり、毎分一兆リットルもの水が巨大な岩や樹、猛獣と共に流れ、近付く者全てを水のギロチンで処刑すると言われる。滝壺は巨大な渦が発生している為水中から潜入する事は不可能。滝の裏には猛獣は居ないが、迷宮の様な洞窟があり、その奥にサンサングラミーが生息している。
鍋池
グルメ世界遺産の候補にも挙がった300平方kmの池。水深200m、貯水量25立方km、透明度15m。
池の底に生えるわかめ蛇やコンブスネーク等から出た出汁によって水が天然の出し汁になっており、それを栄養として育ったマダムフィッシュ等の美味しい魚が泳いでいるが、周囲には喧しい猛獣が生息している。
酒豪諸島
様々な酒で出来た海「酒海」の中心にある島々。色んな種類の天然の酒が獲れ、次郎やマンサム等、世界中の飲兵衛達に愛されて（次郎は多い時は週8のペースで来島）いる。生息している猛獣は全て酔っぱらっている者ばかりである。
酒乱島
酒豪諸島中心の島。酒はもちろん天然のつまみや発酵食品も獲れる。
ドドリアンステーション
約100km先にドドリアンボムが実る樹がある世界一臭いと言われる駅。ドドリアンボムの残り香の影響でかなりの悪臭を放ち、その臭いは乗車客が瞬時に窓を閉め止まった列車が速く駅を発車する程。
ロストフォレスト
総面積3000万平方kmある人間界最大の樹海。特殊な磁場の影響で電波を妨害されている為、ここでは羅針盤やGPSは使用出来ず、食義を体得した一部の者を除いて殆どの一般人は一度迷うと二度と出られない。
バブルウェイ
食林寺の裏山に伸びる果てしなく長い泡の道。猛獣や植物はおろか、水も食料も無い。食への感謝を極限まで高め、食没を習得した時にシャボンフルーツが現れる。

#### IGO関連
IGOが管轄している地帯。グルメ食材を管理するビオトープや、監獄等、実生活の「公」の部分にあたる。
第8ビオトープ
IGOの所有するビオトープガーデンの一つ。荒野の様な地面が広がり、周りを高く分厚い壁が取り囲んでおり、その裏にも広い堀が存在する等、猛獣が脱走しない様工夫がされている。安全の為ゲートから5km圏内に捕獲レベル5以上の猛獣が居る場合はゲートを開ける事が出来ない。虹の実が実ったが、樹の周辺にトロルコングが巣を作っており、捕獲は困難を極める。ここに一龍のフルコースの前菜であるミリオンの種が隠されていた。
第2ビオトープ
IGOが所有するビオトープの一つ。海上に造られており、研究所内からは様々な魚介類を一望できる。
アニメでは船で来ると海の猛獣に襲われる為、空からしか行けない他、シャトルタートルに乗って別にエリアを行き来する事が明かされている。
第1ビオトープ
「リーガル島」に造られたIGO最大のビオトープ。面積は一孤島丸ごとで、50万平方km。周囲は5000m級の山脈が連なり、外から島の景観を見る事はほぼ不可能。IGOが研究の為に放った品種改良生物やクローン動物が独自の生態系を築いている。猛獣達の強さもビオトープ随一で、捕獲レベルのアベレージは27。「美食の庭園（グルメガーデン）」とも呼ばれ、一般人の観光も可能だが、入島制限により観光客は年間100万人までとされ、予約は5年待ちである。
一龍のフルコースのメイン「ビリオンバード」の卵が隠されていた。
グルメコロシアム
第1グルメ研究所内に存在する猛獣達の闘技場。猛獣の戦闘力と捕獲レベルを測る目的があるが、権力者や富豪の道楽場として利用されている。得られた収益を利用してグルメ税の払えない貧しい国に食材を配給している。
黒草の草原（ブラックカーペット）
辺り一面に黒草が生えている草原。
マッシュルームウッド
様々な茸の群生地。
白い森林（ホワイトフォレスト）
リーガル島で最も数多くの猛獣が生息する森。
いにしえの沼地
太古の猛獣が数多く生息する通称「食の博物館」。猛獣同士の食物連鎖が盛んに行われている。
デビルアスレチック
「悪霊たちの遊び場」とも呼ばれるアスレチック。幾つものルートに分かれており、どのルートも10個のステージにそれぞれ住む猛獣と闘わなければならない。
リーガル高原
高さ3000mの断崖絶壁「リーガルウォール」を登った先にあるリーガルマンモスの住処。その地面はリーガルマンモスに捕食された動物の骨で埋め尽くされている。そこに至るまで、猛獣が多数生息するビオトープ内の複数のエリアを跨いで行かなければ行けない。
IGO本部
海上に存在し、上空から見ると巨大な御膳を模した構造になっている。内部には局長会議が開かれる会議室等の施設が存在する。クッキングフェスでは一龍がグルメ界に行っており、残った局長達もNEOの一員だったウーメン梅田に惨殺された為、完全に機能が停止した。
ハニープリズン
A級食犯への刑が執行される世界3大グルメ刑務所の中でも、収容可能人数1億人と最大の規模を誇る陸のグルメ刑務所。蜂の巣の様なファンシーな見た目だが、護送獣・コンボイサウルスによって世界中から日々運ばれ、収容される囚人は全員終身刑で一度入ると二度と出られない。グルメ時代の最大の幸福である「食する」事を奪う「刑のフルコース」を囚人に行う。
黄泉への門
ハニープリズンへと続く死季の森と外界とを隔離する巨大な門。ギガホースによるグルメ世界一周の観光名所の一つとなっている。
死季の森
ハニープリズンが脱獄不可能と言わしめる理由の一つである森。黄泉への門からハニープリズンまでにある数十kmもの長い道のりの森で、獣溶霧凍（じゅうようむとう）の死季で形成される。見張り役のAランクの処刑獣が徘徊していたり、全12か所に長さ1km以上の巨大開閉橋が設置されていたりと、その危険度はグルメ界にも匹敵する人間界の危険地帯と呼ばれる程。
獣季（ビーストシーズン）…3月 - 5月。「森の魔物」と呼ばれる溶岩大亀（通称マグマトータス）を筆頭した平均捕獲レベル60の猛獣たちが蔓延るシーズン。
溶季（マグマシーズン）…6月 - 8月。辺り一面マグマが現れるシーズン。気温も70度を超え、歩くだけで火傷を起こす。
霧季（ミストシーズン）…9月 - 11月。1m先が見えない程の濃い霧が発生するシーズン。霧は毒ガスで3回呼吸しただけで心停止する。
凍季（フローズンシーズン）…12月 - 2月。3ヶ月止む事の無い‐200度の猛吹雪が発生するシーズン。凍った針草が吹雪で飛んでいく為、外傷も与える。アニメ版では数年に一度吹雪が止む「休寒日」と呼ばれる日がある事が判明する。白い悪魔の猛獣ソードホーンが現れる。
スカイプリズン
「空の監獄」と呼ばれる世界3大グルメ刑務所の一つ。上空1万mに漂う。辺りには竜巻が頻繁に発生し、人肉が大好物の怪鳥が飛び回る。
プリズン サブマリーン
「海中の監獄」とも呼ばれる世界3大グルメ刑務所の一つ。深海2千mに存在する。周囲の海水は約400気圧の水圧が掛かり、凶暴な肉食魚が泳いでいる。
ビックリ島
ビックリアップルを栽培する目的の為だけに利用されているIGOの所有する島の一つ。美味なビックリアップルを育てる為に四六時中爆弾を打ち上げており、その為島の人口は0人である。ここで年に一度の「仰天祭」が行われる。

#### 美食會関連
美食會に関連する地帯。
美食會第6支部
高い山の上にそびえ建つ城。
ソーンウッド
「非愛の森」と呼ばれる、鋭い棘の様な木々が連なる森。ここに美食會の本部がある。
美食會本部
中世ヨーロッパの古城のような外観をしており、内部には支部長、副料理長、料理長が集う会議室等の施設がある。アニメでは、クッキングフェスの混乱の最中にNEOに寝返ったジョージョーによって爆破された。
ダストゾーン
腐臭の漂う生ゴミの島。元々は海だったが、上空にある悪魔の厨房「美食會ダイニングキッチン」から降る毎日数万tに及ぶ大量の生ゴミの雨が陸地を形成し、生ゴミを貪る猛獣も生息している。
アニメでは食材の最も旨い部位のみを取り出し、それ以外を廃棄している描写がある。

#### 歴史的建造物
その荘厳さから、「グルメ七不思議」や「グルメ世界遺産」に認定されている。
グルメピラミッド
世界のグルメ七不思議の一つと言われる古代の遺跡。中は複雑に入り組んだ迷宮となっている。地面からの高さは約500mと推定される巨大なピラミッド状の建物だが実はこれは氷山の一角で、地中に隠れている更に超巨大な宮殿の屋根の一部分に過ぎない。その内部には、ニトロの集団によるメロウコーラ採取を始めとする猛獣の調理の様子を描いたと見られる壁画や未知の古代文字で書かれた料理のレシピ本、さらにはニトロが乾眠状態で眠っていた棺等が残されており、いずれもニトロが開花させた文明の名残と言われている。生息する猛獣は殆どが特殊調理食材で、ただ倒しても美味しい食材にならないものばかりである。
グルメ神社
グルメ世界遺産の一つで、アカシアを祭る神社。境内の面積は8万平方kmで、グルメ祈願や食厄払いの為に年間90億人もの人が参拝に訪れる人気パワースポット。露天も非常に多いが、出店を希望する店があまりにも多い為、実際に店を出せるのは毎月抽選で選ばれる数千店のみ。参拝客はホーリーウォーターで手や口を清め、アカシアのフルコースを祭る7つの食殿を順に礼拝し、最後に本殿を礼拝する。
年に一度「食男選び」が行われており、美食杉で作った巨大なまな板から包丁を抜く事と美食杉（通称グル樹）の実から一つだけ当たりの金色の実を探す事で決定される。アニメは食男に選ばれるとその年の七五三の日に千歳飴を配る事となる。

#### グルメ界への入界ルート
人間界からグルメ界へのルートは、まず「陸」「海」「空」の3つの中から選ばれる。しかし、「海」のルートは死の海流「毒潮」が流れ、「空」のルートは巨大なサイクロンの壁が形成されており、入界リスクが非常に高い。その為多くの者は「陸」のルートを選ぶが、それでも殆どの者は生きて帰って来る事の無い危険な場所である。「陸」のルートは「ザーベル島の命の滝壺」「ユトウ島の悪霊たちの港」「ワック大陸の三途の道」の三つがある。
命の滝壺
IGO防衛局管理「第18関所」で管理されている崖。三つある「陸」のルートの中で、最も邪魔が少なく入界しやすいとされているルートだが、それでも帰還者はほ殆ど居ない。人間界とグルメ界との間に大きな海抜の差を形成している為、グルメ界の猛獣達に対する防御壁の役割も果たしている。命の滝壺と呼ばれる由縁は、グルメ界に挑戦するため飛び込む毎年数百人の挑戦者の殆どが生きて帰って来る事の無い様を、あたかも命を落とす為に飛び込んでいるかの様に喩えられる事からである。加えて、標的を視界に捉えると無造作に攻撃する習性を持つ猛獣・ブレスドラゴンが、命の滝壺から飛び込む者を空気の砲弾と化した鼻息で狙撃してくる為、着陸するまでの間すら死と隣り合わせの状況が待ち受けている。
三途の道
三つある「陸」のルートの一つ。人間界とグルメ界が陸続きで繋がっている為、グルメ界の猛獣が人間界に迷い込んで来る事があるが、グルメ番長・愚衛門がそれを食い止めている。ここからやって来る猛獣の数は多い時で一日数百匹ほど。
悪霊たちの港
三つある「陸」のルートの一つ。3つのグルメ界への入界ルートの中で、最も危険度が高いと言われている。
第二部で四天王と小松が本格的にグルメ界に旅立つ際、オクトパスイカに乗ってここへ向かった。グルメ界から猛獣が毒潮を越えてやって来る他、捕獲レベル200以上の猛獣をも殺す茨の様な海「棘波」が襲い掛かる。
ユトウ島に入れても侵入者を巧みに欺く霧「リアルミスト」に囲まれており、多くの難破船がある。霧が晴れても島が迷宮の様に入り組んでおり、攻略は困難を極める。

### グルメ界
地球上の約7割の領域を占める広大な場所。ブルーニトロがグルメ細胞を投下した事で誕生し、かつてはパンゲアと呼ばれる一つの巨大な大陸だったが、何十億年もの大陸移動を経てアカシア(地球)のフルコース毎にエリア1 - 8の八つの大陸に分かれ、それぞれの大陸を八王が支配する様になった。かつてアカシアがGODを始めとする多くの食材を発見した場所で、「グルメ界」の名前も約500年前に付けられた。
「食の楽園」と呼ばれ、多くの人がグルメ界に憧れて足を踏み入れた時期があり、入った者が誰も戻って来ないのは天国の様に魅力的だからだと思われていた。唯一生還できたジャーナリストのハッチの証言によって、実際は異常気象だらけの天候と捕獲レベル100超で人類の近代兵器をものともしない凶暴な猛獣達が蔓延る「地獄」であり（夜は更に危険度が増す）、帰還者が居ないのは全員がただ単に死んでいった為であると判明。程なくIGOはグルメ界全域を危険特定区域に指定し、以来各地に設けた関所で人間界とグルメ界を隔離している。しかし、人類に殆ど知られていない新たな食材の宝庫である事は事実であり、弱肉強食で生きる場を追われた獣ですら基本的には人間界への進出をしない程にグルメ界の食材は美味である為、現在でも命を掛けてグルメ界に挑戦する者は後を絶たない。グルメ界は特殊な磁場により一切の電波が遮断され、人工衛星蛸等による撮影も不可能とされる。
グルメ界で生き抜く為には、集中力を限界まで高めた状態を常に維持し、1/100秒も油断せずに周りを観察し続けるのが基本である。高度な戦闘力はもちろん、それ以上に刻一刻と変わる異常な環境への適応力が要求される。そこまでのレベルに到達し、グルメ界に入る事の出来る者は、美食屋の中でも限られている。現時点でグルメ界に入れる事が確認されているのは、美食會の副料理長クラス以上・一龍・次郎・節乃・第0ビオトープの職員達の十数名。トリコ達四天王はまだグルメ界の猛獣とやっと互角に闘える程のレベルで、以前トリコとサニーは単身でグルメ界に挑戦して危うく命を落としかけた事があった。その為四天王は、一龍・次郎・与作ら先人達の指導の下、グルメ界攻略に必要な力を体得する為の修行に励んだ。
クッキングフェスティバルの騒動終了後、トリコは小松を助けに単身グルメ界に乗り込み小松と2人で2年近くグルメ界で生活をし、人間界に戻った後、四天王と小松の5人でアカシアのフルコースを探す旅に出掛ける。

#### エリア8
人間界に最も近いユトウ島から行けるあらゆる種類の雨が降る「雨の大陸」。人間界から東側に存在している。特にアカシアのサラダ「エア」が実る中心部の「のろま雨の丘」へ向かう土地は地図上では海になっているが、実際は様々な激雨が降る荒れ地。大陸を支配する八王の一角・ヘラクレスの呼吸の影響で気圧が非常に低く、ヘラクレスの吐き出した空気が上昇気流となって様々な雨を降らせていたが、小松がエアを調理した後はエアから噴出した栄養満点の空気により雨が晴れ、辺り一面に花が咲き乱れた。
黄金の沼（こがねのぬま）
グルメ百景の一つで、ユトウ島とエリア8本島を結ぶ砂金の沼。この砂金は「クリアゴールド」で、とても比重が大きく透明度が高い。沼に沈むこ事無く、歩いている様に泳げる。
上空にはリアルミストが何万年も蓄積した「鋼雲」があり、数百年に一度、その重さで地面に付く程雲が沈む時に、浮力を得るべく鋼鉄の足形の雷雨「アイアンステップ」が降る時期がある。一度雲が沈むと数年間は浮き上がらず、雲が沈む前に沼を渡り切らないとゴールドラビリンスに吸い寄せられる。
ゴールドラビリンス
黄金の沼の底に広がる広大な迷宮。一度入ると引き返す事が出来ず、食運に恵まれていないと脱出できない。
妖食界
グルメ界に存在する「7つの文明」の一つ。エリア8の西に位置するブランチの出身地。ダルマや河童、鬼等の妖怪が生息しており、底抜けに明るい住人によって非常に活気付いている。先祖はかつては普通の人間だったが、大昔に四獣に拉致され、ニトロの奴隷にされてニトロに注入されたグルメ細胞の影響で妖怪の様な外見にされた過去を持つ。
天狗の城
ブランチの経営する怪奇食堂。料理は非常に美味しいが、人間界に支店が無い上にグルメ界にある特性から、店を訪れる事が出来る人間は限られている。その為、一般人はたまに人間界に出店される「妖食物産展」やごく限られたアンテナショップでしか店の料理を食べる事が出来ない。
河童温泉
妖食界の怪奇谷にある温泉。
鬼ヶ村、河童谷、天狗山
妖食三獣士のディナー、ノッシュ、ブランチの出身地。名前のみ登場。
のろま雨の丘
エリア8の中心部に位置する土地。アカシアのフルコースのサラダ・エアが実る「エアの巨木」があり、エアの実の影響で密度の濃い特殊な空気が充満しており、大粒の雨が非常に遅く降ったり海中にいる様に身体が動きづらい。
IGOと美食會の決戦に於いて、この場所で会長の一龍が第0ビオトープのメルク、アタシノと共に美食會ボスの三虎と対峙した。
スターダスト・ヒル
大小様々な隕石の雨が無数に降り注ぐ丘。
蜂の巣平野
レーザーの雨が降り注ぎ、地面に無数の穴が開いている。
毒雨草原
劇毒の雨が降る草原。
馬王の丘
エリア8を支配する八王の一角、ヘラクレスを始めとする空気を食べる「大気食」の馬が多く生息している。空気がとても薄く、実から空気を生産する樹「エアツリー」が大量に生育している。
大気の庭園
妖食界東部にある村の外れの庭。栄養豊富な雨と局地的な太陽光により多くの植物が育ち、植物の光合成により酸素が豊富。
行く末の島
エリア8南南東にある島。旅立つ者の前途を暗示する。
はぐれ島
行き場所を失ったかのように上空をさまよい続ける大陸。固有の猛獣たちが生息している。一龍と三虎の頂上決戦の舞台となった。

#### エリア7
エリア4に次ぐ広大さを誇る「山の大陸」。人間界から南東に存在する。総面積は8億4000万平方キロメートルで、アカシアのスープ「ペア」の莫大な栄養素によって世界でも5本の指に入るほど巨大な生物や植物が集うマンモス大陸。猿王バンビーナを筆頭に知能が高く恐ろしく強い猿たちがこの大陸を支配しているため、通称「モンキーレストラン」と呼ばれている。この大陸の猿たちは「猿武」と呼ばれる野生の格闘術の実力で序列付けされており、100Gマウンテンを中心に東西南北の4つに分かれたエリアを4頭いる猿武の師範が食物連鎖のルールを厳しく管理しているため、グルメ界で唯一無差別な捕食が認められていない。
北マウンテンエリア
文明の遺跡
エリア7の地下深くに存在する「7つの文明」の一つだった古代遺跡。かつてブルーニトロの奴隷だった人間たちが築き上げた王国の跡地で、内部には王国の長たちが客人を招いた応接室やニトロが残した特殊調理食材のレシピ、猿武の振り付けが刻まれた壁画が存在する。最盛期にはレッドニトロや大陸の猿たちも人間たちと一緒に暮らしていたが、ブルーニトロが遺跡の壁画から重要な情報を探すために王国に入り、カカが裏切ったと思い込んだ猿たちの反乱であっけなく滅んでしまった。
鍋山（なべやま）
エリア7・北エリアに存在する鍋の形をした山。火口からはノッキングマスター次郎のフルコースのスープであるコンソメマグマが溢れ出ている。
西マウンテンエリア
産声の樹
エリア7の0山脈のふもとに生えている世界で第三位の高さを誇る超巨大な樹。ここにアカシアのフルコースのスープ・ペアが無数に飾り付けられており、その光景が満天の星に見えることから「星屑の樹（スターダストツリー）」とも呼ばれ、グルメ百景の一つに数えられる。この樹からペアの莫大な栄養分が大陸中に流れ込み、エリア7の物は皆巨大化した。
IGOと美食會の決戦において、この場所で第0ビオトープの愚衛門とマリーが美食會総料理長のドレスと対峙した。
0山脈
100Gマウンテンを取り囲む山。酸素がなく、呼吸ができないため、ここを通り抜けるには事前にエアを食べておくか、キントウンコに乗らなければならない
東マウンテンエリア
南マウンテンエリア
中央部
100Gマウンテン
「産声の樹」のさらに先にある黒く巨大な山脈で、エリア7の丁度中心に位置している。生物の肉体に反応する特殊な磁力を発する岩石で出来ており、山頂に近づくほどに地上の10 - 100倍の重力の負荷がかかり数億もの生物が押しつぶされて形成されている。一度足を踏み入れると下山するのが不可能と言われるグルメ界でも屈指の危険地帯で、山頂には猿王バンビーナが生息している。
重力の中心部である山の中の中心には猿王の恋人が眠る墓があり、ココは亡くなった猿王の恋人があの世で食べ物に困らないよう重力の中心に棺を置き、永い時間を経て数多の食材を引き込み、山が形成されたと推測している。

#### エリア6
地球の最南端に位置する「海の大陸」。鯨王ムーンと捕獲レベル4000を超える七匹の王「七獣」とのパワーバランスによって生態系が保たれており、アカシアの魚料理「アナザ」が生息している。
回転島
エリア6の名物で、激しい海竜で回される島々。別名「クレイジーメリーゴーラウンド」。
ブラックトライアングル
鯨王が生息しているエリア6中心部の漆黒の海域。月ほどの大きさの隕石が音もなく消息を経ち、10指に入るほどの危険区域。別名「出し海」と呼ばれており、グルメ界の海に連なる旨みの海流「旨潮」の流れと全海洋の味の出発点。
グルメ界でも三番目に深いこの海の水深は3万メートルで、その旨みの層はまるで動物の部位のように分かれ、それぞれ味も異なるが深くなるほど旨みが強く、部位によっては様々な使い方ができ、大昔にはこの海域だけでフルコースを全て完成させた料理人も大勢いる。さらに、この海に生息する七獣からは霊食を捌ける金の調理器具も作れる。
星屑の川
グルメ界のC地区に位置する場所。アカシアのフルコースの魚料理・アナザが通った跡で、天の川のように光り輝く川。IGOと美食會の決戦において、この場所で第0ビオトープのラブとタックとララが美食會料理長のクロマドと対峙する。
食霊の門
魂の世界に通じる門で、かつてアナザが光速を超えた場所。死者は自由にこの門を行き来できるが、生者が通るにはペアを飲む必要があり、食欲(魂)しか入れない。そして類稀なる食運と料理の腕が必要。エリア6に全部で四つあるが、一番安全なのはブルーグリルの魂の丘にある門とされる。小松がアナザを調理したことで大量発生したアナザによって門は閉じられた。
東6、南6、西6（イーストシックス、サウスシックス、ウエストシックス）
三角系を描くようにエリア6に存在する島。それぞれの島に食霊の門があるが、幅10kmを超えるトルネードに囲まれていたり、捕獲レベル2000以上の猛獣が生息していたりと危険。
ブルーグリル
エリア6の深海に潜む面積1000万平方kmを誇る世界一巨大な貝「ジャイアントシェル」の中に存在する「7つの文明」の一つである海中グルメ都市。7つの文明の中でも最も巨大で栄えており、総人口5億人。手練の料理人も多くおり、レストランのランクは一から十まで貝の数で表される。深海の文明だが、自然界に生息している陸上動物も独自の生態系を築いており、昼夜の概念や行政機関も法律も存在し、人間界と変わりはない。
ジジ曰く、ここまで文明が発展したのは良くも悪くも食霊のおかげとのことで、夜になると食霊が出没し、食霊から逃れるため住人は魔除けとしてウニラを所持している。
一見すると華やかに見えるが、劣悪な環境のスラム街があり、そこの住人は半年に一度細かい身体検査が行われ、異常が見つかった者は強制収容された後に優秀な魂と入れ替えられ、国のプロジェクトのための終わりの見えない労働を強いられる。
グリルスタジアム
ブルーグリルの中心部にあるスタジアム。人間界の料理人と十貝五人衆の料理対決の会場として利用された。食霊の怨念「食念」を燃料にし、人の精気を吸い取るコンロ「霊魂炉」を搭載している。
常しえの厨房
シェルマウンテンの頂上にあり、国のプロジェクトの一環でアカシアのフルコースを調理している場所。地下にはドンスラの王室兼コピールームがあり、そこでは一龍の身体のコピーが作られている。
魂の世界
食霊の門の先に広がる世界で、閻魔大王イカが管理している。時間や空間の概念が無く「タイム0」とも呼ばれ、食欲（魂）のみがここへたどり着ける。無数の食霊やグルメ細胞の悪魔が生息しており、食霊たちはムーンの腹から送られた霊食の調理を求めており、それらを調理しないと先に進めない。
食霊たちの厨房
魂の世界に存在する厨房。少しでも霊食を美味しく調理する場所。
雪の教会
周囲に雪が降っている教会。アサルディーの恋人シルクは死ぬまで彼の帰りを待っていた。

#### エリア5
人間界から南西に存在する大陸。八王の一角、鹿王スカイディアが闊歩しており、アカシアの肉料理・ニュースが存在する。文明があるかどうかは不明。
食域の森
グルメ界のD地区に位置する場所。グルメ界一の食材の宝庫と言われる天地が木々で覆われた森で、スカイディアの頭部に位置する。捕獲レベル4000超えの猛獣が生息し、ここにアカシアのフルコースの肉料理・ニュースがある。IGOと美食會の決戦において、この場所で第0ビオトープのゴブリン・ラモンとメガロドラスが美食會ギャルソンのアルファロと対峙し、後にゼブラとブランチがニュースを捕獲、調理する。

#### エリア4
人間界から北東に存在するグルメ界で最も巨大で美しい大陸。蛇王マザースネークが支配しており、アカシアのデザート・アースが存在する。ライブベアラーによると文明があるようだが、詳細は不明。
グルメの園
グルメ界のG地区に位置する場所。美しき浮遊庭園と呼ばれる様々な花が咲き乱れる花畑で、その花の根は地球上の甘みを吸い取り、アカシアのフルコースのデザート・アースを実らせる。IGOと美食會の決戦において、この場所で第0ビオトープの与作とマナンが美食會専属再生屋のカイトラと対峙し、後にサニーとライブベアラーがアースを捕獲する。
老いの洞穴
通常の20万倍のスピードで歳をとる洞窟で、人間ならほんの数時間で死に至る。数千km先まで続いており、ニュースを食べて発動できる裏の世界が必要不可欠だが、文明の住人が知っている抜け道がある。

#### エリア3
人間界から最北端に位置する小さな大陸。烏王エンペラークロウが支配しており、アカシアのドリンク・アトムが存在する。辺り一面毒の雲海に覆われており、歩ける場所が限られているため、生物が容易に近づけない。
知恵熱橋
グルメ界のH地区に位置する場所。無数のブロックを組み合わせて出来たように大きく歪曲した橋で、ブルーニトロがエリア3を自由に移動するため、レッドニトロに作らせた。
IGOと美食會の決戦において、この場所で第0ビオトープのメリスマンと桜が美食會料理長のカリウ、ボンレスと対峙する。
クラウドマウンテン
巨大な雲の火山。この山から噴火したマグマが宇宙の有毒物質を吸収し流れ出るのがアカシアのドリンク・アトムであり、ココとタイランが捕獲した。
第0ビオトープ
グルメ界に存在する食材の研究・開発の他にニトロの監視も行うIGOの極秘施設。「雲樹（うんじゅ）」という巨大な樹の形をした雲の中にある。与作をはじめとする一龍が委託した少数精鋭の実力者たちが職員として働いている。ココはエリア3が誰も近づけない環境として最適な場所にあると推測している。

#### エリア2
人間界から北東のエリア1を囲うように、気候も生態系も何もかもが違う様々な環境の大陸が数千数万と集まっている。狼王ギネスが支配しており、アカシアのメインディッシュ・GODがあると言われる。
始まりの大陸
グルメ界のE地区に位置する場所。大きな草のようなものが無数に生えている生命の起源と呼ばれる大陸。
IGOと美食會の決戦において、この場所で第0ビオトープのリュウとラップが美食會総料理長補佐のナイスニィと対峙する。ここにアカシアのフルコースのメイン・GODがあると言われ、トリコとスタージュンがGOD捕獲に向かう。
NEOのアジト
北東の島に築かれており、宇宙で永住できるほど巨大な宇宙船が建造されている。
陸海（りくうみ）の森
東南の島に存在する陸が海のように畝ねる森。三虎とジョアがここで激戦を繰り広げる。

#### エリア1
人間界から北東に存在する全ての大陸の始まりの島と呼ばれる円形の島で、島の周囲をエリア2に囲まれている。竜王デロウスが支配しており、アカシアのフルコースの前菜「センター」が存在する。
最果ての厨房
ブルーニトロたちがアカシアの中に潜むグルメ細胞の悪魔、ネオを調理している場所。多くの人間たちが捕われている。
エリア0
グルメ細胞の落下地点にしてグルメ細胞発祥の地。アカシアのフルコースを食べることで導かれる地球内部地下35000kmにある世界で、グルメ細胞および食材はここから増殖し、旨みが噴火する始まりの大地を生み出した。ココ曰く「あらゆる食材の旨みが無限に溢れる食材の畑で、地球上の全ての生命を支える源」。
奥地には万物の命を生み出し、グルメ界を創造したセンターがある。常人ならたどり着く前にエネルギーを吸う特殊なマントルの作用によってカラカラのミイラになるため、ごく限られた者にしか入ることを許されない。

#### その他
地球の果て
三虎がいるボスの間。美食會でも数名の幹部しかその場所を知らない。
アングラの森
「命の滝壺」の入界ルート入口にある森。人間界から見て、海抜がマイナス2万mの場所に存在する。地上より地球の核に近いため、その影響で重力が強く作用している。トリコですら歯が立たない凶暴な猛獣や、人間界の常識を超えた不思議な植物も数多く存在する。
美食會総本部
地上からそびえ立つ巨大な怪鳥の巣のような形状をしており、周囲には無数の怪鳥が飛び回っている。内部には調理施設や三虎が食事を取る部屋などがある。NEOの裏切りによって壊滅状況に陥り、トリコが小松を救出しにやって来た時には小松と三虎しかいなかった。
はぐれ島
グルメ界の上空で行き場所を失ったかのようにさまよい続ける大陸。グルメ界の猛獣の中でも固有の種が存在する。一龍と三虎の一対一の決戦の場になった。
食没の岬
かつて一龍・次郎・三虎が修行をした3人の思い出の場所だが、土地の枯渇と食材の死滅によって荒れ果てる。しかし三虎によって再生され、ミリオンの樹を墓標代わりに一龍が埋葬された。
ダイニングプラネット
貴族の食卓と言われる惑星のような場所で、ブルーニトロの拠点。類稀なる食運が無いと入ることができず、今まで道を刻んだのはブルーニトロを除いてフローゼとジョアの二人しかいない。
思考が抜け落ちる谷
グルメ界の中でも、普通ではどうしても越えられない場所。これらの地域をクリアするには、アカシアのフルコースの食材が欠かせないと言われている。
海山
エリア6の近くの海に存在する海水で出来た山。第二部での美食會の本拠地。

### 宇宙
最果ての地
NEOおよびアカシアが目指している場所。137億年前にグルメビッグバンが起こった場所で、美食の神々が暮らす楽園。そこには想像もつかない神の食材が無限に溢れている。
スペースパントリー
食欲のみが立ち入れる宇宙の食納庫。まだまだ未知の食材が眠り、常に新たな食材が生まれ育っているが、たまにその食材をくすねる美食の神がいる。

### アニメオリジナル
メガモリ島
ゲーム『トリコ グルメサバイバル!』より登場。ハンバーガーの形をした島で、数々の未知なる食材が存在する孤島。美食王決定戦で七色ネッシーのクリスの食べそうな食材・グランドベリーを入手するため、トリコと小松はこの島に上陸する。
グルメビーチ
夏の2週間の間、100kmもの海岸線に沿って屋台や海の家が並ぶリゾート地。店をハシゴする波乗りならぬ食乗りを楽しむことができ、トリコは毎年クミンの父が作るガツカツカレーを食べに来ている。
オータムマウンテン
秋の味覚であふれる山で、長さはモルス山脈を越える約2万km。偏西風の影響で秋の期間が長く、長い熟成の時間を経て、食材が豊富に育つ。頂上には伝説の梨・スプナッシュが実っている。

## 書誌情報

### 漫画本編
- 島袋光年 『トリコ』 集英社〈ジャンプ・コミックス〉、全43巻
  1. 「美食屋・トリコ!!」2008年11月9日第1刷発行（11月4日発売[集 1]）、ISBN 978-4-08-874608-1
  2. 「ココ!!」2008年11月9日第1刷発行（11月4日発売[集 2]）、ISBN 978-4-08-874609-8
  3. 「現れたモノ!!」2009年2月9日第1刷発行（2月4日発売[集 3]）、ISBN 978-4-08-874632-6
  4. 「サニー!!」2009年5月6日第1刷発行（5月1日発売[集 4]）、ISBN 978-4-08-874666-1
  5. 「リーガル高原へ!!」2009年8月9日第1刷発行（8月4日発売[集 5]）、ISBN 978-4-08-874718-7
  6. 「“10連”!!」2009年10月7日第1刷発行（10月2日発売[集 6]）、ISBN 978-4-08-874739-2
  7. 「ジャングルの結晶!!」2009年12月9日第1刷発行（12月4日発売[集 7]）、ISBN 978-4-08-874768-2
  8. 「センチュリースープ!!」2010年3月9日第1刷発行（3月4日発売[集 8]）、ISBN 978-4-08-870014-4
  9. 「氷点下の決戦!!」2010年4月30日第1刷発行（4月30日発売[集 9]）、ISBN 978-4-08-870036-6
  10. 「野生の勝負!!」2010年7月7日第1刷発行（7月2日発売[集 10]）、ISBN 978-4-08-870075-5
  11. 「再生への道!!」2010年10月9日第1刷発行（10月4日発売[集 11]）、ISBN 978-4-08-870113-4
  12. 「ベジタブルスカイ!!」2010年12月31日第1刷発行（12月29日発売[集 12]）、ISBN 978-4-08-870150-9
  13. 「グルメ界の現実!!」2011年3月9日第1刷発行（3月4日発売[集 13]）、ISBN 978-4-08-870190-5
  14. 「〝本物〟のメルク!!」2011年4月9日第1刷発行（4月4日発売[集 14]）、ISBN 978-4-08-870210-0
  15. 「ゼブラ!!」2011年7月9日第1刷発行（7月4日発売[集 15]）、ISBN 978-4-08-870257-5
  16. 「“最悪”との再会!!」2011年9月7日第1刷発行（9月2日発売[集 16]）、ISBN 978-4-08-870285-8
  17. 「サンサングラミー!!」2011年11月9日第1刷発行（11月4日発売[集 17]）、ISBN 978-4-08-870305-3
  18. 「グルメカジノ!!」2012年2月8日第1刷発行（2月3日発売[集 18]）、ISBN 978-4-08-870371-8
  19. 「グルメテイスティング!!」2012年4月9日第1刷発行（4月4日発売[集 19]）、ISBN 978-4-08-870403-6
  20. 「一龍と三虎!!」2012年7月9日第1刷発行（7月4日発売[集 20]）、ISBN 978-4-08-870465-4
  21. 「決戦! 食林寺!!」2012年10月9日第1刷発行（10月4日発売[集 21]）、ISBN 978-4-08-870518-7
  22. 「四獣!!」2012年12月9日第1刷発行（12月4日発売[集 22]）、ISBN 978-4-08-870553-8
  23. 「王食晩餐!!」2013年2月9日第1刷発行（2月4日発売[集 23]）、ISBN 978-4-08-870617-7
  24. 「"クッキングフェス"開幕!!」2013年5月7日第1刷発行（5月2日発売[集 24]）、ISBN 978-4-08-870663-4
  25. 「美食會、襲来!!」2013年7月9日第1刷発行（7月4日発売[集 25]）、ISBN 978-4-08-870766-2
  26. 「限界のその先!!」2013年8月7日第1刷発行（8月2日発売[集 26]）、ISBN 978-4-08-870784-6
  27. 「秘めた力!!」2013年11月6日第1刷発行（11月1日発売[集 27]）、ISBN 978-4-08-870835-5
  28. 「虎の涙!!」2014年1月9日第1刷発行（1月4日発売[集 28]）、ISBN 978-4-08-870888-1
  29. 「世界一の美食屋!!」2014年3月9日第1刷発行（3月4日発売[集 29]）、ISBN 978-4-08-880024-0
  30. 「いざグルメ界へ!!」2014年6月9日第1刷発行（6月4日発売[集 30]）、ISBN 978-4-08-880056-1
  31. 「妖食界!!」2014年9月9日第1刷発行（9月4日発売[集 31]）、ISBN 978-4-08-880173-5
  32. 「vsヘラクレス!!」2014年11月9日第1刷発行（11月4日発売[集 32]）、ISBN 978-4-08-880210-7
  33. 「いざエリア7!!」2015年1月10日第1刷発行（1月5日発売[集 33]）、ISBN 978-4-08-880274-9
  34. 「王の戯び!!」2015年4月8日第1刷発行（4月3日発売[集 34]）、ISBN 978-4-08-880329-6
  35. 「サル・ウィー・ダンス!!」2015年7月8日第1刷発行（7月3日発売[集 35]）、ISBN 978-4-08-880365-4
  36. 「散開ッ!!」2015年9月9日第1刷発行（9月4日発売[集 36]）、ISBN 978-4-08-880461-3
  37. 「胎動!!」2015年12月9日第1刷発行（12月4日発売[集 37]）、ISBN 978-4-08-880517-7
  38. 「裏の世界へ!!」2016年3月9日第1刷発行（3月4日発売[集 38]）、ISBN 978-4-08-880625-9
  39. 「ネオ、その生物!!」2016年6月8日第1刷発行（6月3日発売[集 39]）、ISBN 978-4-08-880685-3
  40. 「あの涙は!!」2016年8月9日第1刷発行（8月4日発売[集 40]）、ISBN 978-4-08-880775-1
  41. 「王たちの戦い!!」2016年10月9日第1刷発行（10月4日発売[集 41]）、ISBN 978-4-08-880804-8
  42. 「食欲との際会!!」2016年12月7日第1刷発行（12月2日発売[集 42]）、ISBN 978-4-08-880844-4
  43. 「まだ見ぬ食材!!」2016年12月31日第1刷発行（12月31日発売[集 43]）、ISBN 978-4-08-880885-7

### 小説
- 久麻當郎『劇場版 トリコ 開幕!グルメアドベンチャー!!』〈ジャンプ ジェイ ブックス〉2011年3月22日発売、ISBN 978-4-08-703242-0
- 村山功『劇場版 トリコ 美食神の超食宝』〈ジャンプ ジェイ ブックス〉2013年7月29日発売、ISBN 978-4-08-703297-0
- 村山功〈集英社みらい文庫〉
  - 『トリコ フグ鯨をつかまえろ!』2011年10月5日発売、ISBN 978-4-08-321047-1
  - 『トリコ BBコーンを手にいれろ!』2012年2月5日発売、ISBN 978-4-08-321070-9
  - 『トリコ げきとつ!王者ガララワニ!!』2012年5月2日発売、ISBN 978-4-08-321090-7
  - 『トリコ 最強のデザート!虹の実!!』2012年8月3日発売、ISBN 978-4-08-321107-2
  - 『トリコ 超デカいぞう!リーガルマンモス』2012年12月5日発売、ISBN 978-4-08-321128-7
  - 『トリコ はじける炭酸!メロウコーラはどこにある!?』2013年5月2日発売、ISBN 978-4-08-321152-2
  - 『トリコ シャボンフルーツをもとめて!食林寺へGO!!』2014年1月4日発売、ISBN 978-4-08-321190-4

### スピンオフ
- 水元あきつぐ『グルメ学園トリコ』集英社〈ジャンプ・コミックス〉、全9巻
  1. 2012年4月4日発売、ISBN 978-4-08-870443-2
  2. 2012年11月2日発売、ISBN 978-4-08-870546-0
  3. 2013年2月4日発売、ISBN 978-4-08-870625-2
  4. 2013年8月2日発売、ISBN 978-4-08-870796-9
  5. 2014年3月4日発売、ISBN 978-4-08-880040-0
  6. 2014年9月4日発売、ISBN 978-4-08-880187-2
  7. 2015年7月3日発売、ISBN 978-4-08-880434-7
  8. 2016年12月2日発売、ISBN 978-4-08-880854-3
  9. 2016年12月31日発売、ISBN 978-4-08-880894-9

### その他関連書籍
- 『トリコ外伝 島袋光年短編集』集英社〈ジャンプ・コミックス〉2009年10月2日発売、ISBN 978-4-08-874763-7
  - 読み切りを収録した短編集。
- ファンブック『トリコ グルメハンティングブック』集英社〈ジャンプ・コミックス〉2011年11月4日発売、ISBN 978-4-08-870306-0
- 公式ファンブック『トリコ　29.5　完食!グルメ時代!!』集英社〈ジャンプ・コミックス〉2014年6月4日発売、ISBN 978-4-08-880132-2
- 『トリコ ミニ複製原稿BOOK!!』集英社〈ジャンプ・コミックス〉2013年8月2日発売、ISBN 978-4-08-870880-5

## CD情報
キャラクターソング
いずれもガツガツ!!（TVサイズ）が収録されている。
トリコ キャラクターコレクションI（2011年6月29日発売）
1. Poison teller(Album Ver.)
作詞 - 山田ひろし / 作曲・歌 - 櫻井真一 / 台詞 - ココ（CV:櫻井孝宏）
2. シェフ!!
作詞 - 山田ひろし / 作曲 - 山崎燿 / 歌 - グッチ裕三
3. Gourmet telexistence robot
作詞 - jam / 作編曲 - yoh / 歌 - MTR

トリコ キャラクターコレクションII（2011年8月24日発売）
1. あり得んほどビューティー
作詞 - 山田ひろし / 作編曲 - 櫻井真一 / 歌 - サニー（cv:岩田光央）
2. 1グラムだけのMIRACLE
作詞 - Haruka / 作編曲 - 山崎燿 / 歌 - ティナ（cv:水樹奈々）
3. 真白き炎
作詞 - 山田ひろし / 作曲 - 山下康介 / 編曲 - 鹿野草平 / 歌 - 串田アキラ

トリコ キャラクターコレクションIII（2011年10月19日発売）
1. Fight and Eat!!
作詞 - 山田ひろし / 作編曲 - 櫻井真一 / 歌 - トリコ（cv:置鮎龍太郎）
2. The Predator
作詞 - jam / 作編曲 - yoh / 歌 - MTR / Voice - スタージュン（cv:三木眞一郎）、グリンパーチ(cv:三ツ矢雄二)、トミーロッド（cv:石田彰）
3. Ring Ring
作詞 - 山田ひろし / 作編曲 - 鹿野草平 / 歌 - リン（cv:田野アサミ）

トリコ キャラクターソングス（2011年12月21日発売）
トリコ キャラクターコレクションI - III全ての楽曲を収録。
トリコ キャラクターコレクションIV（2012年10月10日発売）
1. ゼブラ!!
作詞 - 山田ひろし / 作編曲 - 山崎燿 / 歌 - ゼブラ（cv:松田賢二）
2. Let's Cooking!!
作詞 - shin / 作曲 - 櫻井真一 / 歌 - 小松（cv:朴璐美）
3. Brand-New Legend
作詞 - 山田ひろし / 作編曲 - 水谷広美 / 歌 - トリコ（cv:置鮎龍太郎）

サウンドトラック
トリコ オリジナル・サウンドトラックI（2011年8月3日発売）
II以降は発売していない。
ティナのグルメラジオDJ
アニメオリジナルキャラクターのグルメリポーター、ティナ（声：水樹奈々）がメインパーソナリティを務め、トリコたち主要メンバーがゲストとして出演するトーク、キャラクターソング、BGMを収録したラジオCD。第一弾、ティナのグルメラジオDJが2011年11月23日に、第二弾、ティナのグルメラジオDJ2が2012年9月26日に発売した。

## アニメ

### テレビアニメ
フジテレビほかにて、2011年4月3日から2014年3月30日まで毎週日曜9:00 - 9:30（JST）に全147話が放送された。制作は東映アニメーション。ハイビジョン制作。文字多重放送。
前番組である『ドラゴンボール改』に引き続き、『週刊少年ジャンプ』連載作品のアニメ化となる。アニメ化された範囲は原作の人間界編までとなるが、一部アニメオリジナルストーリーを挟んだ他、終盤の展開も原作と異なる独自のものになっている。
放送期間中、毎年4月上旬には直後の9時台後半にて放送されている『ONE PIECE』とのコラボレーションスペシャルとして、両作品のキャラクターが共演する番外編が制作されており、本作品が前半パート、『ONE PIECE』で後半パートを受け持つ。第1話はこの番外編として制作され、メインストーリーは第2話から開始した。この他、2013年には映画公開記念で『ドラゴンボールZ』ともコラボした。
ナレーション
石丸謙二郎が担当（第2話より）。毎回本編冒頭で、世界中にある自然のグルメ食材を2〜3種類、または作中に登場する食材をナレーションで紹介している。「誰かが言った…」という語りから始まり、自然のグルメ食材が2〜3個ほど紹介される。この食材は基本的にアニメオリジナルだが、本編に登場する食材の解説を行うこともある。本編が先週の続きである場合、先週のあらすじをナレーションで紹介する。途中から食材紹介が廃止され、オープニングテーマの前にナレーションが付けられるようになった。
ミニコーナー
EDと次回予告の間にはミニコーナーが設けられている。キャスターのティナは続けて次回予告も担当する。
「Gourmet NEWS（グルメニュース）」（第2話 - 第50話、第59話、第66話、第68話 - 第70話、第96話、第113話 - 第116話）
その回に登場した食材や生物、食べ合わせグルメの紹介をティナがスタジオから紹介する。47 - 50話では、人気シェフのタッチーノ・カワゴエ（声 - 川越達也）がゲスト出演し簡単なレシピを紹介した。者からグルメ食材のアイディアを募集する「グルメモンスターコンテスト」の優秀作品発表や、お台場合衆国でのアトラクション紹介も行われる。
「ティナパン」（第52話 - 第58話、第60話 - 第65話、第67話 - 第74話）
作中に登場するキャラクター1人をゲストとして迎えてトークする。元ネタはフジテレビの新人女性アナウンサーがMCを担当する『○○パン』。番組公式サイトでは期間限定で、テレビシリーズ未放送のスペシャルエディションが公開されていた。
「グルメ占い」（第75話 - 第89話、第97話 - 第98話）
3つのクロッシュに入っている食材を選んで食運を占う。捕獲レベルが高いほど食運が良い。最後に「グルメお守り撮影タイム」が設けられていて、作中に登場するキャラクターが格言を言い、そのシーンをカメラ付き携帯電話で撮影し、1週間お守りとして持っておくと食運が上がると設定されている。
「本日のグルメテイスティング講座」（第90話 - 第95話）
作中で行われているゲーム「グルメテイスティング」の解説を行う。
「ユンをみつけて ルンルン!ユン!」（第101話 - 第112話、第117話 - 第123話）
画面に隠れているユンを10 - 15秒以内に視聴者が探す。
「当てて伝説へ 伝説食イズ」（第128話 - 第143話）
ナレーションが出題する食材関連のなぞなぞに答える。
原作との主な相違点
- 猛獣が真っ二つ、バラバラにされるなどの残酷なシーン、「死ね」などの暴言、「腐る」に関する台詞、調理法はカット・変更が多くなされている。流血も当初はされていなかったが、120話から表現されるようになった。
- 「泣いて馬謖を斬る」「日本酒」などの世界観にそぐわない固有名詞がカットまたは改変されている。
- 登場キャラクターの喫煙シーンはカットされた（飲酒は基本的にそのまま描かれている）。
- 原作では作中でナレーションが多用されるが、テレビシリーズではそれを作中のキャラクターに喋らせるか、もしくは完全にカットされる。
- 原作ではライブベアラーが麻薬食材のエレキバナナをそのまま食べていたが、テレビシリーズでは毒抜き・調理を行ってから食べていた。
- ココ、サニーなどトリコの仲間キャラクターの出番が増えている。
- アニメオリジナルキャラクターのティナが、事あるごとにトリコたちを取材しようと試み、行動を共にすることもあるが、センチュリースープ編以降は頻度が減っている。
- 読者投稿の食材・猛獣はオリジナルのものに置き換えられていたが、アイスヘル編以降はごく一部を除いて原作通り読者投稿の食材・猛獣が使われている。
- クッキングフェスでのトリコとスタージュンの対決はジョアの乱入によって中断され、トリコたちはジョアと戦うことになる。
- IGOと美食會によるアカシアのフルコース争奪戦、三虎の回想シーンを大幅にカット。アカシアの真意も語られていない。
- 原作で三虎との決戦後、ブルーニトロに殺される一龍はブルーニトロに襲われずに生存し、三虎の手で人間界に戻される。
- 三虎のメテオスパイスで大打撃を受けた人間界は三ヶ月で復興が軌道に乗り上げている。
- 最終話はトリコと小松、ココ、サニー、ゼブラが別々の道からグルメ界に旅立つ所で終了している。

#### スタッフ（テレビアニメ）
- 原作 - 島袋光年（集英社 ジャンプコミックス刊）
- プロデューサー
  - フジテレビ - 情野誠人（第1話 - 第63話） → 髙木明梨須（第64話 - 第123話） → 野﨑理（第112話 - 第147話）
  - 読売広告社 - 佐川直子
  - 東映アニメーション - 鷲尾天、若林豪（第28話 - 第38話）、長谷川昌也（第91話 - 第147話）
- シリーズ構成 - 村山功
- 音楽 - 水谷広実
- 製作担当 - 藤岡和実（第1話 - 第13話） → 末竹憲（第14話 - 第147話）
- グルメモンスターデザイン - 島貫正弘
- キャラクターデザイン - 香川久
- 美術設定 - 平澤晃弘 → 青木薫 → 金城沙綾
- 美術デザイン - 野村正信 → 今野慎一
- 色彩設計 - 澤田豊二
- シリーズディレクター - 座古明史、うえだひでひと（第100話 - 第131話）
- 編集 - 片瀬健太（第1話 - 第17話・第142話） → 西村英一（第18話 - 第141話・第143話 - 第147話）
- 音響効果 - 今野康之
- 美術 - 野村正信 → 今野慎一
- 総作画監督 - 香川久（第2話 - 第16話） → （廃止）
- 制作協力 - 東映
- 制作 - フジテレビ、読売広告社、東映アニメーション

#### 主題歌（テレビアニメ）
オープニングテーマ
1. 「ガツガツ!!」（第1話 - 第98話）　62話以降は一部映像が変更された。
作詞 - 山田ひろし / 作曲・編曲 - 櫻井真一 / 歌 - 串田アキラ（日本コロムビア）
2. 「豪食マイウェイ!!」（第99話 - 第147話）
作詞 - 山田ひろし / 作曲・編曲 - 櫻井真一 / 歌 - 串田アキラ（日本コロムビア）

エンディングテーマ
1. 「SATISFACTION」（第2話 - 第25話）
作詞 - いしわたり淳治 / 作曲 - 堀向彦輝 / 編曲 - 平出悟 / 歌 - FTISLAND（ワーナーミュージック・ジャパン）
2. 「DELI-DELI☆DELICIOUS」（第26話 - 第38話）
作詞 - こだまさおり / 作曲・編曲 - 山口朗彦（POPHOLIC） / 歌 - Sea☆A（Lantis）
3. 「サブリナ」（第39話 - 第50話）
歌・作詞 - 家入レオ（Colourful Records） / 作曲 - 西尾芳彦・家入レオ / 編曲 - 三輪コウダイ
4. 「LOVE CHASE」（第52話 - 第62話）
作詞 - Blaise Maynard、tax / 作曲 - Blaise Maynard / 編曲 - Maynard Plant、Zen Nishizawa / 歌 - 山下智久（ワーナーミュージック・ジャパン）
5. 「サンバ de トリコ!!!」（第63話 - 第75話）
作詞・作曲・編曲 - 前山田健一 / 歌 - ヒャダイン（Lantis）
6. 「Lovely Fruit」（第76話 - 第87話）
作詞 - Hibiki / 作曲・編曲 - 上松範康（Elements Garden） / 歌 - 水樹奈々（キングレコード）
7. 「虹」（第88話 - 第98話）
作詞・作曲 - 寺岡呼人 / 編曲・歌 - JUN SKY WALKER(S)（アイビーレコード）
8. 「赤い靴」（第100話 - 第111話）
作詞 - うらら / 作曲・編曲 - 上口浩平 / 歌 - Salley（ビクターエンタテインメント）
9. 「トートロジー」（第112話 - 第123話）
作詞 - 志磨遼平 / 作曲・編曲・歌 - ドレスコーズ（日本コロムビア）
10. 「Believe in Yourself !」（第124話 - 第135話）
作詞 - 伊秩弘将 / 作曲・編曲 - 阿久津健太郎 / 歌 - palet（日本コロムビア）
11. 「メガラバ」（第136話 - 第147話）
作詞・作曲・編曲 - 原田アツシ / 歌 - 横山ルリカ（ビクターエンタテインメント）

挿入歌
1. 「Fight and Eat!!」
作詞 - 山田ひろし / 作曲・編曲 - 櫻井真一 / 歌 - トリコ（声:置鮎龍太郎）
2. 「ナカマタチ!!」
作詞 - 山田ひろし / 作曲・編曲 - 櫻井真一 / 歌 - 串田アキラ（日本コロムビア）
3. 「ゼブラ!!」
作詞 - 山田ひろし / 作曲・編曲 - 櫻井真一 / 歌 - ゼブラ（声:松田賢二）
4. 「Let's Cooking!!」
作詞 - shin / 作曲・編曲 - 櫻井真一 / 歌 - 小松（声:朴璐美）

#### 各話リスト
サブタイトルが太字の回はアニメオリジナルストーリー。
- 特番などによる放送の休止・内容・日時・時間変更は以下の通り。
  - 北海道文化放送では2013年のみ、北海道マラソンを8:55より放送する関係で、当該回が同日に臨時枠移動となり、北海道文化放送を除く同時ネットのフジテレビ系列14局へは裏送りで先行ネットとなった。それ以前の中継放送は2011年が12:00、2012年が12:55からの開始であっため、全地域で通常通りの放送となっていた。

#### 放送局
- 字幕放送は、フジテレビ系列のみ実施。

| 放送地域       | 放送局             | 放送期間                                                                              | 放送日時                                                 | 系列                                         | ネット状況 | 備考           |
| -------------- | ------------------ | ------------------------------------------------------------------------------------- | -------------------------------------------------------- | -------------------------------------------- | ---------- | -------------- |
| 関東広域圏     | フジテレビ         | 2011年4月3日 - 2014年3月30日                                                          | 日曜 9:00 - 9:30                                         | フジテレビ系列                               | 制作局     |                |
| 北海道         | 北海道文化放送     | 2011年4月3日 - 2014年3月30日                                                          | 日曜 9:00 - 9:30                                         | フジテレビ系列                               | 同時ネット |                |
| 岩手県         | 岩手めんこいテレビ | 2011年4月3日 - 2014年3月30日                                                          | 日曜 9:00 - 9:30                                         | フジテレビ系列                               | 同時ネット |                |
| 宮城県         | 仙台放送           | 2011年4月3日 - 2014年3月30日                                                          | 日曜 9:00 - 9:30                                         | フジテレビ系列                               | 同時ネット |                |
| 山形県         | さくらんぼテレビ   | 2011年4月3日 - 2014年3月30日                                                          | 日曜 9:00 - 9:30                                         | フジテレビ系列                               | 同時ネット |                |
| 新潟県         | 新潟総合テレビ     | 2011年4月3日 - 2014年3月30日                                                          | 日曜 9:00 - 9:30                                         | フジテレビ系列                               | 同時ネット | [ 注 18 ]      |
| 石川県         | 石川テレビ         | 2011年4月3日 - 2014年3月30日                                                          | 日曜 9:00 - 9:30                                         | フジテレビ系列                               | 同時ネット |                |
| 長野県         | 長野放送           | 2011年4月3日 - 2014年3月30日                                                          | 日曜 9:00 - 9:30                                         | フジテレビ系列                               | 同時ネット |                |
| 静岡県         | テレビ静岡         | 2011年4月3日 - 2014年3月30日                                                          | 日曜 9:00 - 9:30                                         | フジテレビ系列                               | 同時ネット |                |
| 中京広域圏     | 東海テレビ         | 2011年4月3日 - 2014年3月30日                                                          | 日曜 9:00 - 9:30                                         | フジテレビ系列                               | 同時ネット |                |
| 岡山県・香川県 | 岡山放送           | 2011年4月3日 - 2014年3月30日                                                          | 日曜 9:00 - 9:30                                         | フジテレビ系列                               | 同時ネット |                |
| 広島県         | テレビ新広島       | 2011年4月3日 - 2014年3月30日                                                          | 日曜 9:00 - 9:30                                         | フジテレビ系列                               | 同時ネット |                |
| 福岡県         | テレビ西日本       | 2011年4月3日 - 2014年3月30日                                                          | 日曜 9:00 - 9:30                                         | フジテレビ系列                               | 同時ネット |                |
| 佐賀県         | サガテレビ         | 2011年4月3日 - 2014年3月30日                                                          | 日曜 9:00 - 9:30                                         | フジテレビ系列                               | 同時ネット |                |
| 高知県         | 高知さんさんテレビ | 2011年4月26日 - 2014年3月30日                                                         | 日曜 9:00 - 9:30                                         | フジテレビ系列                               | 同時ネット | [ 注 19 ]      |
| 熊本県         | テレビくまもと     | 2011年4月9日 - 2014年4月12日                                                          | 土曜 5:30 - 6:00                                         | フジテレビ系列                               | 遅れネット |                |
| 近畿広域圏     | 関西テレビ         | 2011年4月10日 - 2014年4月6日                                                          | 日曜 9:00 - 9:30                                         | フジテレビ系列                               | 遅れネット |                |
| 富山県         | 富山テレビ         | 2011年4月16日 - 2014年4月5日                                                          | 土曜 6:25 - 6:55                                         | フジテレビ系列                               | 遅れネット |                |
| 愛媛県         | テレビ愛媛         | 2011年4月17日 - 2014年4月13日                                                         | 日曜 9:00 - 9:30                                         | フジテレビ系列                               | 遅れネット |                |
| 長崎県         | テレビ長崎         | 2011年4月18日 - 2014年4月12日                                                         | 土曜 10:55 - 11:25                                       | フジテレビ系列                               | 遅れネット |                |
| 島根県・鳥取県 | 山陰中央テレビ     | 2011年4月21日 - 2014年4月3日                                                          | 木曜 16:23 - 16:53                                       | フジテレビ系列                               | 遅れネット |                |
| 鹿児島県       | 鹿児島テレビ       | 2011年4月24日 - 2015年3月15日                                                         | 日曜 9:00 - 9:30                                         | フジテレビ系列                               | 遅れネット | [ 注 20 ]      |
| 福井県         | 福井テレビ         | 2011年4月26日 - 2014年4月5日                                                          | 土曜 5:30 - 6:00                                         | フジテレビ系列                               | 遅れネット |                |
| 秋田県         | 秋田テレビ         | 2011年4月27日 - 2014年4月9日                                                          | 水曜 16:21 - 16:50                                       | フジテレビ系列                               | 遅れネット | [ 注 21 ]      |
| 沖縄県         | 沖縄テレビ         | 2011年5月3日 - 2013年4月16日 2013年8月1日 2013年8月2日                                | 火曜 15:56 - 16:25 木曜 15:56 - 16:50 金曜 15:56 - 16:25 | フジテレビ系列                               | 遅れネット | 途中で打ち切り |
| 宮崎県         | テレビ宮崎         | 2011年5月10日 - 2014年4月29日                                                         | 火曜 15:27 - 15:56                                       | フジテレビ系列 日本テレビ系列 テレビ朝日系列 | 遅れネット |                |
| 日本全域       | フジテレビTWO      | 2012年5月6日 2012年5月13日 - 2013年5月26日 2013年6月2日 - 7月28日 2013年9月1日 - 不明 | 日曜 19:00 - 20:00 日曜 19:30 - 20:00 日曜 17:30 - 18:00 | CS放送                                       | 遅れネット |                |

- 福島テレビでは系列局でありながら放送されなかった。

| 国         | 放送局                    | 放送期間               | 放送日時               | 備考        |
| ---------- | ------------------------- | ---------------------- | ---------------------- | ----------- |
| 韓国全域   | カートゥーン ネットワーク | 2012年3月14日 -        |                        |             |
| 台湾       | 台湾電視公司              | 2012年12月29日 -       | 土曜 18:28 - 18:58     |             |
| 台湾       | 東森電影台                | 2013年7月7日 - 7月28日 | 日曜 11:30 - 12:30     | 2話ずつ放送 |
| フィリピン | GMAネットワーク           | 2013年4月13日 -        | 土曜、日曜 8:30 - 8:55 |             |
| タイ       | Modernine TV              | 2013年6月23日 -        |                        |             |

アメリカでは、正式には放送されていないが、ファニメーション、Huluでネット配信されている。英語吹き替え版のDVDも発売されている。

#### 劇場版
『トリコ 3D 開幕!グルメアドベンチャー!!』
2011年3月19日に公開された3D映画。同時上映は『ONE PIECE 3D 麦わらチェイス』。
『劇場版 トリコ 美食神の超食宝』
2013年7月27日に公開された劇場版第2作。初の単独上映作品。
2011年3月には劇場版を久麻當郎が小説化した『劇場版 トリコ 開幕!グルメアドベンチャー!!』がジャンプ ジェイ ブックスより発行されている。

### ジャンプアニメ

#### JSAT2009版
『トリコ』
2009年、「ジャンプスーパーアニメツアー2009」で上映された。初のアニメ化。原作第1話、300歳のガララワニ捕獲のエピソードだが、若干原作と内容が異なる。スタッフ・キャストもテレビテレビシリーズとは異なっている。

##### 登場キャラクター・キャスト（JSAT2009）
- トリコ - 近藤隆
- 小松 - 岸尾だいすけ
- 十夢 - 藤原啓治
- 五つ尾オオワシ、ヘッポコ鳥 - 山口翔平
- ヘビガエル、沼ヘビ - 後藤淳一

##### スタッフ（JSAT2009）
- 原作 - 島袋光年
- プロデューサー - 大好誠、篠崎真哉
- 監督・演出 - 小船井充
- キャラクターデザイン・作画監督 - 國弘昌之
- モンスター&プロップデザイン - 丹羽恭利
- 脚本 - 平松正樹
- 絵コンテ - 島津裕行
- 色彩設計 - 千崎美賀子
- 美術監督 - 海老沢一男
- 撮影監督 - 松田成志、寺尾優一
- 音楽 - 長谷川智樹
- 音楽プロデューサー - 福井健吾
- 音響監督 - 岩浪美和
- 編集 - 神野学
- 制作プロデューサー - 近藤光
- アニメーション制作 - ufotable
- 制作 - 集英社

##### 主題歌（JSAT2009）
「その名はトリコ!」
歌 - トリコ（近藤隆）
作詞 - 平松正樹・ufotable
作曲・編曲 - 長谷川智樹
主題歌制作 - スターチャイルドレコード
ディレクター - 山中隆弘

#### JSAT2010版
『トリコ バーバリアンアイビーを捕獲せよ!』
2010年10月23日以降、『ジャンプスーパーアニメツアー2010』で上映されたオリジナルエピソード。

##### 登場キャラクター・キャスト（JSAT2010）
- トリコ - 近藤隆
- 小松 - 岸尾だいすけ
- ココ - 真殿光昭
- サニー - 鈴村健一
- スタージュン - 速水奨
- ジョージョー - チョー

##### スタッフ（JSAT2010）
- 監督 - 小村敏明
- 絵コンテ - 西尾大介、小村敏明、大塚隆史
- シナリオ - 村山功
- キャラクターデザイン・作画監督 - 香川久
- 美術デザイン - 秋山健太郎
- 色彩設計 - 澤田豊二
- 製作担当 - 岡田将介

## ヴォイスコミック
集英社のヴォイスコミック「VOMIC」として、2009年4月・10月・2010年8月にジャンプ専門情報番組『サキよみ ジャンBANG!』にて放送され、2009年5月から2011年2月までVOMIC公式サイトで配信された。全12話。
キャスト
主要担当声優はトリコの登場人物を参照。ここではそれ以外のキャストについて記す。
- オーナー - 岡林史泰
- ナレーター - 加藤将之

## ゲーム
トリコ グルメサバイバル!
PlayStation Portable用ゲームソフト。バンダイナムコゲームスより2011年8月4日に発売。ジャンルは「グルメハンティングアクション」。メガモリ島を舞台にゲームオリジナルのストーリーが展開され、四天王トリコ、ココ、サニーを操作して食材や猛獣を捕獲し、小松の作った料理を食べて強化しつつ島を探索する。
トリコ グルメサバイバル!2
PlayStation Portable用ゲームソフト。グルメサバイバルの続編で、バンダイナムコゲームスより2012年7月5日に発売。ジャンルはグルメハンティングアクション。基本的なシステムは前作と同じだが、新たにゼブラが操作キャラクターとして登場。四天王を交互に操作して戦う超巨大猛獣バトルや、一人で次々と現れる強力な猛獣と戦い抜くグルメ界チャレンジなどの新要素を追加している。
トリコ グルメモンスターズ!
ニンテンドー3DS用ゲームソフト。バンダイナムコゲームスより2012年12月13日に発売。ジャンルはグルモン育成RPG。バロン諸島や洞窟の砂浜など原作の危険区域を舞台にガララワニやトロルコングといった猛獣と美食屋が組み、猛獣やライバルと戦う。
トリコ グルメガバトル!
ニンテンドー3DS用ゲームソフト。バンダイナムコゲームスより2013年7月4日に発売。ジャンルは4人対戦アクション。いわゆる対戦型格闘ゲームだが、猛獣を狩ったり食材を捕獲して食べ、蓄積したカロリーを消費して必殺技を放って戦う。バトル中に入手した食材をフルコースメニューに入れ、キャラクターの強化もできる。
登場キャラクター数は過去最多で、サポート専用のパートナーを呼び出せる。
トリコ アルティメットサバイバル
ニンテンドー3DS用ゲームソフト。バンダイナムコゲームスより2013年11月28日に発売。ジャンルはグルメハンティングアクション。グルメサバイバルシリーズの続編で、最大4人までのキャラクターを連れることができ、マルチプレイにも対応し、過去シリーズのサポートキャラクターの多くを操作できるようになった。
本作品独自の要素として四季の概念が存在し、旬の時期になると普段では見られない猛獣や食材が登場する。
トリコ イタダキマスター
データカードダス。2011年4月27日 - 2013年6月6日稼働。猛獣含むキャラクターカードを3枚スキャンし、3対3でチームを組みバトルをする。戦闘に勝利すると食材を入手でき、それらをフルコースメニューに入れてキャラクターを強化できる。
トリコ 爆狩ジャングルメ!!
データカードダス。2013年6月6日稼動。基本的なシステムはイタダキマスターと同じだが、フィールドを探索し、バトルだけでなく食材収集も可能。入手した食材を調理し、ステータスを上げる独自要素を採用している。
トリコ 爆食グルメバトル!
Yahoo!モバゲー提供のソーシャルネットワークゲーム。2011年9月下旬よりサービス開始。トリコたちと共に冒険し、猛獣と戦ったり食材を集めてフルコースを完成させていく。猛獣を中心としたキャラクターのカードでチームを組んで戦う猛獣カードバトルも存在。携帯電話用のmobageでも対応していた。2014年4月18日にサービス終了。
美食獣判定器 グルメスティックセンサー
携帯型ゲーム機。バンダイより2011年10月29日に発売。食品をスキャンしてモンスターと戦い、食材を集めて料理を作る。アニメにも登場した。
美食形文字解読器 ペロットリーダー
携帯型ゲーム機。バンダイより2012年8月11日に発売。バーコードをスキャンしてミニゲームやバトルをする。アニメにも登場した。

### 『週刊少年ジャンプ』の他作品とのクロスオーバー作品
ミラクルバトルカードダス
バンダイのトレーディングカードゲームシリーズ。2011年3月12日に第1弾「激闘グルメ時代」が発売。
ジェイスターズ ビクトリーバーサス
PlayStation 3、PlayStation Vita用ゲームソフト。バンダイナムコゲームスより2014年3月19日発売。
週刊少年ジャンプ オレコレクション!
スマートフォン向けゲームアプリ。バンダイナムコエンターテインメントより2017年7月6日配信開始。開始当初から参加。2020年9月30日終了。
週刊少年ジャンプ 実況ジャンジャンスタジアム
スマートフォン向けゲームアプリ。コナミデジタルエンタテインメントより2018年8月2日配信開始。開始当初から参加。2019年8月26日終了。
ジャンプチ ヒーローズ
スマートフォン向けゲームアプリ。LINEより2018年3月28日配信開始。2018年9月18日から参加。2024年3月27日終了。